# Liste der Biografien/Ag
Liste der Biografien |
Portal Biografien |
Personensuche
# |
A |
B |
C |
D |
E |
F |
G |
H |
I |
J |
K |
L |
M |
N |
O |
P |
Q |
R |
S |
T |
U |
V |
W |
X |
Y |
Z |
?
 
Aa |
Ab |
Ac |
Ad |
Ae |
Af |
Ag |
Ah |
Ai |
Aj |
Ak |
Al |
Am |
An |
Ao |
Ap |
Aq |
Ar |
As |
At |
Au |
Av |
Aw |
Ax |
Ay |
Az
Die Liste der Biografien führt alle Personen auf, die in der deutschsprachigen Wikipedia einen Artikel haben. Dieses ist eine Teilliste mit 1252 Einträgen von Personen, deren Namen mit den Buchstaben „Ag“ beginnt.

## Ag
- Ag Boula, Rhissa (* 1957), nigrischer paramilitärischer Anführer und Politiker

### Aga
- Aga Khan I. († 1881), Gouverneur von Qom und von Kerman, Imam der ismailitischen Nizariten
- Aga Khan II. (1830–1885), Mitglied der königlichen Kadscharen-Dynastie, Imam der ismailitischen Nizariten
- Aga Khan III. (1877–1957), indischer Fürst, Imam der Ismailiten
- Aga Khan IV., Karim (1936–2025), britischer Ismailit, Oberhaupt (49. Imam) der IsmailitenKarim Aga Khan IV. (1936–2025)

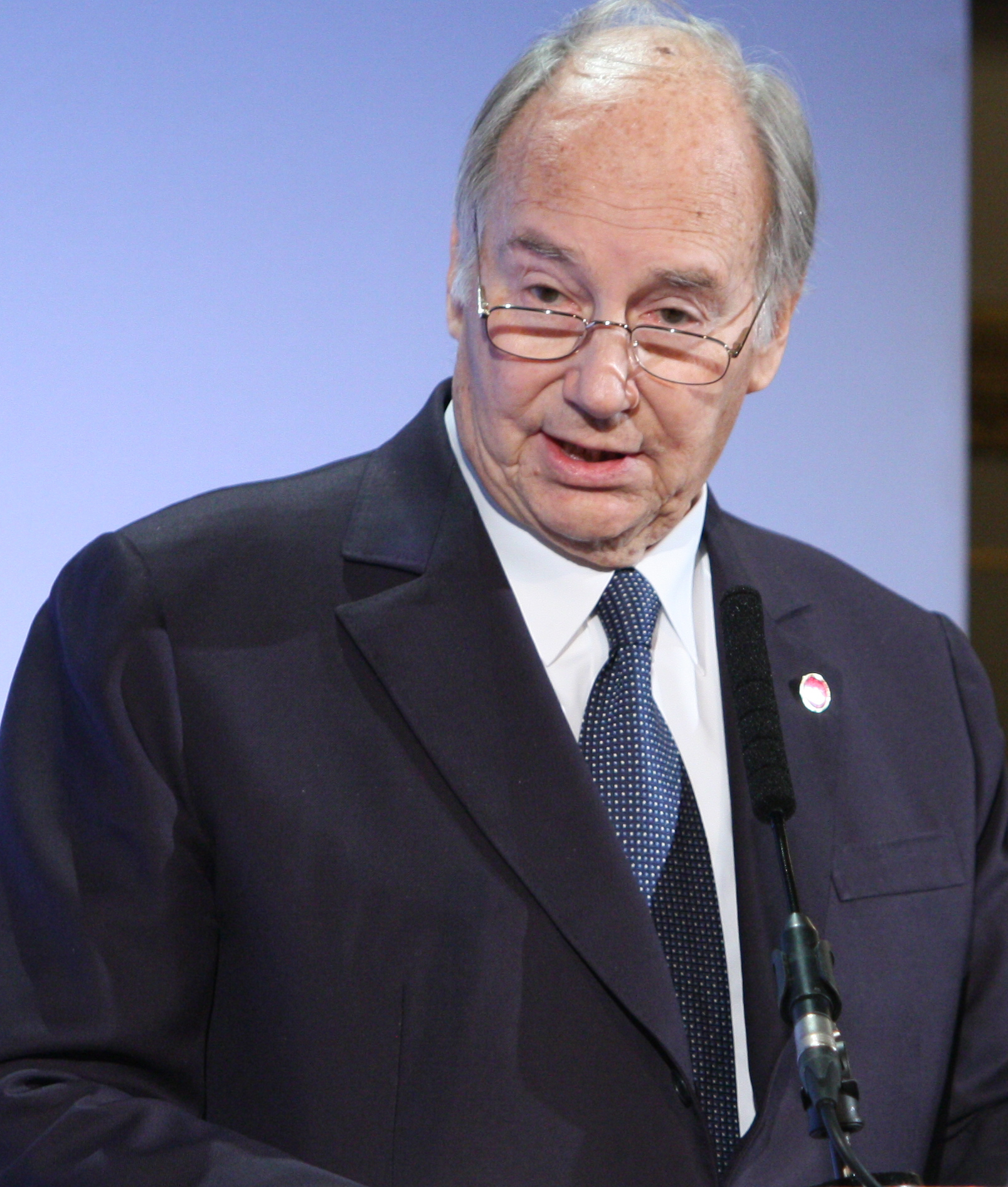
Karim Aga Khan IV. (1936–2025)

- Aga Khan V. (* 1971), Imam der Ismailiten
- Aga Khan, Sadruddin (1933–2003), iranisch-französisch-schweizerischer Flüchtlingshochkommissar der Vereinten Nationen (1965–1977)
- Aga Mohammed Khan (1742–1797), persischer König
- Ağa, Melih (* 1993), türkischer Fußballtorhüter
- Aga, Ruti (* 1994), äthiopische Langstreckenläuferin
- Aga, Vetle Eck (* 1993), norwegischer Handballspieler
- Ağa-Oğlu, Mehmet (1896–1949), türkischer Kunsthistoriker
- Agabashian, Fred (1913–1989), US-amerikanischer Automobilrennfahrer
- Ağabəyov, Sabir, aserbaidschanischer Diplomat
- Agabekow, Grigori Sergejewitsch (* 1896), sowjetischer GPU-Agent in der Türkei
- Ağabigün, Sarp (* 1997), türkischer Tennisspieler
- Agabus, urchristlicher ProphetAgabus

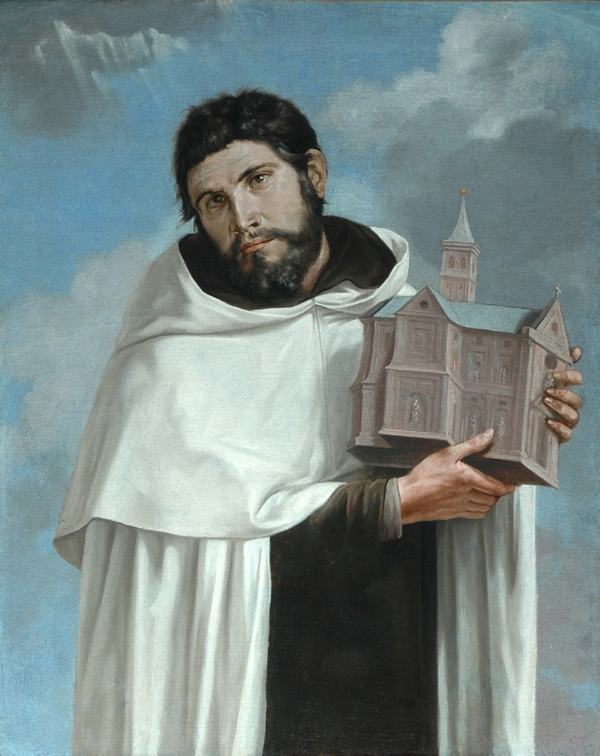
Agabus

- Agache, Alfred (1843–1915), französischer akademischer Maler der Belle Époque
- Agache, Alfred (1875–1959), französischer Architekt und Stadtplaner
- Agache, Lavinia (* 1968), rumänische Kunstturnerin
- Agachi, Muhammad Reza (1809–1874), choresmischer Dichter
- Agachi, Neculai (1925–1997), rumänischer Politiker (PCR)
- Agachiko, Gabrielle (1958–2023), kenianisch-US-amerikanische Jazzsängerin
- Agaciak, Frank (* 1964), deutscher Fußballspieler
- Agaciak, Thomas (* 1970), deutscher Fußballspieler
- Agacinski, Sylviane (* 1945), französische Schriftstellerin und Philosophin, Mitglied der Académie française
- Agadja, Dossou, fünfter König von Dahomey
- Agadschanowa-Schutko, Nina Ferdinandowna (1889–1974), russische bzw. sowjetische Revolutionärin, Drehbuchautorin, Regisseurin und Hochschullehrerin
- Agafia von Ruthenien († 1248), Herzogin von Masowien
- Agafonnikow, Wladislaw Germanowitsch (* 1936), sowjetischer und russischer Komponist
- Agafonow, Jegor Alexandrowitsch (* 2002), russischer Tennisspieler
- Agafoschin, Pjotr Spiridonowitsch (1874–1950), russischer Gitarrist und Musikpädagoge
- Agag, Alejandro (* 1970), spanischer Unternehmer und Politiker, MdEP
- Agagianian, Krikor Bedros XV. (1895–1971), armenisch-katholischer Geistlicher, Patriarch von Kilikien der Armenisch-katholischen Kirche und Kurienkardinal der römisch-katholischen KircheKrikor Bedros XV. Agagianian (1895–1971)

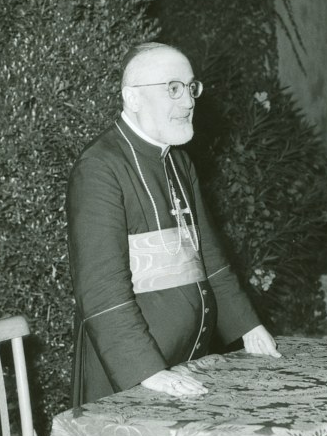
Krikor Bedros XV. Agagianian (1895–1971)

- Agah, Yonov Frederick, nigerianischer Diplomat und stellvertretender Generaldirektor der Welthandelsorganisation
- Agahd, Konrad (1867–1926), deutscher Schriftsteller, Pädagoge und Journalist
- Ágai, Adolf (1836–1916), ungarisch-jüdischer Autor und Journalist
- Ágai, Karola (1927–2010), ungarische Opernsängerin (Sopran)
- Agaj, Servet Teufik, albanischer Fußballspieler
- Agalakowa, Wiktorija Andrejewna (* 1996), russische Theater- und Filmschauspielerin
- Ağalarov, Araz (* 1955), aserbaidschanisch-russischer Milliardär und Oligarch
- Ağalarov, Emin (* 1979), aserbaidschanischer Komponist und Sänger
- Agalarow, Gamid Ruslanowitsch (* 2000), russischer Fußballspieler
- Agali, Victor (* 1978), nigerianischer Fußballspieler
- Agallis von Kerkyra, griechische Philosophin der Antike
- Agalzow, Filipp Alexandrowitsch (1900–1980), sowjetischer Marschall der Flieger
- Agalzowa, Nadeschda Alexejewna (* 1938), sowjetisch-russische Physikerin
- Agam, Yaacov (* 1928), israelischer bildender Künstler und Vertreter der kinetischen Kunst
- Ağamalıoğlu, Səməd ağa (1867–1930), aserbaidschanischer Politiker
- Ağamalıyev, Cəmil (* 1974), aserbaidschanischer Schachgroßmeister und -trainer
- Agamben, Giorgio (* 1942), italienischer Philosoph und AutorGiorgio Agamben (* 1942)

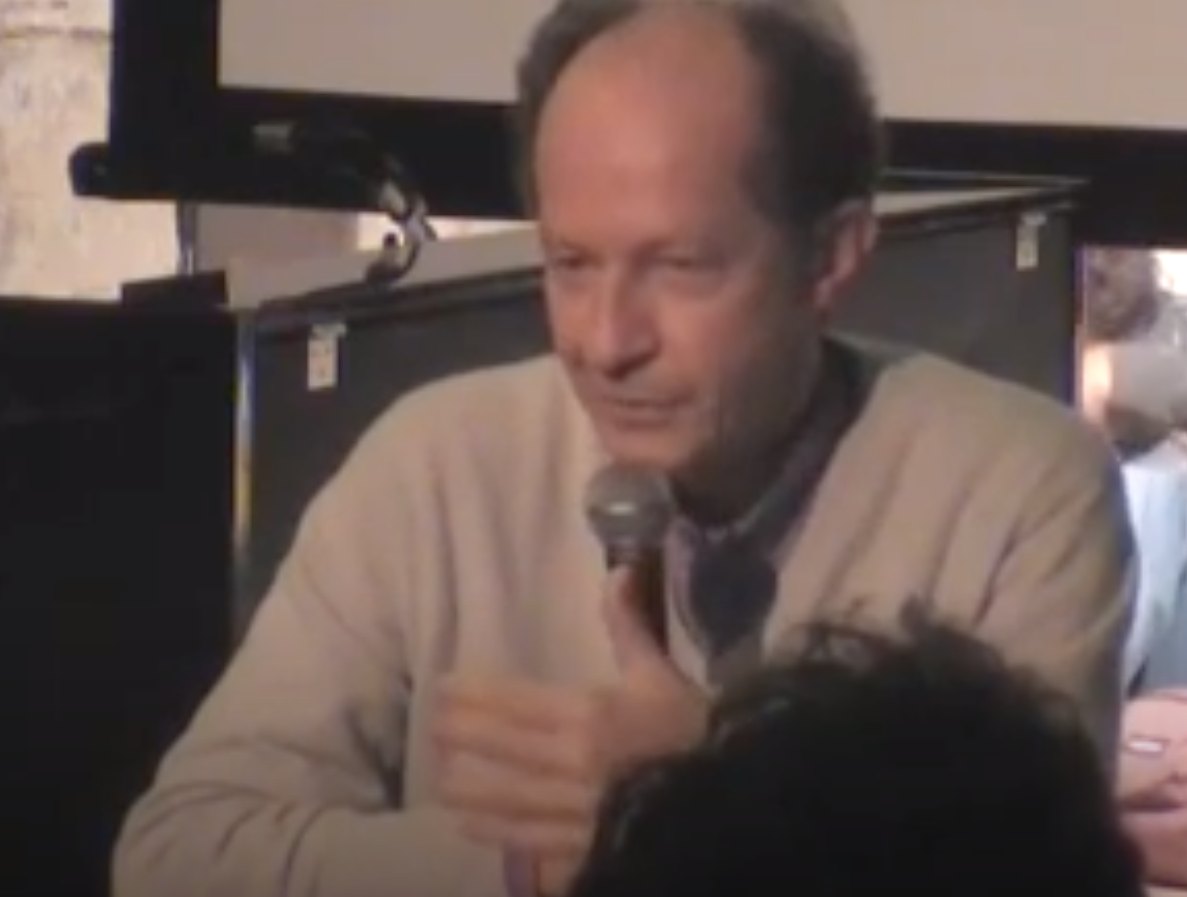
Giorgio Agamben (* 1942)

- Agambila, Boniface (* 1959), ghanaischer Regionalminister der Upper East Region in Ghana
- Agambila, Gheysika Adombire, ghanaischer Politiker
- Agamennoni, Luca (* 1980), italienischer Ruderer
- Agamenone, Franco (* 1993), argentinischer Tennisspieler
- Ağamirova, Zöhrə (* 2001), aserbaidschanische Kunstturnerin
- Agan, Bischof von Eichstätt
- Ağan, Halil (* 1956), türkischer Fußballspieler
- Agana, Äbtissin des Stifts Essen
- Agana, Tony (* 1963), englischer Fußballspieler
- Aganbegjan, Abel Gesewitsch (* 1932), sowjetischer Wirtschaftswissenschaftler
- Aganits, Andri (* 1993), estnischer Volleyballspieler
- Aganoor, Vittoria (1855–1910), italienische Poetin und Schriftstellerin
- Aganovic, Aldin (* 2000), österreichischer Fußballspieler
- Aganun, Olumuyiwa (* 1984), nigerianischer Fußballspieler
- Aganyýazow, Amangeldi (* 1994), turkmenischer Eishockeyspieler
- Aganzo, David (* 1981), spanischer FußballspielerDavid Aganzo (* 1981)

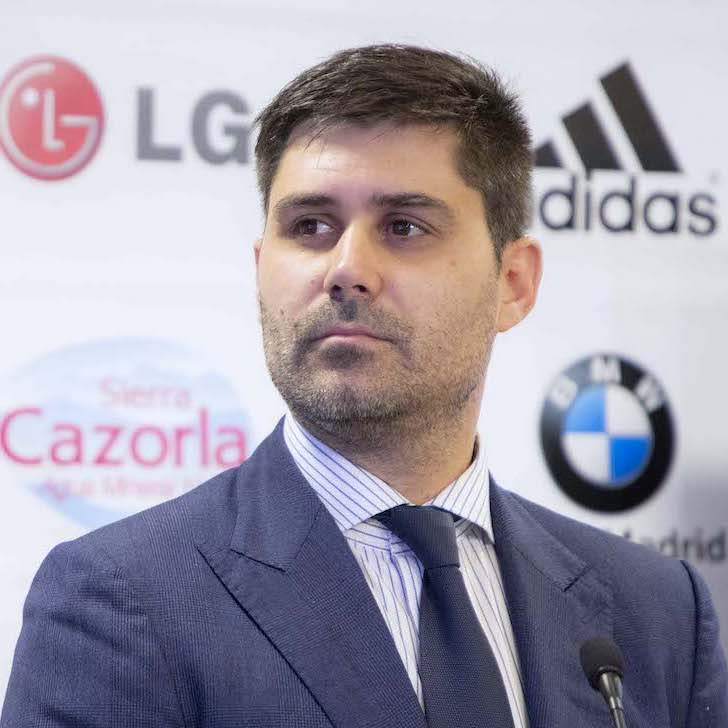
David Aganzo (* 1981)

- Ağaoğlu, Adalet (1929–2020), türkische Schriftstellerin und Journalistin
- Ağaoğlu, Ahmet (1869–1939), aserbaidschanisch-türkischer Journalist, Schriftsteller, Politiker
- Ağaoğlu, Ahmet Ali (* 1957), türkischer Sportfunktionär und Geschäftsmann
- Ağaoğlu, Ali (* 1954), türkischer Bauunternehmer und Geschäftsmann
- Ağaoğlu, Samet (1909–1982), türkischer Politiker (DP), Abgeordneter und Minister
- Ağaoğlu, Süreyya (1903–1989), türkisch-aserbaidschanische Schriftstellerin und Juristin
- Agape von Thessaloniki († 304), Märtyrerin
- Agapetos, spätantiker oströmischer Kleriker und Schriftsteller
- Agapios, griechischer Philosoph und Philologe
- Agapios von Hierapolis, christlich-arabischer Gelehrter und Bischof
- Agapito, Lourdes, spanisch-englische Informatikerin und Hochschullehrerin
- Agapitow, Nikolai Nikolajewitsch, russischer Ethnograph, Archäologe und Pädagoge
- Agapitowa, Swetlana Jurjewna (* 1964), sowjetische bzw. russische Journalistin, Menschenrechtsaktivistin und Hochschullehrerin
- Agapitus I. († 536), Papst
- Agapitus II. († 955), Papst (946–955)
- Agapitus von Praeneste, römischer Heiliger und MärtyrerAgapitus von Praeneste

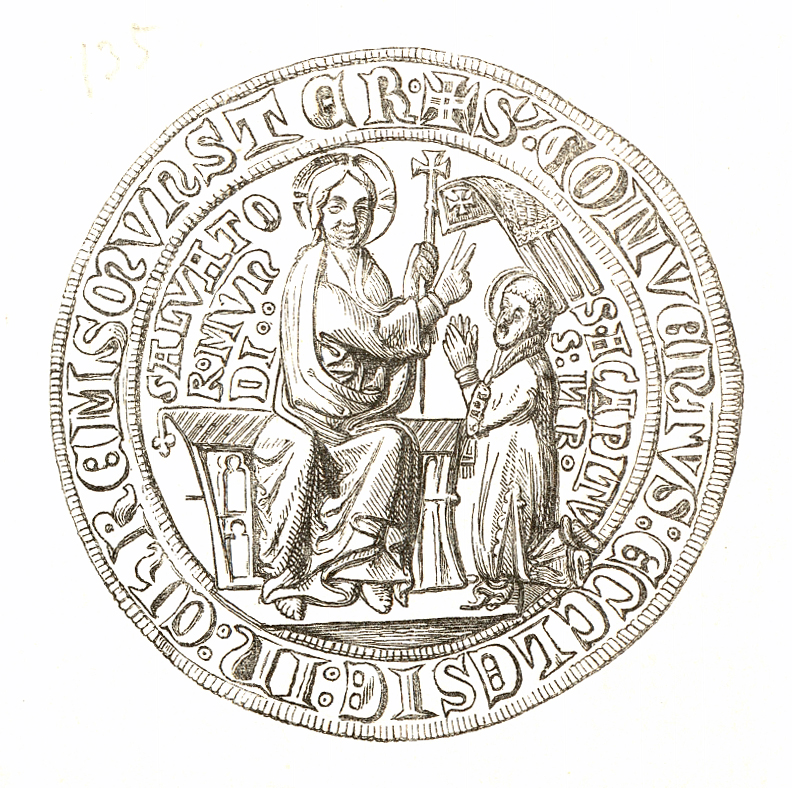
Agapitus von Praeneste

- Agapitus von Rom († 258), christlicher Märtyrer und Heiliger
- Agapitus, Flavius, spätantiker Konsul 517 und Patricius
- Agapow, Ilja Nikolajewitsch (* 2001), russischer Fußballspieler
- Agar (1832–1891), französische Schauspielerin
- Agar de Mosbourg, Michel Pierre Antoine Laurent (1824–1892), französischer Diplomat
- Agar y Bustillo, Pedro (1763–1822), spanischer Marineoffizier und Regent im Befreiungskrieg gegen Napoleon
- Agar, Alf (1904–1989), englischer Fußballspieler
- Agar, Amber (* 1976), britische Schauspielerin
- Agar, Ashton (* 1993), australischer Cricketspieler
- Agar, David (* 1956), britischer Chemiker
- Agar, Eileen (1899–1991), britische Malerin und Fotografin
- Agar, Francilla (* 1975), dominicanische Schwimmerin
- Agar, Jean Antoine Michel (1771–1844), französischer Staatsbeamter
- Agar, John (1921–2002), US-amerikanischer Schauspieler
- Agar, Malik, sudanesischer Politiker und Anführer von Aufständischen
- Ağar, Mehmet (* 1951), türkischer PolitikerMehmet Ağar (* 1951)

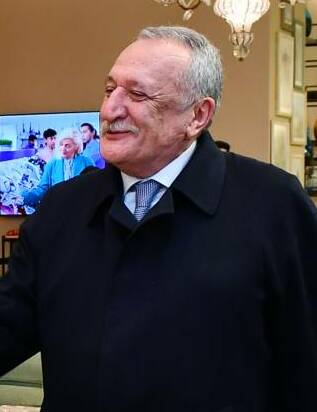
Mehmet Ağar (* 1951)

- Agar, Ryan (* 1987), australischer Tennisspieler
- Ağarəhimov, Cahangir (* 1986), aserbaidschanischer Schachspieler
- Agârbiceanu, Ion (1882–1963), rumänischer Schriftsteller
- Agard, Terrence (* 1990), curaçaoischer Leichtathlet
- Agardh, Carl Adolph (1785–1859), schwedischer Botaniker
- Agardh, Jacob Georg (1813–1901), schwedischer Botaniker und Politiker, Mitglied des Riksdag
- Agárdi, Gábor (1922–2006), ungarischer Schauspieler
- Agardius, Viktor (* 1989), schwedischer Fußballspieler
- Agariste, Mutter des Perikles
- Agariste, Tochter des Tyrannen Kleisthenes von Sikyon
- Agarkow, Jurij (* 1987), ukrainischer Radrennfahrer
- Agartan, Sermet (* 1990), deutscher Musikproduzent, Komponist, Songwriter und Tontechniker türkischer Abstammung
- Agartz, Viktor (1897–1964), deutscher marxistischer Ökonom und Politiker (SPD), MdL
- Agarwal, Aditya (* 1984), indischer Pokerspieler
- Agarwal, Anant (* 1959), US-amerikanischer Informatiker
- Agarwal, Anil (1947–2002), indischer Umweltaktivist
- Agarwal, Bina (* 1951), indische Wirtschaftswissenschaftlerin
- Agarwal, Girish Saran (* 1946), indisch-US-amerikanischer Physiker
- Agarwal, Laxmi (* 1990), indische Frau, Säureopfer und Aktivistin gegen Säureattentate
- Agarwal, Ravi (* 1958), indischer Fotojournalist und Umweltaktivist
- Agarwal, Satish Chandra (1928–1997), indischer Politiker
- Agarwal, Zoya (* 1986), indische Pilotin
- Agasara, Nandini (* 2003), indische Siebenkämpferin
- Agashe, Ashutosh (* 1972), indischer Geschäftsmann, Cricketspieler
- Agashe, Chandrashekhar (1888–1956), indischer Industrieller
- Agashe, Dnyaneshwar (1942–2009), indischer Geschäftsmann, Cricketspieler, Cricket-Administrator und Philanthrop
- Agashe, Mohan (* 1947), indischer Schauspieler
- Agasias, altgriechischer Bildhauer und Bronzegießer
- Agasikles, spartanischer König
- Agasikrates, griechischer Architekt
- Agassa, Kossi (* 1978), togoischer Fußballtorhüter
- Agasse, Jacques-Laurent (1767–1849), Schweizer Maler
- Agassi, Andre (* 1970), US-amerikanischer TennisspielerAndre Agassi (* 1970)

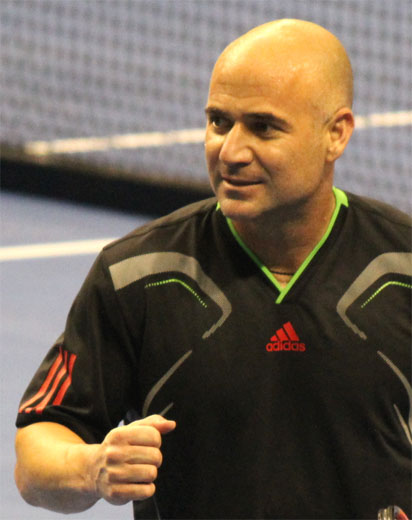
Andre Agassi (* 1970)

- Agassi, Emmanuel (1930–2021), iranischer Boxer und Olympiateilnehmer
- Agassi, Jaden (* 2001), deutsch-US-amerikanischer Baseballspieler
- Agassi, Joseph (1927–2023), israelischer Philosoph
- Agassi, Meir (1947–1998), israelischer Autor und Dichter
- Agassi, Shai (* 1968), israelischer Software-Unternehmer
- Agassijew, Kasi Mahomed (1882–1918), russischer Revolutionär lesgischer Nationalität, Teilnehmer am Kampf um die Sowjetmacht in Dagestan und Aserbaidschan
- Agassiz, Alexander (1835–1910), schweizerisch-amerikanischer Geologe und Anatom
- Agassiz, Auguste (1809–1877), Schweizer Uhrmacher und Politiker
- Agassiz, Elizabeth Cary (1822–1907), US-amerikanische Erzieherin und Naturkundlerin
- Agassiz, Louis (1807–1873), schweizerisch-amerikanischer Naturforscher
- Agata, Antoine D’ (* 1961), französischer Fotograf und Dokumentarfilmer
- Agata, Kōichirō (* 1956), japanischer Verwaltungswissenschaftler
- Agate, Mariano (1939–2013), sizilianischer Mafioso
- Agatha von Catania, Heilige, Jungfrau, MärtyrinAgatha von Catania

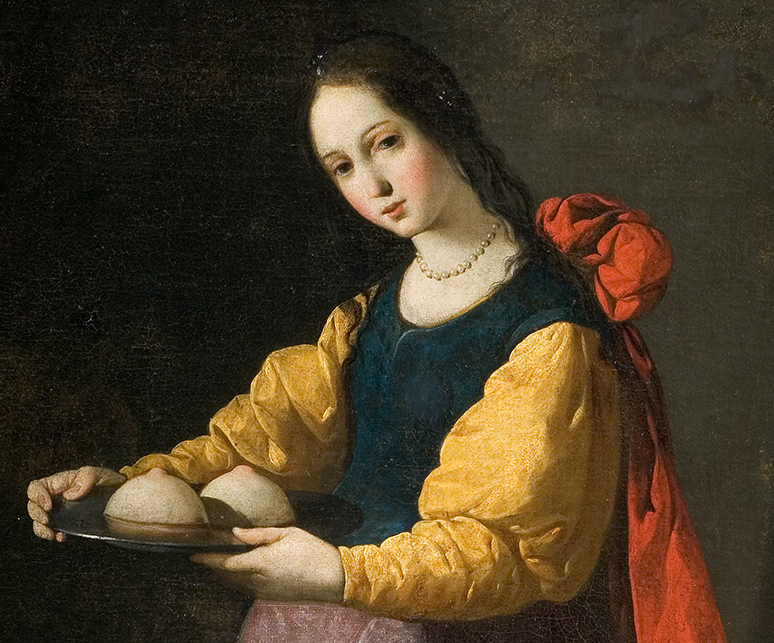
Agatha von Catania

- Agatha von Wimborne, Missionarin, Heilige
- Agatha, Dieter (* 1956), deutscher Fußballspieler
- Agathangelos, spätantiker armenischer Autor
- Agathangelos von Konstantinopel (1769–1832), Patriarch von Konstantinopel
- Agathangelou, Mariana (* 1988), englische Badmintonspielerin
- Agatharchides, griechischer Historiker und Geograph
- Agatharchos, griechischer Maler
- Agathe (1533–1609), Gräfin von Tübingen und Gemahlin von Graf Eberhard von Hohenlohe in Waldenburg
- Agathe, Didier (* 1975), französischer Fußballspieler
- Agathemeros, griechischer Koroplast
- Agathenor, griechischer Komödiendichter
- Agathias, oströmischer Historiker und Dichter
- Agathine, Arthure (1960–2016), seychellischer Dreispringer
- Agathinos aus Sparta, antiker griechischer Mediziner
- Agatho († 681), Papst (678–681)Agatho († 681)

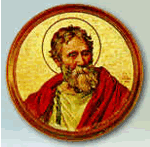
Agatho († 681)

- Agatho von Alexandria († 673), koptischer Papst
- Agathobulos, griechischer Koroplast
- Agathocules, antiker römischer Vergolder
- Agathokleia, Konkubine Ptolemaios’ IV.
- Agathokleia, indo-griechische Königin
- Agathokles, griechischer Komödiendichter
- Agathokles, Kronprinz und Offizier des Lysimachos
- Agathokles, griechischer Architekt
- Agathokles († 203 v. Chr.), Politiker des Ptolemäerreichs
- Agathokles, König des griechisch-baktrischen Königreichs
- Agathokles von Kyzikos, griechischer Historiker
- Agathokles von Syrakus († 289 v. Chr.), Tyrann und König von SyrakusAgathokles von Syrakus († 289 v. Chr.)

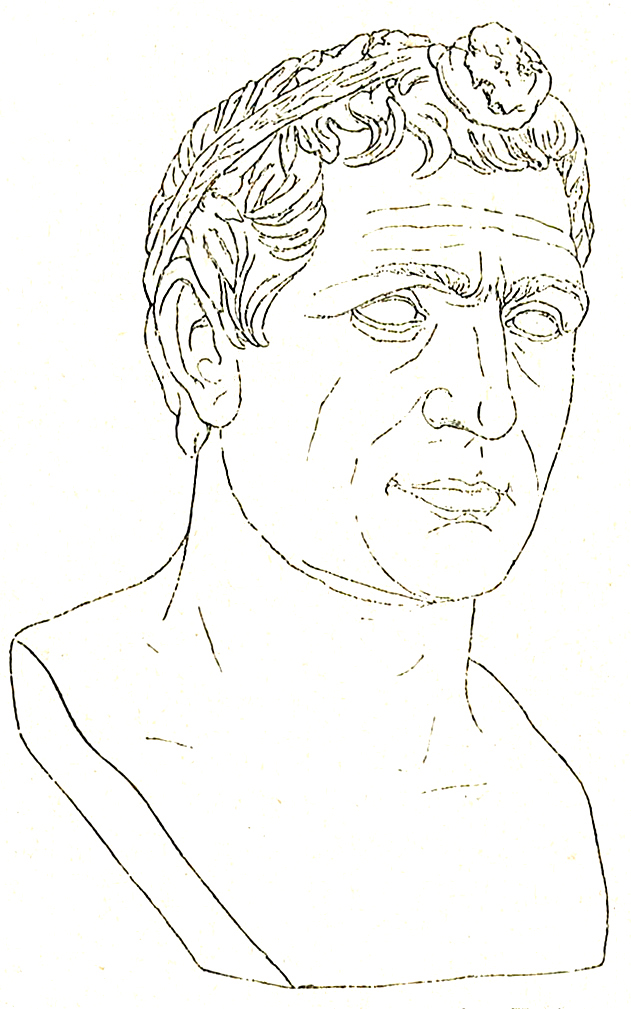
Agathokles von Syrakus († 289 v. Chr.)

- Agathon, antiker griechischer Töpfer und möglicherweise Vasenmaler
- Agathon, griechischer Architekt
- Agathon († 324 v. Chr.), Offizier Alexanders des Großen
- Agathon von Athen, griechischer Tragödiendichter der Antike
- Agathon, Krikor (1900–1979), ägyptischer Sportschütze und Fechter
- Agathopus, antiker römischer Gemmenschneider
- Agathopus, Marcus Iulius, antiker römischer Goldschmied
- Agathos, Katarina (* 1971), deutsche Hörspielproduzentin, Autorin und Herausgeberin
- Agatus, antiker römischer Toreut
- Agatz, Arnold (1891–1980), deutscher Bauingenieur, Hafenbaudirektor in Bremen
- Agatz, August (1904–1945), deutscher Maler und Bildhauer
- Agatz, Friedrich (1887–1976), deutscher Bauingenieur und Leiter der Reichspostdirektion Saarbrücken
- Agatz, Willi (1904–1957), deutscher Politiker (KPD), MdR, MdL, MdB
- Agawa, Hiroyuki (1920–2015), japanischer Schriftsteller
- Agawa, Sawako (* 1953), japanische Schriftstellerin, Essayistin und Moderatorin
- Agawa, Yasuko (* 1951), japanische Pop- und Jazzmusikerin
- Agay, Denes (1911–2007), US-amerikanischer Komponist und Arrangeur ungarischer Herkunft
- Ágay, Irén (1913–1950), ungarische Schauspielerin
- Ağayev, Əliağa (1913–1983), sowjetischer und aserbaidschanischer Schauspieler
- Ağayev, Əliyar (* 1987), aserbaidschanischer Fußballschiedsrichter
- Ağayev, Balabəy (* 1998), aserbaidschanischer Judoka
- Ağayev, Həsən bəy (1875–1920), aserbaidschanischer Arzt, Journalist und Politiker
- Ağayev, Kamran (* 1986), aserbaidschanischer Fußballspieler
- Ağayev, Rəfael (* 1985), aserbaidschanischer KaratekaRəfael Ağayev (* 1985)

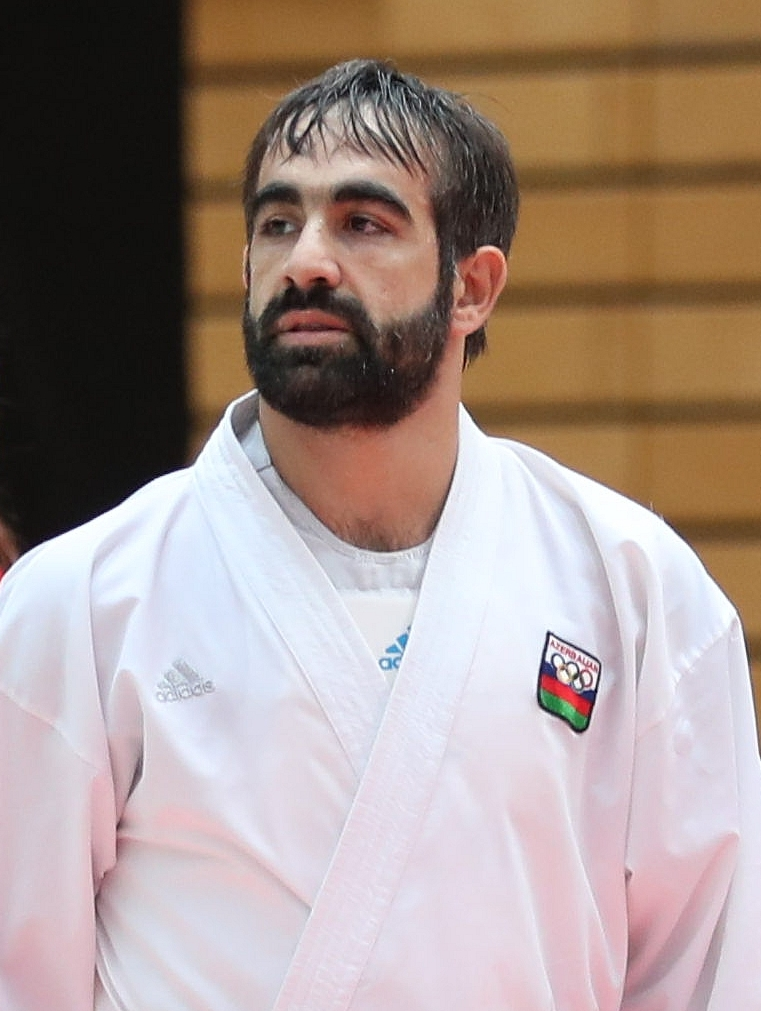
Rəfael Ağayev (* 1985)

- Agazarian, Jack (1916–1945), britischer Agent
- Agazzari, Agostino (1578–1640), italienischer Komponist und Musiktheoretiker
- Agazzi, Ernesto (* 1942), uruguayischer Politiker
- Agazzi, Evandro (* 1934), italienischer Philosoph, Wissenschaftstheoretiker und Hochschullehrer
- Agazzi, Gaetano, italienischer Cellist und Komponist
- Agazzi, Michael (* 1984), italienischer Fußballtorhüter

### Agb
- Ağbaba, Veli (* 1968), türkischer Politiker
- Agbabian, Areni, amerikanische Fusion-Musikerin (Piano, Gesang, Komposition)
- Agbadou, Emmanuel (* 1997), ivorischer Fußballspieler
- Agbaglah, Elisa (* 1990), deutsche Schauspielerin
- Agbaje, Noah (* 2001), deutsch-nigerianischer Fußballspieler
- Agbaji, Ochai (* 2000), US-amerikanischer Basketballspieler
- Agbakoba, Olisa (* 1953), nigerianischer Rechtsanwalt
- Agbakoko, Norris (* 2000), deutscher Basketballspieler
- Ağbal, Naci (* 1968), türkischer Politiker, Finanzminister und Zentralbank-Präsident
- Agbamu, Gladstone (* 1944), nigerianischer Hürdenläufer und Sprinter
- Agbanou, Victor (* 1945), beninischer Geistlicher und emeritierter römisch-katholischer Bischof von Lokossa
- Agbatchi, Fidèle (* 1950), beninischer Geistlicher, Alterzbischof von Parakou
- Agbayani, Victor (* 1957), philippinischer Politiker und Bauingenieur
- Agbazo, Leopold (* 1945), beninischer Boxer
- Agbebaku, Ajayi (* 1955), nigerianischer Leichtathlet
- Agbebi, Mojola (1860–1917), Pastor und Missionar
- Agbegnenou, Clarisse (* 1992), französische Judoka
- Agbeko, Joseph (* 1980), ghanaischer Boxer im Bantamgewicht
- Agbénonci, Aurélien (* 1958), beninischer Politiker und Diplomat
- Agbenyadzi, Dennis Kofi (* 1964), ghanaischer Geistlicher, römisch-katholischer Bischof von Berbérati
- Agbenyenu, Lumor (* 1996), ghanaischer Fußballspieler
- Agbetu, Akeem (* 1988), nigerianischer Fußballspieler
- Agbim, Chigozie (* 1984), nigerianischer Fußballspieler
- Agbo, Emmanuel (* 1980), nigerianischer Fußballspieler
- Agbo, Uche (* 1995), nigerianischer Fußballspieler
- Agboh, Kuami (* 1977), französisch-togoischer Fußballspieler
- Agbonavbare, Wilfred (1966–2015), nigerianischer Fußballspieler
- Agbonifo, Jeremy (* 2005), schwedisch-nigerianischer Fußballspieler
- Agbonlahor, Gabriel (* 1986), englischer Fußballspieler
- Agbontaen-Eghafona, Kokunre A. (* 1959), nigerianische Kulturanthropologin
- Agbortabi, Vanessa (* 1998), deutsche Volleyballspielerin
- Agbossoumonde, Gale (* 1991), togoisch-US-amerikanischer Fußballspieler
- Agboton, Agnès (* 1960), beninische Autorin und Übersetzerin
- Agboton, Marcel Honorat Léon (1941–2023), beninischer römisch-katholischer Geistlicher, Erzbischof von Cotonou
- Agboyibo, Yawovi (1943–2020), togoischer Politiker, Premierminister von Togo
- Agbré, Stéphane (* 1989), ivorisch-burkinischer Fußballspieler

### Agc
- Ağca, Caner (* 1984), türkischer Fußballspieler
- Ağca, Mehmet Ali (* 1958), türkischer Rechtsextremist und PapstattentäterMehmet Ali Ağca (* 1958)

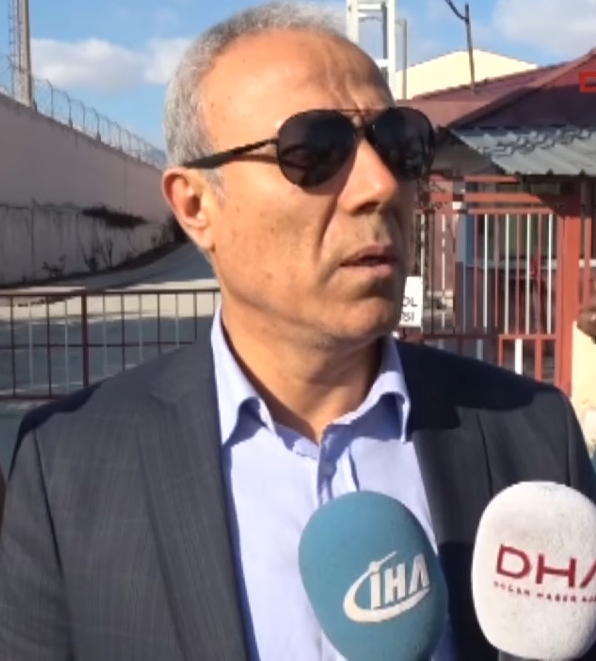
Mehmet Ali Ağca (* 1958)

- Ağçay, Sedat (* 1981), türkischer Fußballspieler

### Agd
- Agdal, Nina (* 1992), dänisches ModelNina Agdal (* 1992)

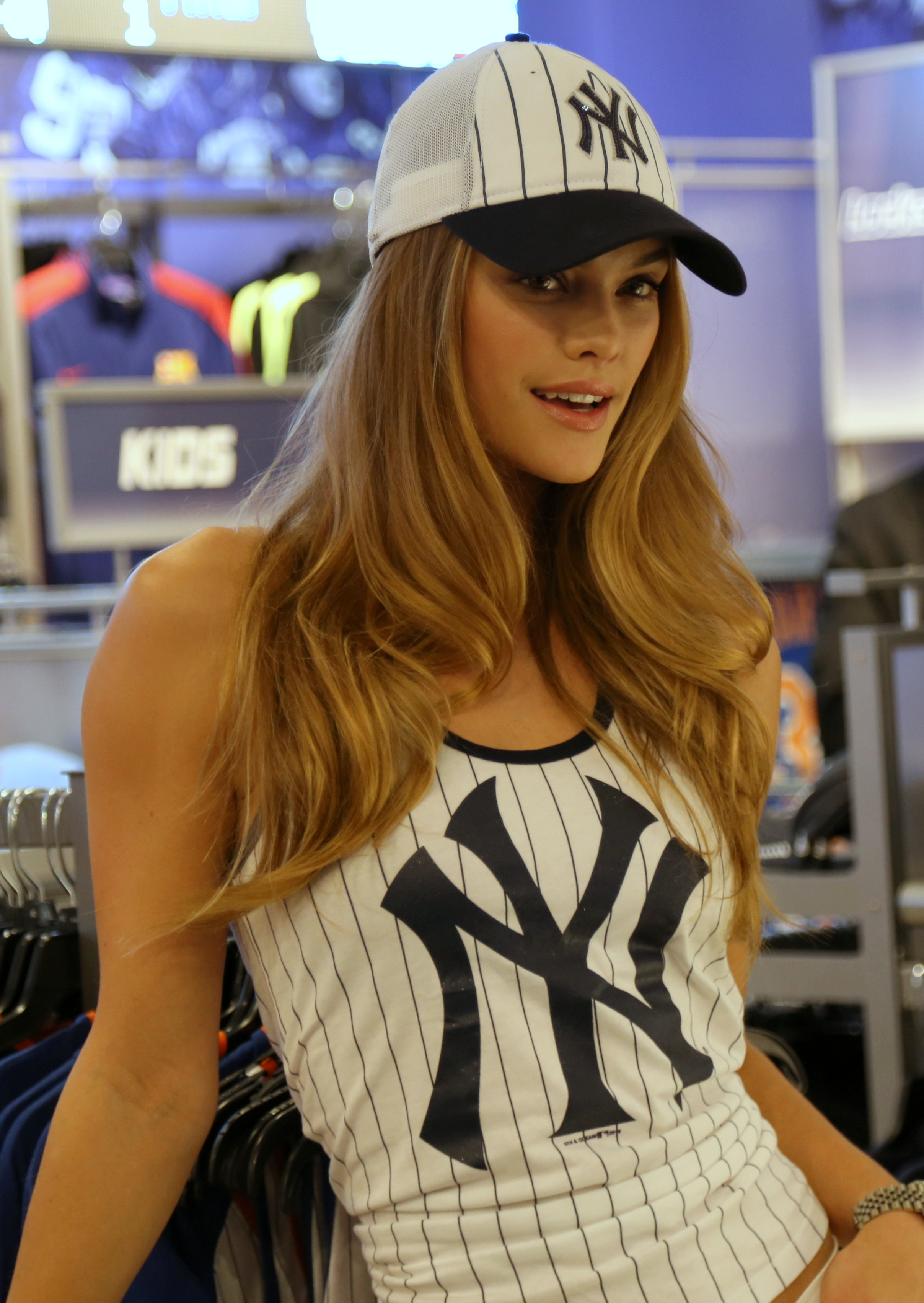
Nina Agdal (* 1992)

- Agde, Georg (1889–1944), deutscher Chemiker
- Agde, Günter (* 1939), deutscher Medienwissenschaftler und Journalist
- Agdestein, Elin Rodum (* 1957), norwegische Politikerin (Høyre)
- Agdestein, Simen (* 1967), norwegischer Schachgroßmeister und Fußballspieler
- Agdollo, Peter Aloysius Marquis d’ († 1800), sächsischer Hofmeister

### Age
- Age, antiker griechischer Münzstempelschneider
- Agea, Laura (* 1978), italienische Politikerin
- Agee, Alfred W. (1850–1938), US-amerikanischer Politiker
- Agee, James (1909–1955), US-amerikanischer Dichter, Novelist, Journalist, Sozialaktivist und Filmkritiker
- Agee, Joel (* 1940), US-amerikanischer Schriftsteller und Übersetzer
- Agee, Jonis (* 1943), US-amerikanische Schriftstellerin
- Agee, Philip (1935–2008), US-amerikanisch-deutscher Geheimagent und Autor
- Agee, Steve (* 1969), US-amerikanischer Schauspieler, Comedian und Autor
- Agee, Walter Robertson (1905–1980), US-amerikanischer Offizier der US Air Force
- Agee, William (1938–2017), US-amerikanischer Manager
- Ageeb, Aamir (1968–1999), sudanesischer Flüchtling, der durch Maßnahmen von BGS-Beamten gestorben ist
- Ageikin, Sergei Nikolajewitsch (1963–2001), russischer Eishockeyspieler
- Ageishi, Rui (* 2006), japanischer Fußballspieler
- Agejevas, Aleksandras (* 1949), litauischer Schachspieler
- Agejew, M. (1898–1973), russischer pseudonymer Autor
- Agejew, Michail Andrejewitsch (* 2000), russischer Fußballspieler
- Agejew, Nikolai Wladimirowitsch (1903–1983), russischer Physiker, Metallurg und Hochschullehrer
- Agejew, Sergei Wjatscheslawowitsch (* 1984), russischer Eishockeytorwart
- Agejew, Wiktor Iwanowitsch (1936–2023), sowjetischer Wasserballspieler
- Agejew, Wiktor Petrowitsch (* 1941), sowjetischer Boxer
- Agejewa, Anfissa Maximowna (* 1952), samische Sängerin aus Russland
- Agel, Michael (* 1970), deutscher Fotograf
- Ágel, Vilmos (* 1959), ungarischer Sprachwissenschaftler und Germanist
- Ageladas von Argos, griechischer Bildhauer
- Ageles, griechischer Koroplast
- Ageles aus Chios, griechischer Faustkämpfer
- Agelidis, Soi (* 1977), griechisch-deutsche Klassische Archäologin
- Agello, Francesco (1902–1942), italienischer Pilot
- Agélou, Jean (1878–1921), französischer Porträt- und Erotikfotograf
- Ageltrude, Königin von Italien und Römische Kaiserin
- Agema, Fleur (* 1976), niederländische Politikerin (PVV)
- Ageman, Karin (1899–1950), schwedische Designerin, Zeichnerin und Buchkünstlerin
- Agena, Dirk (1889–1934), deutscher Jurist, Landwirt und Politiker (DNVP), MdR
- Agena, Gesine (* 1987), deutsche Politikerin (Bündnis 90/Die Grünen), Sprecherin der Grünen JugendGesine Agena (* 1987)

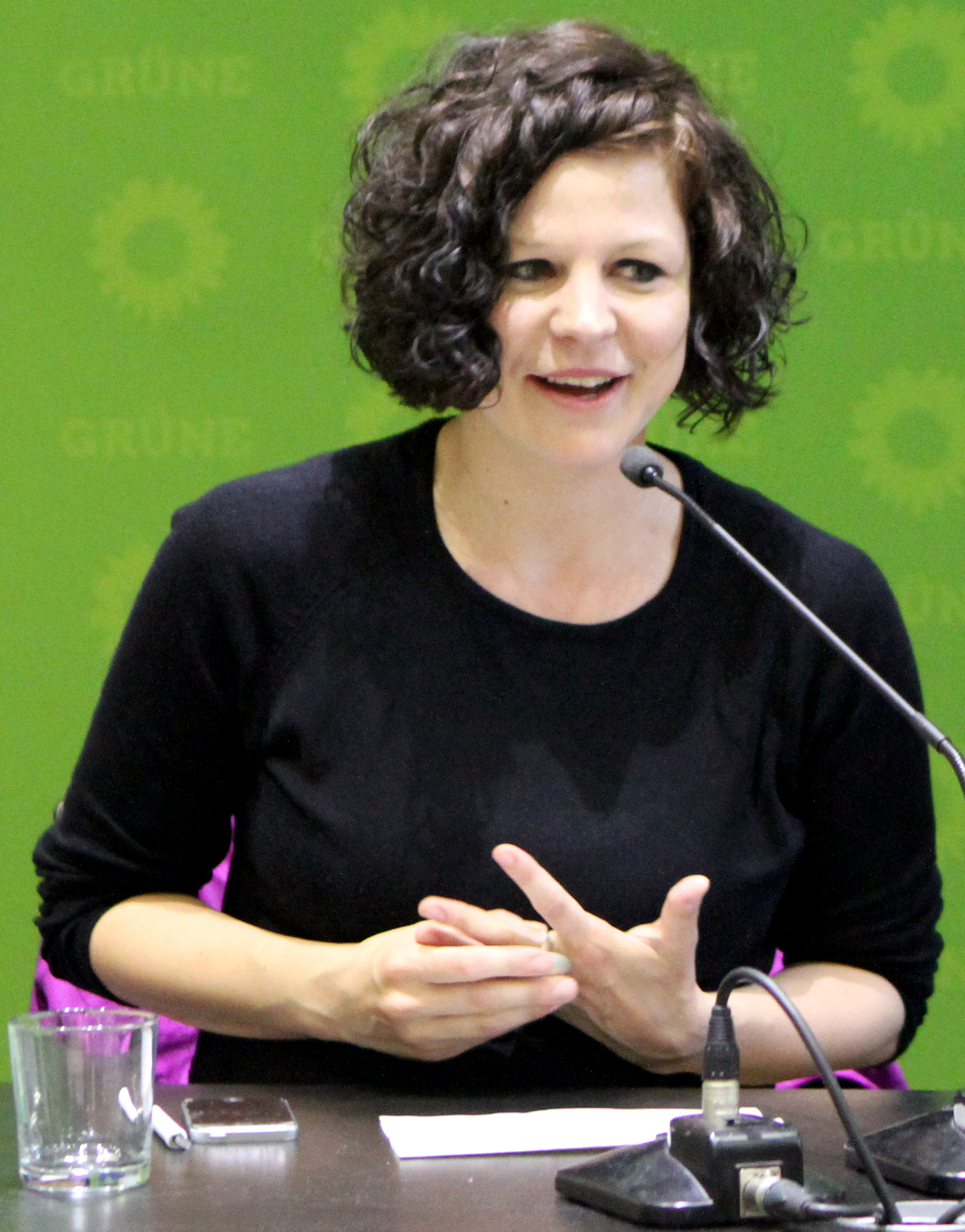
Gesine Agena (* 1987)

- Agena, Keiko (* 1973), US-amerikanische Schauspielerin
- Agenarich, alamannischer Gaukönig
- Agennius Urbicus, lateinischer Fachschriftsteller
- Agénor, Ronald (* 1964), haitianisch-US-amerikanischer Tennisspieler
- Ageorges, Sylvain (* 1965), französischer Fotograf
- Ager, Cecelia (1902–1981), US-amerikanische Filmkritikerin und Journalistin
- Ager, Christina (* 1995), österreichische SkirennläuferinChristina Ager (* 1995)

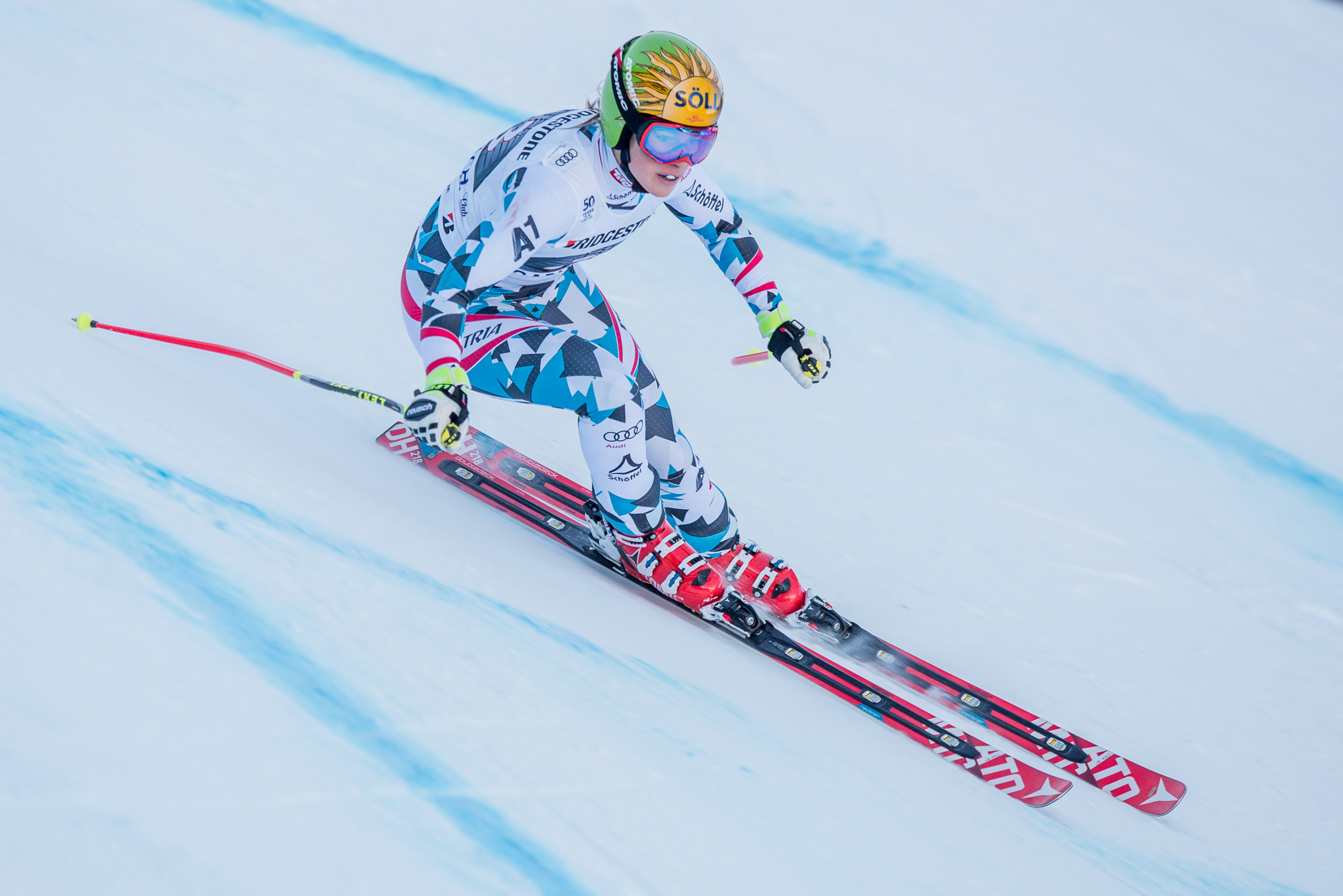
Christina Ager (* 1995)

- Ager, Georg (* 1958), österreichischer Skirennläufer
- Ager, Hans (* 1949), österreichischer Politiker (ÖVP), Mitglied des Bundesrates
- Ager, Klaus (* 1946), österreichischer Komponist und Dirigent
- Ager, Maurice (* 1984), US-amerikanischer Basketballspieler
- Ager, Milton (1893–1979), US-amerikanischer Komponist
- Ager, Nicolas (1568–1634), französischer Botaniker
- Ager, Nikita (* 1969), US-amerikanische Schauspielerin und Backgroundsängerin
- Ager-Hanssen, Christen (* 1962), norwegischer Investor und Unternehmer
- Agerbeck, Henrik (* 1956), dänischer Fußballspieler
- Agerbeek, Rob (1937–2023), niederländischer Jazzpianist indonesischer Herkunft
- Agerer, Lisa Magdalena (* 1991), italienische Skirennläuferin
- Agergaard, Thomas (* 1962), dänischer Jazzmusiker (Tenorsaxophon, Komposition)
- Agergård, Jesper (* 1975), dänischer Radrennfahrer
- Agericus, Heiliger, Bischof von Verdun
- Agersborg, Henrik (1872–1942), norwegischer Segler
- Agerschou, Sune Duevang (* 1974), dänischer Handballspieler
- Agerskov, Kathinka Hedwig (1859–1890), dänische Genremalerin
- Agersnap, Torben (1922–2013), dänischer Soziologe
- Agerth, Käte (1888–1974), deutsche Reformpädagogin und Lehrerin
- Agerty, Max (1875–1967), deutscher Theater- und Filmschauspieler, Stummfilmproduzent und -regisseur
- Agerwala, Tilak (* 1950), indisch-US-amerikanischer Computeringenieur
- Agesilaos II., König von Sparta
- Agesipolis, Spartaner, Sohn von Kleombrotos II.
- Agesipolis I., König von Sparta
- Agesipolis II. († 370 v. Chr.), König in Sparta
- Agesipolis III., König von Sparta (219–215 v. Chr.)
- Agesistrata († 241 v. Chr.), Mutter des Königs Agis IV. von Sparta
- Agesistratos, griechischer Mechaniker
- Agestratos, griechischer Koroplast
- Agetas, Stratege des Aitolischen Bundes
- Agetle, Dorothea (* 1950), italienische paralympische Ski-Langläuferin

### Agg
- Agg, Lily (* 1993), englische Fußballspielerin
- Agga, sumerischer König der Stadt Kiš
- Aggad, Kader (* 1938), algerischer Bildhauer
- Aggar, Tom (* 1984), britischer Ruderer
- Aggarwal, Varinder (* 1961), indisch-britischer Chemiker
- Agge, Sven (1925–2005), schwedischer Biathlet
- Aggefors, Mikael (* 1985), schwedischer Handballspieler
- Aggele, Robin van (* 1984), niederländischer Schwimmer
- Aggeler, Brian, US-amerikanischer Diplomat
- Aggelidis, Grigorios (* 1965), deutscher Unternehmer und Politiker (FDP), MdB
- Aggelidis, Michael (* 1962), deutscher Politiker (Die Linke), MdL
- Agger, Daniel (* 1984), dänischer Fußballspieler und -trainerDaniel Agger (* 1984)

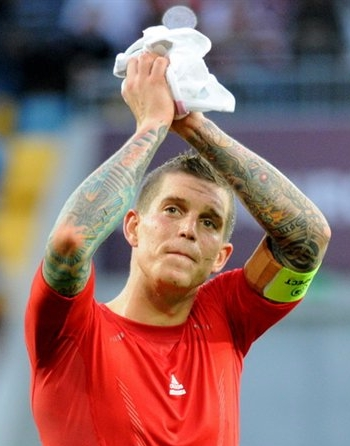
Daniel Agger (* 1984)

- Agger, Nicolaj (* 1988), dänischer Fußballspieler
- Agger, Petrine (* 1962), dänische Schauspielerin
- Aggermann, Klaus (1935–2021), österreichischer Architekt
- Aggesen, Sven, dänischer Geschichtsschreiber
- Aggházy, Károly (1855–1918), ungarischer Pianist und Komponist
- Aggiano, Elio (* 1972), italienischer Radrennfahrer
- Aggoune, Khoudir (* 1981), algerischer Mittelstreckenläufer
- Aggrawal, Anil (* 1956), Dozent für Forensische Medizin am Maulana Abul Kalam Azad Medical College, New Delhi, Indien
- Aggrey, James (1875–1927), ghanaischer Intellektueller
- Aggteleky, Béla (1890–1977), ungarischer Generalleutnant
- Aggudey, George (* 1945), ghanaischer Politiker

### Agh
- Agha Petros (1880–1932), osmanischer Diplomat
- Agha, Mustafa (1684–1750), osmanischer Botschafter am schwedischen Hof
- Agha, Ramzi Nafi (1917–1949), kurdischer Nationalsozialist
- Agha, Salma (* 1962), pakistanisch-britische Sängerin und Schauspielerin
- Agha, Salman Ali (* 1993), pakistanischer Cricketspieler
- Agha-Soltan, Neda (1982–2009), iranische Frau, erschossen während der Proteste nach den iranischen Präsidentschaftswahlen 2009
- Aghabekjan, Liana (* 1986), armenische Schachspielerin
- Aghadil, Dulat (1977–2020), kasachischer Aktivist und Bürgerrechtler
- Aghadschanjan, Sergej (1929–2005), armenisch-sowjetischer Komponist
- Aghadschari, Haschem (* 1957), iranischer Historiker, Professor für Geschichte
- Aghaei Hajiagha, Soraya (* 1996), iranische Badmintonspielerin
- Aghaei, Mohammad Sajjad (* 2005), iranischer Sprinter
- Aghaei, Siamak (* 1974), iranischer Santurspieler und Komponist
- Aghahowa, Julius (* 1982), nigerianischer Fußballspieler
- Aghakhani, Nazanin (* 1980), österreichische Dirigentin und Pianistin
- Aghali, Omar H., sierra-leonischer Richter in Gambia
- Aghapour, Shahla, iranische Künstlerin
- Aghas, Noah (* 1996), deutscher Basketballspieler
- Aghasjan, Lewon (* 1995), armenischer Dreispringer
- Aghassi, Evin (1945–2024), assyrischer Sänger
- Aghatise, Esther (* 1985), nigerianische Weitspringerin
- Aghayan, Ray (1928–2011), US-amerikanischer Kostümdesigner
- Aghayev, Nasimi (* 1979), aserbaidschanischer Diplomat
- Aghayeva-Edler, Fidan, aserbaidschanische Pianistin
- Aghazadeh, Gholam Reza (* 1949), iranischer Politiker
- Aghdam, Nasim Najafi (1979–2018), iranischstämmige Youtuberin und Amokläuferin
- Aghdashloo, Shohreh (* 1952), iranische Film- und TheaterschauspielerinShohreh Aghdashloo (* 1952)

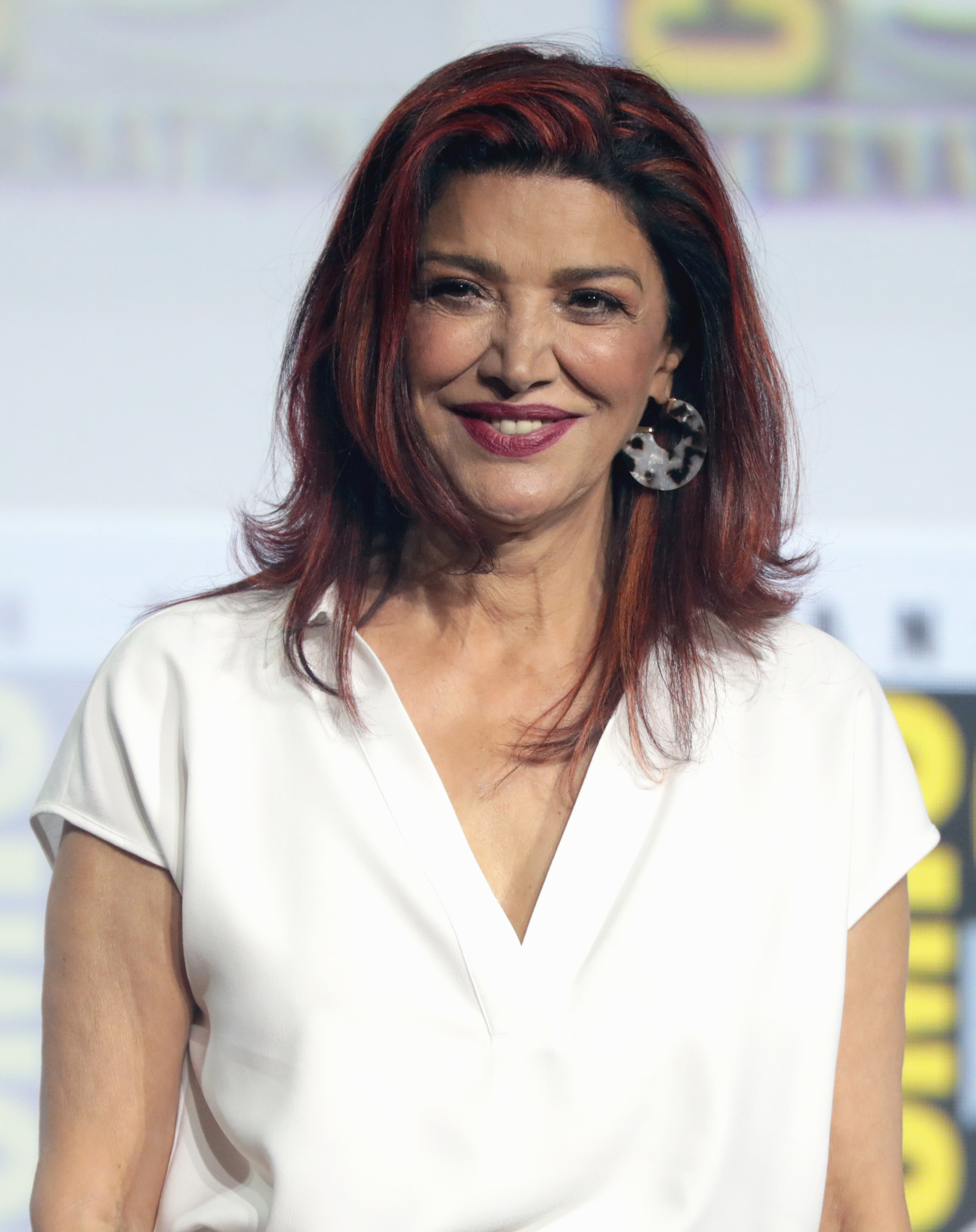
Shohreh Aghdashloo (* 1952)

- Ågheim, Morten (1980–2017), norwegischer Skispringer
- Aghili, Salar (* 1977), iranischer Sänger
- Aghili, Shadmehr (* 1973), iranischer Sänger, Komponist und Musiker
- Aghinjan, Nelli (* 1981), armenische Schachspielerin
- Aghion, Gabriel (* 1955), französischer Filmregisseur und Drehbuchautor
- Aghion, Philippe (* 1956), französischer Ökonom
- Aghnima, Fouad (* 1997), deutscher Futsal- und Fußballspieler
- Agholor, Nelson (* 1993), US-amerikanischer American-Football-Spieler nigerianischer Herkunft
- Aghta, Egon (1918–1945), deutscher Hauptmann der Reserve, Feuerwerker und Sprengkommandoführer der Wehrmacht während des Zweiten Weltkrieges

### Agi
- Agi, Michael (* 1935), syrisch-deutscher Meteorologe, Informationstechniker und Kulturförderer
- Agias (Sohn des Antiochos), Elier aus dem Priestergeschlecht der Iamidai
- Agias (Sohn des Agelochos), Elier aus dem Priestergeschlecht der Iamidai
- Agias, griechischer Bildhauer
- Agiatis († 224 v. Chr.), spartanische Königin
- Ägidius, Abt von St.-Gilles in der Provence
- Ägidius Maria vom Heiligen Joseph (1729–1812), italienischer Franziskaner und Heiliger der römisch-katholischen Kirche
- Agie, Pierre-Louis (1752–1828), französisch-russischer Bildhauer, Gießer und Ziseleur
- Agier, Charles-Guy-François (1753–1828), französischer Politiker und Jurist
- Agila I. († 555), König der Westgoten
- Agila II., König der Westgoten (711–714)
- Agilbert, fränkischer Bischof
- Agilfried († 787), Bischof von Lüttich
- Agilo, spätantiker römischer Heermeister
- Agilolf, Angehöriger des bayerischen Herrschergeschlechts der Agilolfinger
- Agilolf von Köln, Bischof von Köln, Heiliger
- Agilulf, Fürst der Sueben
- Agilulf († 615), König der Langobarden
- Agilus, Abt und Missionar
- Agim, Emmanuel (* 1960), nigerianischer Richter
- Agincour, François d’ (1684–1758), französischer Cembalist, Organist und Komponist
- Agintheus, spätantiker römischer Heermeister
- Agiprand, Herzog, dux von Spoleto
- Agirre, Josu (* 1981), spanischer (baskischer) Radsportler
- Agirre, Katixa (* 1981), baskische Schriftstellerin
- Agirre, Naroa (* 1979), spanische Stabhochspringerin
- Agirregoitia, Oihane (* 1980), spanische Politikerin der Partido Nacionalista Vasco
- Agirretxe, Imanol (* 1987), spanischer Fußballspieler
- Agirrezabala, Julen (* 2000), spanischer Fußballtorwart
- Agis II. († 400 v. Chr.), König von Sparta
- Agis III., König von Sparta
- Agis IV. († 241 v. Chr.), König von Sparta
- Agisala, mutmaßlicher griechischer Architekt
- Agischewa, Marijam (* 1958), österreichische Schauspielerin und Synchronsprecherin
- Agiulf († 457), Herrscher der Sueben
- Agiulf († 894), Bischof von Halberstadt
- Agiurgiuculese, Alexandra (* 2001), italienische Turnerin
- Agius, Mönch in Corvey und lateinischer Dichter
- Agius Decelis, Anthony, maltesischer Politiker (Partit Laburista)
- Agius, Ambrogio (1856–1911), maltesischer Ordensgeistlicher, römisch-katholischer Erzbischof und Diplomat des Heiligen Stuhls
- Agius, Chris (* 1961), maltesischer Politiker
- Agius, David (* 1968), maltesischer Politiker
- Agius, Edmond (* 1987), maltesischer Fußballspieler
- Agius, Gilbert (* 1974), maltesischer Fußballspieler
- Agius, Joanna (* 1958), maltesische Bogenschützin
- Agius, Kalcidon (1917–2006), maltesischer Politiker, Parlamentssprecher Maltas
- Agius, Marcus (* 1946), britischer Bankier
- Agius, Neil (* 1986), maltesischer Schwimmer
- Agius, Peter (* 1979), maltesischer Politiker
- Agius, Senna (* 2005), australischer Motorradrennfahrer

### Agk
- Agkazew, Stanislaw Witaljewitsch (* 2002), russischer Fußballspieler

### Agl
- Agla María Albertsdóttir (* 1999), isländische Fußballspielerin
- Aglaonike, zauberkundige Thessalin oder frühe Astronomin
- Aglaophon, griechischer Koroplast
- Aglaophon der Ältere, griechischer Maler der Antike
- Aglaophon der Jüngere, griechischer Maler der Antike
- Agle, Josh (* 1962), US-amerikanischer Künstler und Maler
- Agler, Brian (* 1958), US-amerikanischer Basketballtrainer
- Agler, Monika (* 1973), deutsche Filmeditorin und Filmproduzentin
- Agletdinowa, Rawilja (1960–1999), sowjetische Mittelstreckenläuferin
- Aglialoro, Filippo (1900–1988), italienischer Geistlicher und römisch-katholischer Weihbischof in Palermo
- Agliani, Giorgio (1910–1996), italienischer Filmproduzent
- Agliardi, Antonio (1832–1915), italienischer Kardinal der katholischen Kirche
- Agliata, Aurelio (* 1978), deutsch-italienischer Filmregisseur, Drehbuchautor und Produzent
- Agliati, Mario (1922–2011), Schweizer Schriftsteller und Publizist
- Aglieri, Pietro (* 1959), italienischer Mafioso
- Aglietta, Maria Adelaide (1940–2000), italienische Politikerin (Partito Radicale), Mitglied der camera, MdEP
- Aglietta, Michel (1938–2025), französischer Ökonom
- Aglietti, Franz (1757–1836), italienischer Arzt
- Aglio, Agostino (1777–1857), britischer Maler
- Aglio, Agostino (1816–1885), britischer Bildhauer, Buchillustrator und Aquarellmaler
- Aglio, Giuseppe (1717–1809), italienischer Kunsthistoriker
- Aglione, Alessandro, italienischer Komponist des Frühbarock
- Agliorini, Umberto, italienischer Turner
- Aglioti, Antonello (1948–2013), italienischer Theater- und Filmregisseur, Kostüm- und Szenenbildner
- Agliotti, Marilyn (* 1979), niederländische Feldhockeyspielerin
- Aglipay, Gregorio (1860–1940), philippinischer Bischof
- Aglukark, Susan (* 1967), kanadische Singer-Songwriterin
- Aglukkaq, Leona (* 1967), kanadische Inuitpolitikerin (Konservative Partei Kanadas), Gesundheitsministerin

### Agm
- Agmann, Georg III. († 1547), Abt des Klosters Waldsassen (1531–1537)
- Agmon, Schmuel (1922–2025), israelischer Mathematiker

### Agn
- Agnan, Aurélien (* 1958), beninischer Boxer
- Agnant, Marie-Célie (* 1953), kanadische Schriftstellerin
- Agnaptos, griechischer Architekt
- Agnas, Kasper (* 1992), schwedischer Jazz- und Improvisationsmusiker (Gitarre, Komposition)
- Agnas, Konrad (* 1990), schwedischer Jazzmusiker (Schlagzeug, Komposition)
- Agne, Joachim (* 1994), deutscher Ruderer
- Agné, Maxim (* 1986), deutsch-österreichischer SchauspielerMaxim Agné (* 1986)

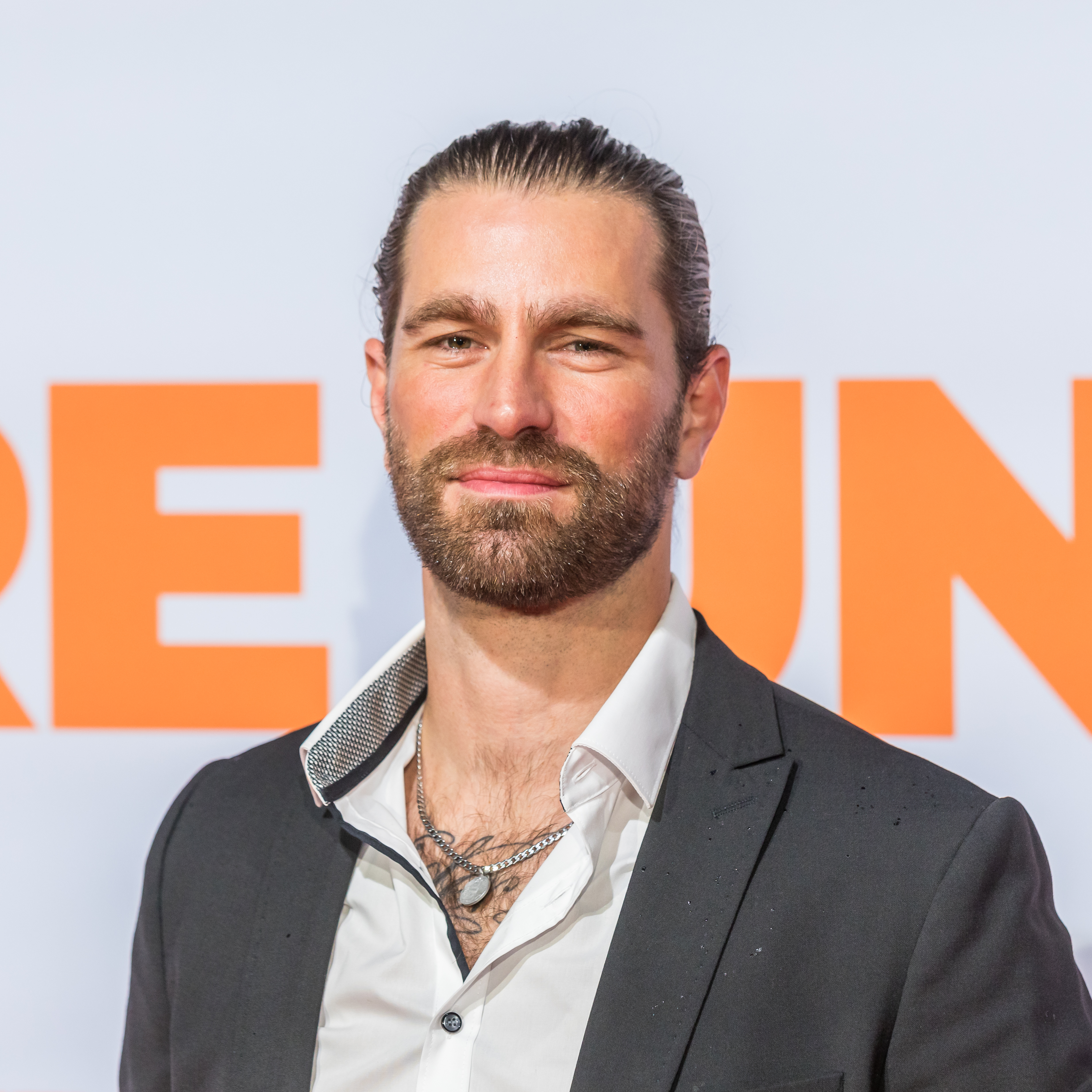
Maxim Agné (* 1986)

- Agne, Thierno (* 1989), deutscher Basketballspieler
- Agneessens, Edouard (1842–1885), belgischer Porträtmaler
- Agnel, Cécile (1921–1943), französische Skirennläuferin
- Agnel, Louis (1918–1943), französischer Skirennläufer
- Agnel, Marysette (1926–1958), französische Skirennläuferin
- Agnel, Sophie (* 1964), französische Jazz- und Improvisationsmusikerin
- Agnel, Yannick (* 1992), französischer Schwimmer
- Agnelli, Andrea (* 1975), italienischer Unternehmer
- Agnelli, Edoardo (1892–1935), italienischer Industrieller und Präsident von Juventus Turin
- Agnelli, Giovanni (1921–2003), italienischer Industrieller, Gesellschafter von Fiat, Mitglied des Senato della RepubblicaGiovanni Agnelli (1921–2003)

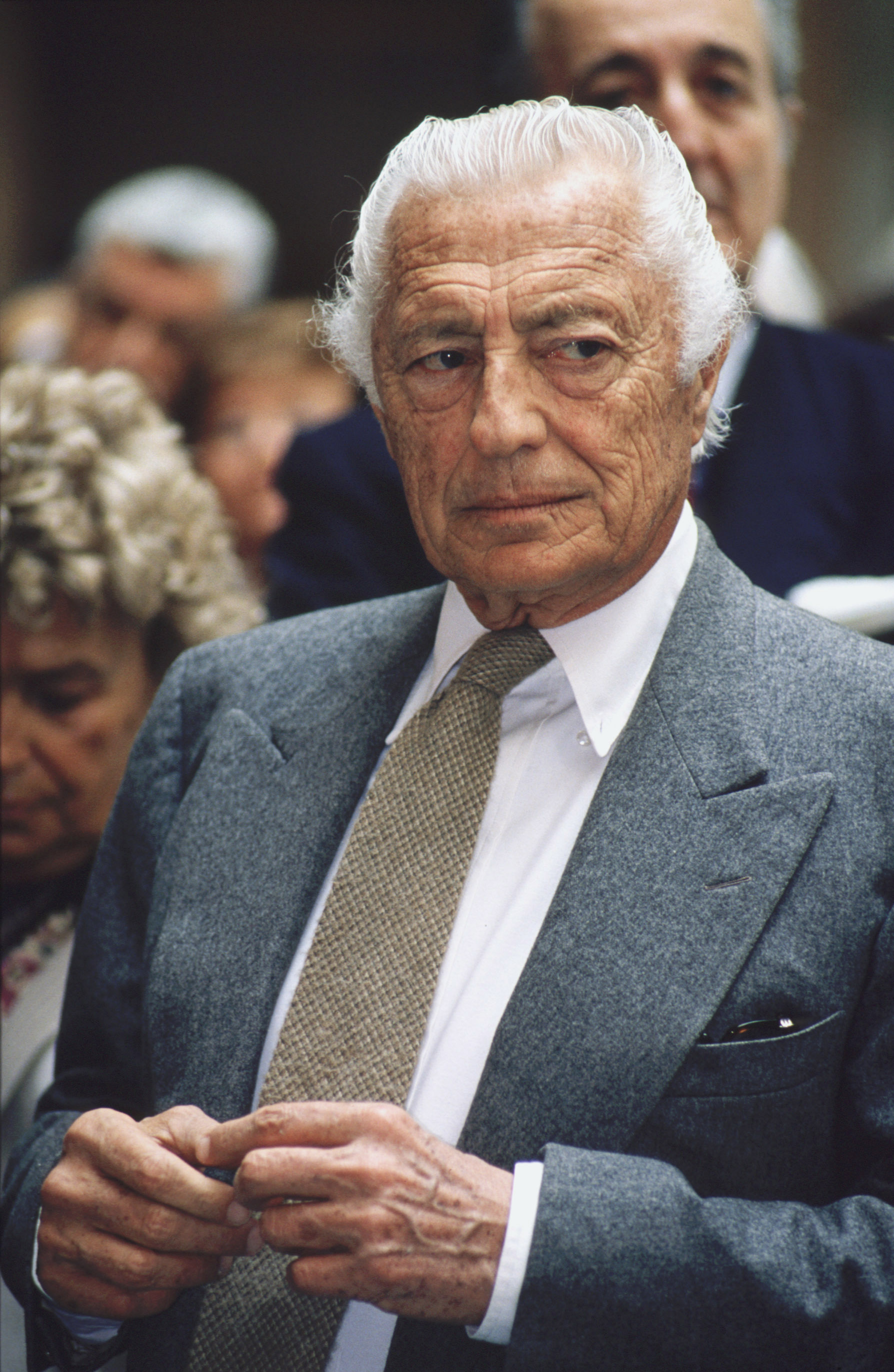
Giovanni Agnelli (1921–2003)

- Agnelli, Giovanni senior (1866–1945), italienischer Unternehmer, Gründungsmitglied von Fiat
- Agnelli, Manuel (* 1966), italienischer Rockmusiker
- Agnelli, Marella (1927–2019), italienische Kunstsammlerin, Fotografin und Textildesignerin
- Agnelli, Nicole (* 1992), italienische Skirennläuferin
- Agnelli, Odoardo (1813–1878), italienischer Geistlicher und Kurienbischof der römisch-katholischen Kirche
- Agnelli, Salvatore (1817–1874), italienischer Komponist
- Agnelli, Susanna (1922–2009), italienische Politikerin, Mitglied der camera, MdEP, Mitglied des Senato della Repubblica
- Agnelli, Umberto (1934–2004), italienischer UnternehmerUmberto Agnelli (1934–2004)

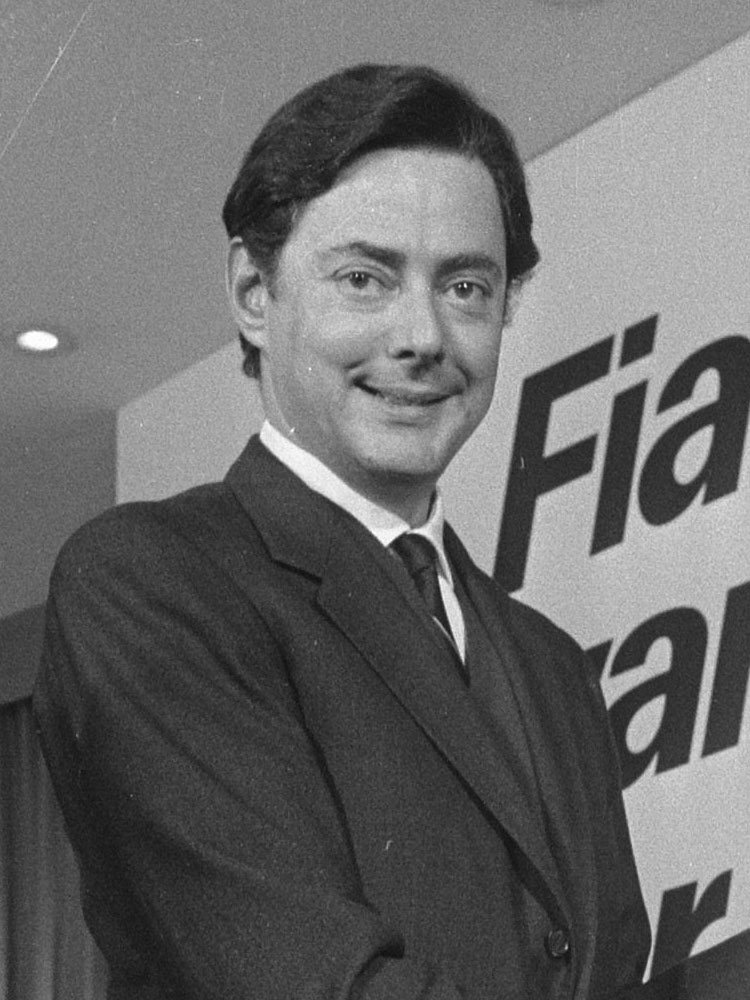
Umberto Agnelli (1934–2004)

- Agnello Hornby, Simonetta (* 1945), italienisch-britische Rechtsanwältin und Schriftstellerin
- Agnello Particiaco († 827), Doge von Venedig (810–827)
- Agnellus (II.), Mitdoge von Venedig
- Agnellus von Neapel, Abt in San Gaudioso
- Agnellus von Pisa (* 1194), Franziskaner, Seliger
- Agner, Johann Samuel (1701–1769), evangelischer Geistlicher und Schriftsteller
- Agnes († 1184), Tochter von Kaiser Friedrich I. Barbarossa
- Agnes (* 1133), Mutter von König Balduin IV. von Jerusalem
- Agnes (* 1137), polnische Prinzessin und Fürstin von Kiew
- Agnes († 1288), Herrin von Bourbon
- Agnes († 1335), durch Heirat Burggräfin von Nürnberg
- Agnes († 1334), Markgräfin von Brandenburg, Herzogin zu Braunschweig und Lüneburg
- Agnès b. (* 1941), französische Modedesignerin
- Agnes de Châtillon (1153–1184), Königin von UngarnAgnes de Châtillon (1153–1184)

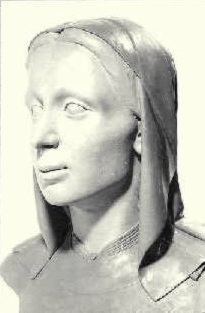
Agnes de Châtillon (1153–1184)

- Agnès d’Harcourt († 1291), Äbtissin der Abtei Longchamp und Biographin von Isabella von Frankreich
- Agnes Gertrud von Habsburg (1257–1322), Mitglied des Hauses Habsburg
- Agnes Hedwig von Anhalt (1573–1616), Gemahlin Kurfürst Augusts von Sachsen
- Agnes I. († 1125), Äbtissin der Stifte Gandersheim und Quedlinburg
- Agnes I. († 1192), Gräfin von Nevers, Auxerre und Tonnerre
- Agnes II. († 1225), Gräfin von Tonnerre, Auxerre und Nevers
- Agnes II. von Braunschweig-Grubenhagen († 1439), Äbtissin des Stiftes Gandersheim
- Agnes II. von Meißen († 1203), Äbtissin des Stiftes Quedlinburg
- Agnes III. von Anhalt (1445–1504), Äbtissin in Gandersheim und Kaufungen
- Agnes M. Sigurðardóttir (* 1954), isländische Bischöfin
- Agnes Magdalene von Anhalt-Dessau (1590–1626), Landgräfin von Hessen-Kassel
- Agnes Magnúsdóttir (1795–1830), isländische Mörderin
- Agnes Maria von Tübingen (1599–1638), Gräfin aus dem Hause der Pfalzgrafen von Tübingen
- Agnes Monica (* 1986), indonesische Sängerin und Schauspielerin
- Agnes of Essex (* 1151), englische Adlige
- Agnes von Ahaus († 1467), Äbtissin im Stift Nottuln
- Agnes von Andechs, durch Heirat Herzogin von Österreich und Steiermark sowie Herzogin von Kärnten
- Agnes von Anhalt-Dessau (1824–1897), Herzogin von Sachsen-Altenburg
- Agnes von Arnsberg († 1306), Äbtissin von Meschede und Oedingen
- Agnes von Assisi († 1253), Klarisse, Heilige, Schwester der Heiligen Klara
- Agnes von Babenberg († 1163), deutsche Adelige
- Agnes von Baden († 1361), Äbtissin von Lichtenthal
- Agnes von Baden (1408–1473), badische Markgräfin, Herzogin von Schleswig, Gräfin von Holstein
- Agnes von Baden-Österreich (1250–1295), Herzogin von Kärnten sowie Gräfin von Heunburg
- Agnes von Bar († 1226), Herzogin von Lothringen
- Agnes von Bayern (1276–1340), durch Heirat Gräfin von Hessen und durch Wiederheirat Markgräfin von Brandenburg
- Agnes von Beaujeu († 1231), Gräfin von Champagne
- Agnes von Bentheim und Steinfurt († 1589), Gräfin von Rietberg
- Agnes von Böhmen († 1268), Adelige, 2. Frau des Markgrafen Heinrich III. von Meißen
- Agnes von Böhmen (1211–1282), böhmische PrinzessinAgnes von Böhmen (1211–1282)

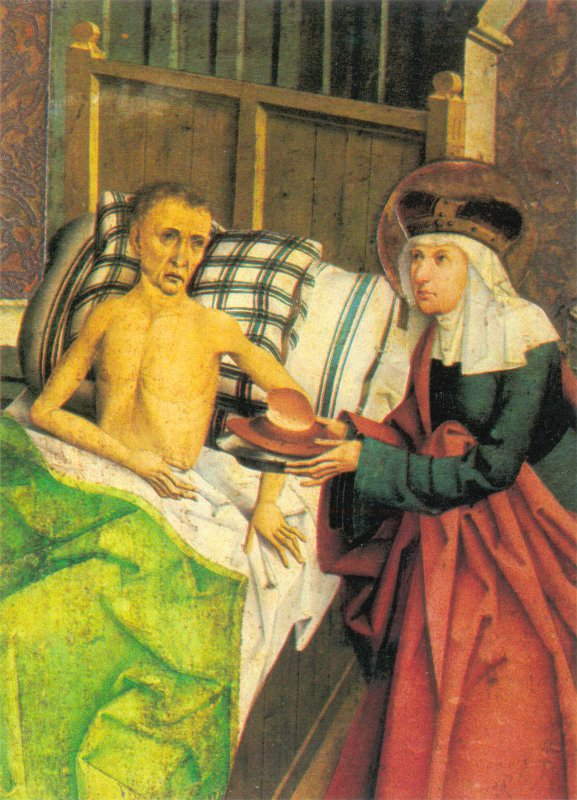
Agnes von Böhmen (1211–1282)

- Agnes von Böhmen (1269–1296), Frau Herzog Rudolf II. von Österreich
- Agnes von Brandenburg (1257–1304), durch Heirat dänische Königin
- Agnes von Brandenburg (1584–1629), Herzogin von Pommern; Herzogin von Sachsen-Lauenburg
- Agnes von Burgund († 1068), Herzogin von Aquitanien, Gräfin von Poitou, Gräfin von Anjou
- Agnes von Burgund (1407–1476), Herzogin von Bourbon
- Agnes von Durazzo (* 1345), neapolitanische Adlige aus dem Haus Anjou-Durazzo
- Agnes von Faucigny († 1268), Herrin von Faucigny, Gräfin von Savoyen
- Agnes von Frankreich (* 1171), jüngste Tochter von Ludwig VII., König von Frankreich
- Agnes von Frankreich (* 1260), jüngste Tochter von Ludwig IX.
- Agnes von Glogau († 1361), Herzogin von Glogau und von Bayern sowie Gräfin von Hals
- Agnes von Görz und Tirol († 1293), Markgräfin von Meißen und Landgräfin von Thüringen
- Agnes von Greyerz, Schweizer Priorin
- Agnes von Habsburg († 1392), Herzogin von Schweidnitz und Jauer
- Agnes von Hanau († 1446), Äbtissin des Klosters Klarenthal
- Agnes von Hessen († 1332), durch Heirat Gräfin von Nassau-Wiesbaden
- Agnes von Hessen († 1393), Äbtissin des Katharinenklosters in Eisenach
- Agnes von Hessen (1527–1555), deutsche Adelige, durch Heirat Kurfürstin von SachsenAgnes von Hessen (1527–1555)

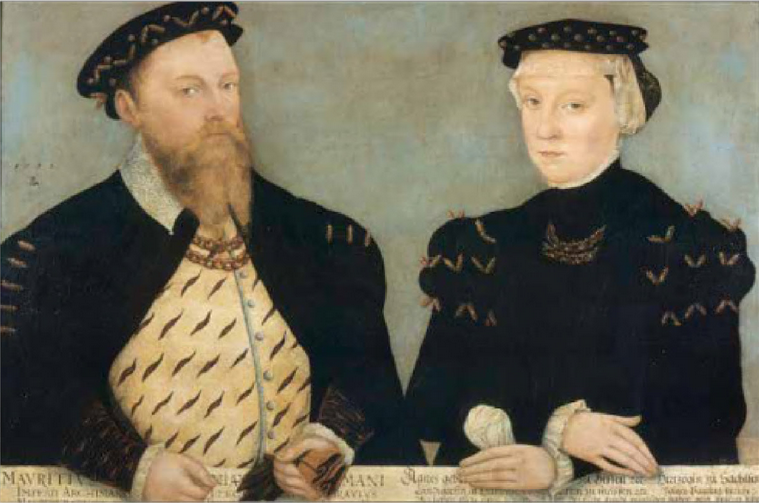
Agnes von Hessen (1527–1555)

- Agnes von Hessen-Kassel (1606–1650), Fürstin von Anhalt-Dessau
- Agnes von Hohenberg († 1366), deutsche Adelige
- Agnes von Hohenlohe († 1346), Tochter von Kraft I. von Hohenlohe
- Agnes von Holstein († 1386), Herzogin von Sachsen-Lauenburg
- Agnes von Landsberg († 1266), Herzogin von Landsberg
- Agnes von Langeac (1602–1634), französische römisch-katholische Nonne, Dominikanerin und Selige
- Agnes von Leiningen, Gräfin von Nassau und Gräfin von Leiningen
- Agnes von Loon († 1191), Herzogin von Bayern und Pfalzgräfin von Wittelsbach
- Agnes von Meißen, Tochter von Albrecht II. (Meißen) und Margaretha von Staufen
- Agnes von Milly, Gattin des Joscelin III. von Courtenay-Edessa
- Agnes von Montepulciano († 1317), Äbtissin und Heilige der römisch-katholischen Kirche
- Agnes von Montfort-Feldkirch, Adlige
- Agnes von Nürnberg (1366–1432), Äbtissin des Klarissenklosters Hof
- Agnes von Österreich († 1182), Königin von Ungarn und Herzogin von Kärnten
- Agnes von Poitiers († 588), Äbtissin, Heilige der katholischen Kirche
- Agnes von Poitou († 1077), Regentin des römisch-deutschen Reiches
- Agnes von Pyrmont († 1276), Burgfrau
- Agnes von Rheinfelden († 1111), Prinzessin, später Herzogin von Zähringen
- Agnes von Rochlitz (1152–1195), deutsche Adlige und Mutter mehrerer europäischer Königinnen
- Agnes von Rom, christliche Märtyrin und JungfrauAgnes von Rom

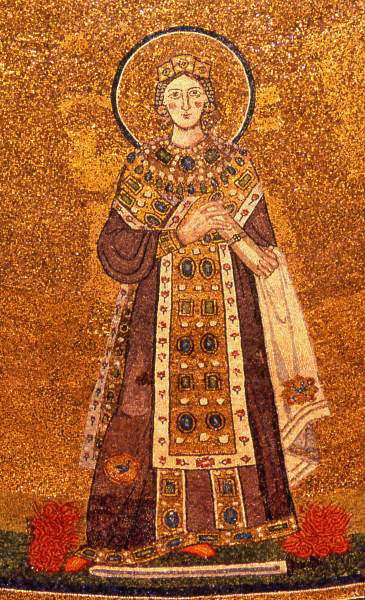
Agnes von Rom

- Agnes von Saarbrücken, Herzogin von Schwaben
- Agnes von Schlesien-Liegnitz († 1265), Gräfin von Württemberg
- Agnes von Staufen († 1204), Pfalzgräfin bei Rhein
- Agnes von Tübingen († 1344), Erbin von Kellmünz und Sindelfingen
- Agnes von Ungarn († 1364), Gattin und Witwe des ungarischen Königs Andreas III.
- Agnes von Waiblingen (1072–1143), Ehefrau von Friedrich I. von Schwaben und Leopold III. von Österreich
- Agnes von Weimar-Orlamünde († 1354), Gräfin, Äbtissin
- Agnes von Werdenberg-Trochtelfingen, deutsche Adlige
- Agnes von Wittelsbach († 1352), Prinzessin von Bayern und stigmatisierte Nonne
- Agnes von Württemberg († 1305), Gräfin von Württemberg, Oettingen, Truhendingen und Hohenlohe
- Agnes von Württemberg (1835–1886), deutsche Fürstin und Schriftstellerin
- Agnes von Zähringen († 1239), Frau von Egino IV.
- Agnes zu Solms-Laubach (1578–1602), Landgräfin von Hessen-Kassel
- Agnes, Biagio (1928–2011), italienischer Journalist
- Agnes, Lore (1876–1953), deutsche Politikerin (SPD, USPD), MdRLore Agnes (1876–1953)

Lore Agnes (1876–1953)

- Agnes, Mario (1931–2018), italienischer Historiker und Journalist
- Agnes-Maria von Andechs-Meranien († 1201), Gräfin von Andechs-Meran und Königin von Frankreich
- Agnesi Daesslé, Jorge (1920–2015), mexikanischer Unternehmer und Fußballfunktionär
- Agnesi Pinottini, Maria Teresa (1720–1795), italienische Komponistin und Cembalistin
- Agnesi, Astorgio (1389–1451), Erzbischof von Benevent, Kardinal
- Agnesi, Franco (* 1950), italienischer Geistlicher und Weihbischof in Mailand
- Agnesi, Luigi (1833–1875), belgischer Opernsänger der Stimmlage Bass, Dirigent und Komponist
- Agnesi, Maria Gaetana (1718–1799), italienische Mathematikerin und Philanthropin
- Agneskirchner, Alice (* 1966), deutsche Drehbuchautorin und Regisseurin
- Agnesod, Matteo (* 1994), italienischer Naturbahnrodler
- Agneson, Alicia (* 1996), schwedische SchauspielerinAlicia Agneson (* 1996)

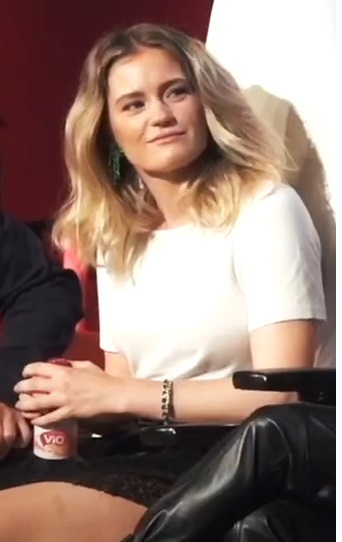
Alicia Agneson (* 1996)

- Agnete (* 1994), norwegisch-samische Sängerin
- Agnethler, Michael Gottlieb (1719–1752), siebenbürger Naturwissenschaftler
- Agnetti, Steffen (* 1973), deutscher Leichtathlet
- Agnetti, Vincenzo (1926–1981), italienischer Konzeptkünstler
- Agnew, Alex (* 1972), belgischer Kabarettist, Stand-up-Comedian und Sänger
- Agnew, Andrew, 5. Baronet (1687–1771), schottisch-britischer Offizier
- Agnew, Andrew, 9. Baronet (1850–1928), britischer Politiker
- Agnew, Bill (1880–1936), schottischer Fußballspieler
- Agnew, Billy (* 1898), schottischer Fußballspieler
- Agnew, Chloë (* 1989), irische Sängerin, Mitglied der Gruppe Celtic Woman
- Agnew, David (1925–1966), nordirischer Fußballspieler
- Agnew, David (* 1939), schottischer Fußballspieler
- Agnew, Garry (* 1971), schottischer Fußballspieler
- Agnew, Harold M. (1921–2013), US-amerikanischer Physiker
- Agnew, Jamal (* 1995), US-amerikanischer American-Football-Spieler
- Agnew, James (1815–1901), australischer Politiker, Premierminister von Tasmanien
- Agnew, John (1935–2002), englischer Fußballspieler
- Agnew, John A. (* 1949), britisch-amerikanischer Geograph und Hochschullehrer
- Agnew, Jonathan (* 1960), englischer Cricketspieler und -reporter
- Agnew, Judy (1921–2012), US-amerikanische Gattin des US-Vizepräsidenten Spiro Agnew
- Agnew, Lindsay (* 1995), kanadische Fußballspielerin
- Agnew, Paddy (* 1955), irischer Politiker
- Agnew, Paul (* 1965), nordirischer Fußballspieler
- Agnew, Pete (* 1946), schottischer Bassist
- Agnew, Rikk (* 1958), US-amerikanischer Musiker
- Agnew, Robert (* 1953), US-amerikanischer Soziologe und Kriminologe
- Agnew, Spiro (1918–1996), US-amerikanischer Politiker, US-Vizepräsident, Gouverneur von MarylandSpiro Agnew (1918–1996)

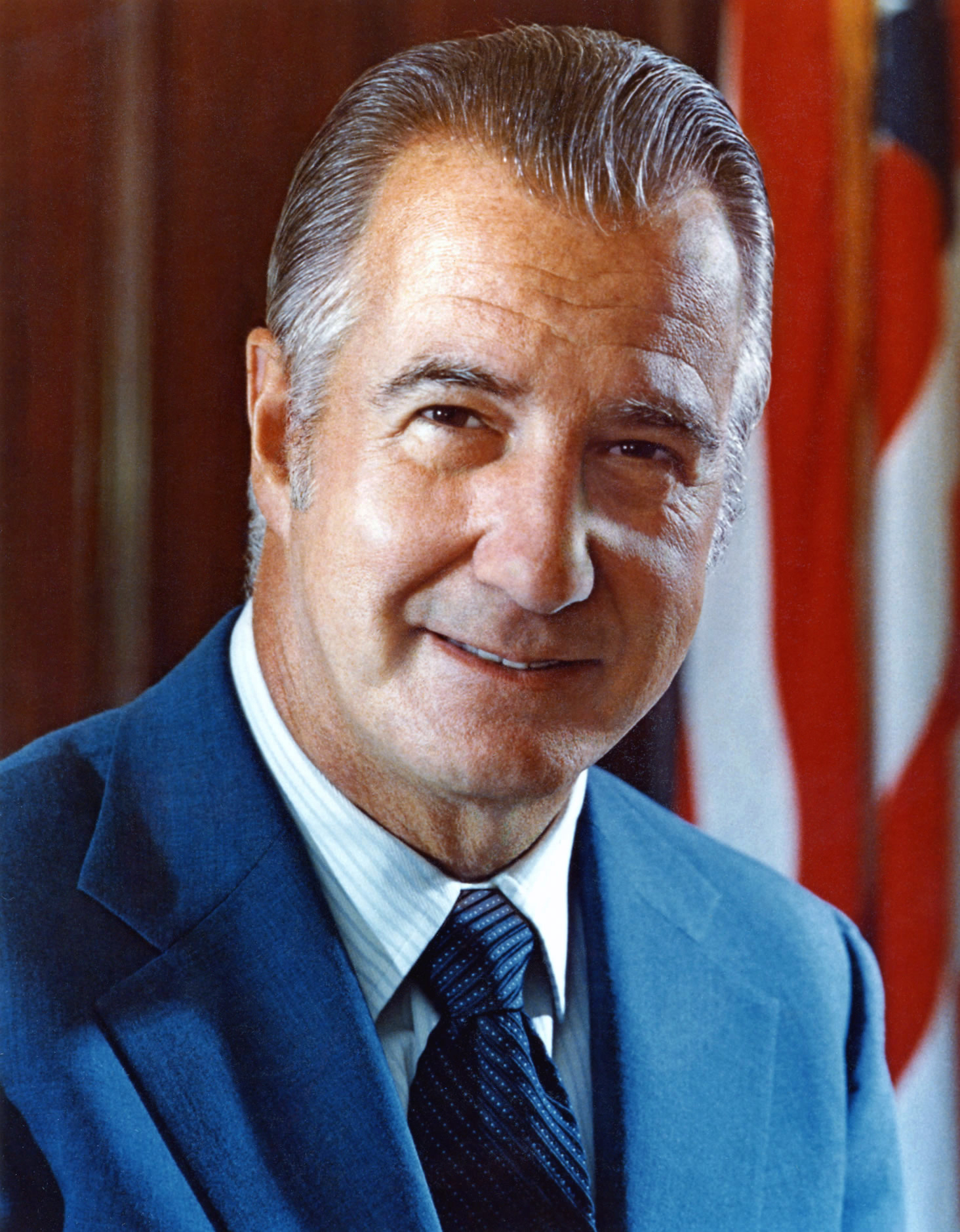
Spiro Agnew (1918–1996)

- Agnew, Stuart (* 1949), britischer Politiker, MdEP
- Agni de Lentino, Thomas († 1277), sizilianischer Geistlicher und Lateinischer Patriarch von Jerusalem
- Agnieszka, polnische Hofzwergin, Hofdame und Sekretärin
- Agniswami, Thomas Roch (1891–1974), indischer Ordensgeistlicher, Bischof von Kottar
- Agnivesh (1939–2020), indischer Samnyasin in der Hindu-Tradition, Politiker und Sozialaktivist
- Agnodike, antike Gynäkologin
- Agnoletto, Angelo (1743–1831), italienischer Theologe
- Agnoletto, Blake (* 2002), australischer Radrennfahrer
- Agnoletto, Marcello (* 1932), italienischer Fußballspieler
- Agnoletto, Vittorio (* 1958), italienischer Politiker (Partito della Rifondazione Comunista), MdEP
- Agnoli, Johannes (1925–2003), deutscher Politikwissenschaftler
- Agnoli, Valerio (* 1985), italienischer Radrennfahrer
- Agnolin, Luigi (1943–2018), italienischer Fußballschiedsrichter
- Agnolo di Ventura, italienischer Architekt und Bildhauer
- Agnolo Gaddi († 1396), italienischer Maler
- Agnolo, Baccio d’ (1462–1543), italienischer Architekt
- Agnolutto, Christophe (* 1969), französischer Radrennfahrer
- Agnon, Samuel (1887–1970), hebräischer SchriftstellerSamuel Agnon (1887–1970)

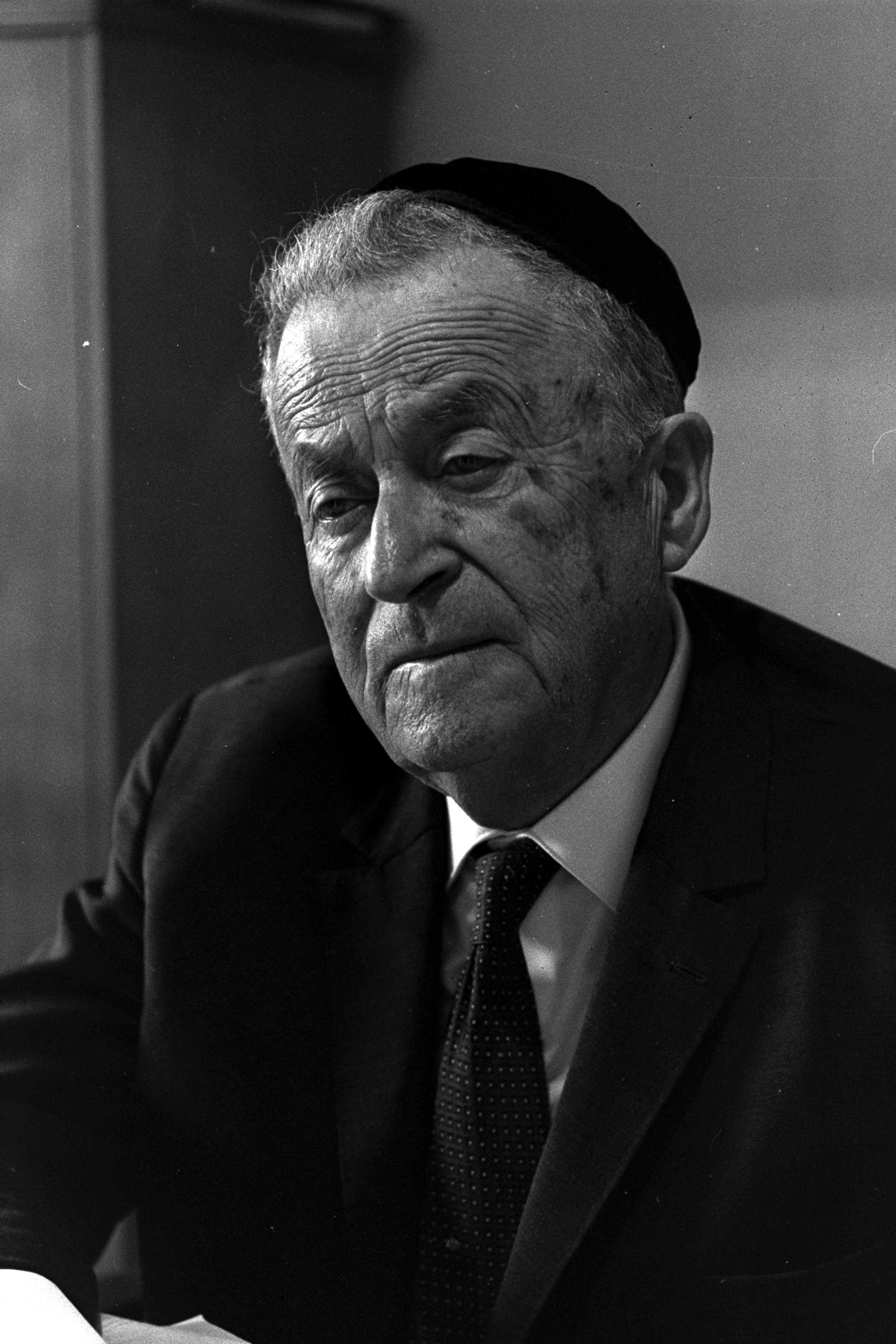
Samuel Agnon (1887–1970)

- Agnos, Art (* 1938), US-amerikanischer Politiker
- Agnou, Caroline (* 1996), Schweizer Siebenkämpferin
- Agnozzi, Giovanni Battista (1821–1888), italienischer Priester
- Agnozzi, Nicola (1911–2008), italienischer Ordensgeistlicher, römisch-katholischer Bischof von Ariano Irpino-Lacedonia

### Ago
- Ago, Pietro (1872–1966), italienischer General und Politiker
- Ago, Roberto (1907–1995), italienischer Jurist und Richter am Internationalen Gerichtshof
- Agobard († 840), Erzbischof von Lyon
- Agobet, Jean-Louis (* 1968), französischer Komponist
- Agócs, Annamária (* 1971), ungarische Fußballspielerin und Nationalspielerin
- Agodi, Nemo (1888–1940), italienischer Turner
- Agogo, Junior (1979–2019), ghanaischer Fußballspieler
- Agogué, Raphaëlle (* 1981), französische Theater- und Filmschauspielerin
- Agol, Eric (* 1970), US-amerikanischer Astrophysiker
- Agol, Ian (* 1970), US-amerikanischer Mathematiker
- Agol, Israil Iossifowitsch (1891–1937), sowjetischer Genetiker
- Agoli-Agbo († 1940), König von Dahomey
- Agolli, Ansi (* 1982), albanischer Fußballspieler
- Agolli, Dritëro (1931–2017), albanischer Dichter und Schriftsteller
- Agolli, Esma (1928–2010), albanische Schauspielerin
- Agolli, Ralf (* 1961), deutscher Fußballtrainer
- Agomar, Heiliger; Bischof
- Agon, Jean-Paul (* 1956), französischer ManagerJean-Paul Agon (* 1956)

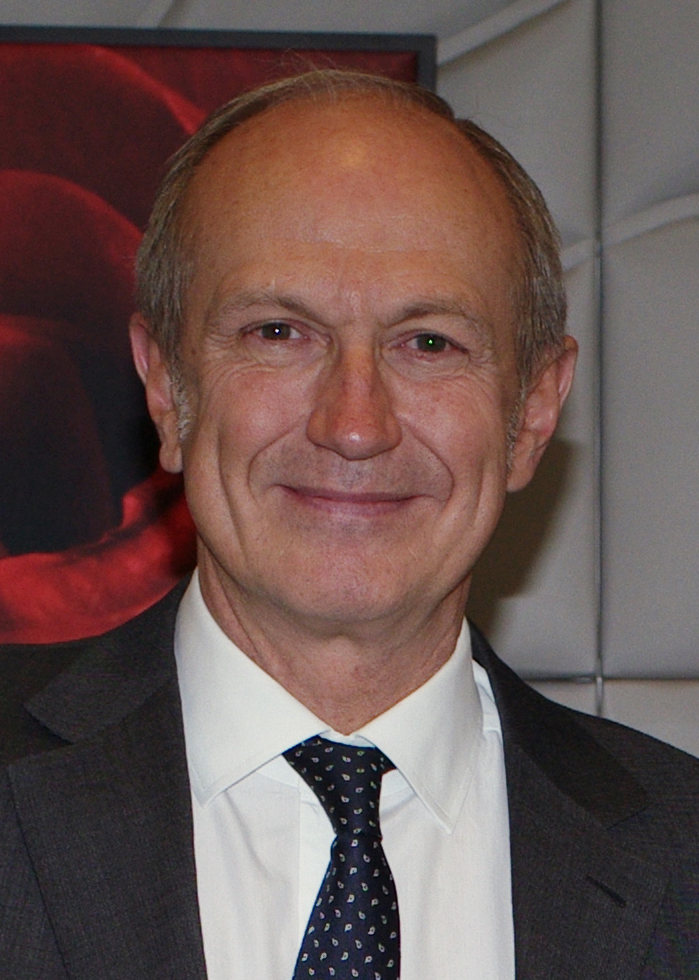
Jean-Paul Agon (* 1956)

- Agoncillo, Felipe (1859–1941), philippinischer Diplomat
- Agoney (* 1995), spanischer Sänger
- Agonglo, achter König von Dahomey
- Agoos, Jeff (* 1968), US-amerikanischer Fußballspieler und -funktionär
- Agop, Rolf (1908–1998), deutscher Dirigent und Hochschullehrer
- Agopian, Ștefan (* 1947), rumänischer Autor
- Agopjan, Hagop (1951–1988), irakischer Guerrilero
- Agopoff, Alexandre (1918–2009), französischer Tischtennisspieler
- Agorakritos, griechischer Bildhauer
- Agoria (* 1976), französischer Techno-DJ und Produzent
- Agorix, antiker römischer Toreut
- Agosín, Marjorie (1955–2025), chilenisch-US-amerikanische Schriftstellerin
- Agossi, Mina (* 1972), französische Jazz-Sängerin und -Komponistin
- Agossou Houeto, Colette Sénami (* 1939), beninische Beamtin und Politikerin
- Agossou, Bella (* 1981), beninische Schauspielerin
- Agost, Taylor (* 1996), US-amerikanische Volleyballspielerin
- Agosta, Ignazio, italienischer Filmschaffender
- Agosta, Meghan (* 1987), kanadische Eishockeyspielerin
- Agosti Monn, Theres (* 1961), Schweizer Politikerin (SP)
- Agosti, Guido (1901–1989), italienischer Pianist
- Agosti, Lucilla (* 1978), italienische Schauspielerin, Showmasterin und Moderatorin
- Agosti, Markus (* 1968), deutscher Schlagersänger, Songtexter, Komponist, Showmoderator
- Agosti, Orlando (1924–1997), argentinischer Politiker und Militär
- Agosti, Reto (* 1957), Schweizer Politiker (FDP) und Arzt
- Agosti, Silvano (* 1938), italienischer Filmeditor und Filmregisseur
- Agosti-Garosci, Cristina (1881–1966), italienische Polonistin und Übersetzerin
- Agostinacchio, Filippo (* 2003), italienischer Radrennfahrer
- Agostinelli, Adelina (1882–1954), italienische Opernsängerin (Sopran)
- Agostinelli, Alfred (1888–1914), französischer Chauffeur und Sekretär Marcel Prousts
- Agostinelli, Bruno (1987–2016), kanadischer Tennisspieler
- Agostinelli, Franco (* 1944), italienischer Geistlicher, emeritierter römisch-katholischer Bischof von Prato
- Agostinho, Joaquim (1943–1984), portugiesischer RadrennfahrerJoaquim Agostinho (1943–1984)

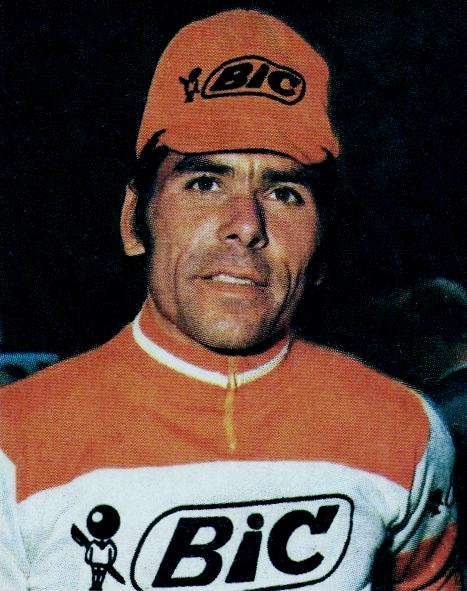
Joaquim Agostinho (1943–1984)

- Agostini, Agostino (1542–1575), venezianischer Diplomat und Chronist
- Agostini, Angelo (1843–1910), brasilianischer Karikaturist, Journalist und Herausgeber
- Agostini, Carlo (1888–1952), Erzbischof und Patriarch von Venedig sowie ernannter Kardinal
- Agostini, Daniela, italienisch-deutsche Dokumentarfilmerin
- Agostini, Dante (1921–1980), französischer Schlagzeuger und Schlagzeuglehrer italienischer Herkunft
- Agostini, Domenico (1825–1891), italienischer Kardinal der Römischen Kirche
- Agostini, Fanny (* 1988), französische Wettermoderatorin
- Agostini, Federico (* 1959), italienischer Violinist
- Agostini, Francesca, italienische Schauspielerin
- Agostini, Giacomo (* 1942), italienischer MotorradrennfahrerGiacomo Agostini (* 1942)

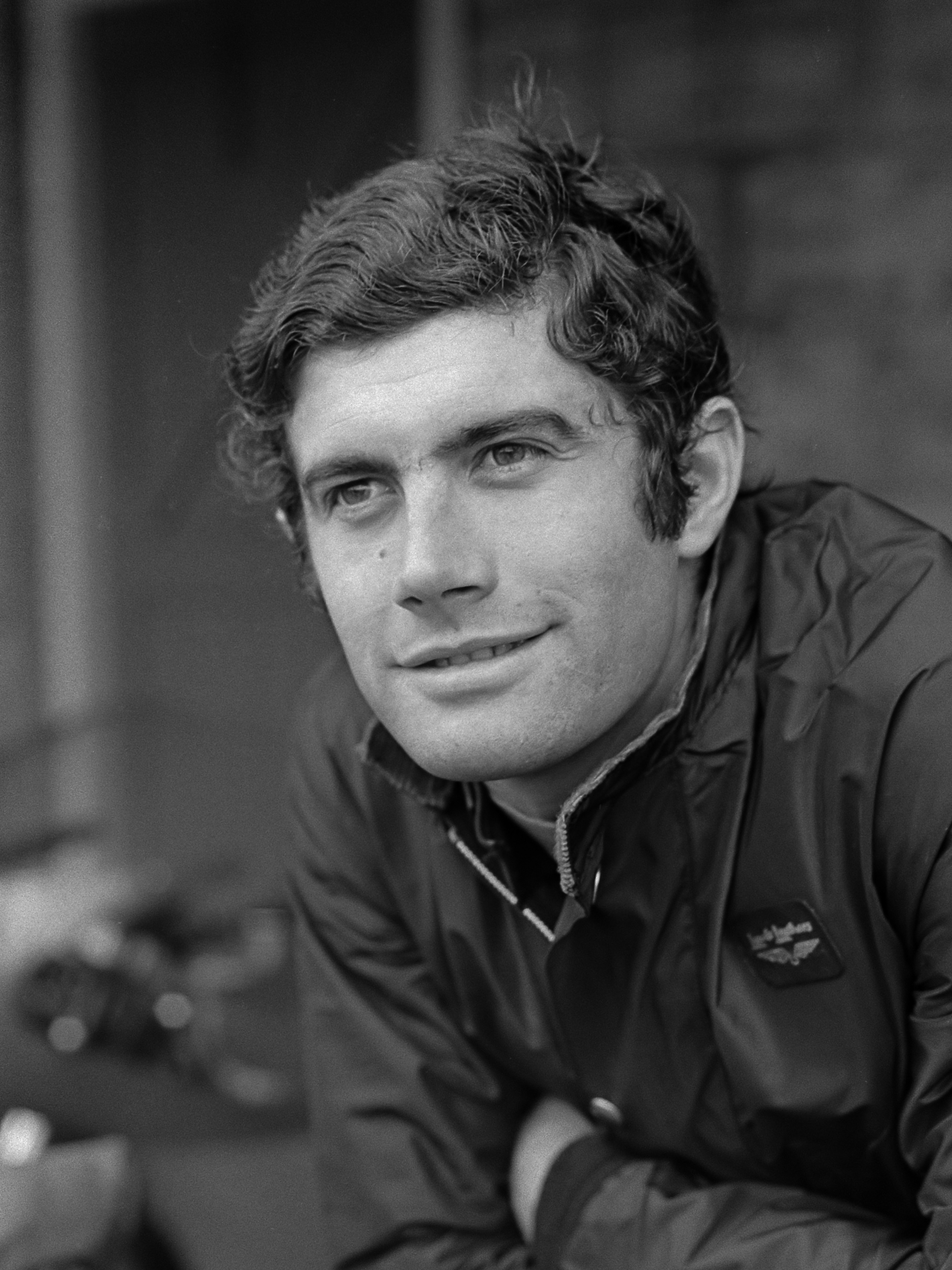
Giacomo Agostini (* 1942)

- Agostini, Giuseppe (1890–1971), kanadischer Dirigent und Komponist
- Agostini, Giuseppe (1930–2020), italienischer Organist, Chorleiter und Komponist
- Agostini, Leonardo (1594–1676), italienischer Altertumsforscher
- Agostini, Lodovico (1534–1590), italienischer Komponist, Sänger, Priester und Lehrer in der späten Renaissance
- Agostini, Lucio (1913–1995), kanadischer Komponist, Arrangeur und Dirigent italienischer Herkunft
- Agostini, Marco (* 1964), Schweizer Politiker (GP)
- Agostini, Mezio (1875–1944), italienischer Komponist, Dirigent und Musikpädagoge
- Agostini, Mike (1935–2016), Sprinter aus Trinidad und Tobago
- Agostini, Nicolò (* 1991), italienischer Grasskiläufer
- Agostini, Paolo († 1629), italienischer Organist, Kapellmeister und Komponist
- Agostini, Philippe (1910–2001), französischer Kameramann
- Agostini, Pierre (* 1941), französisch-US-amerikanischer Physiker
- Agostini, Pietro Simone († 1680), italienischer Komponist
- Agostini, Riccardo (* 1994), italienischer Automobilrennfahrer
- Agostini, Stefano (* 1989), italienischer Radrennfahrer
- Agostiniani, Luciano (1939–2022), italienischer Linguist und Etruskologe
- Agostino di Duccio (* 1418), italienischer Renaissance-Bildhauer
- Agostino di Giovanni, italienischer Architekt und Bildhauer
- Agostino Veneziano, italienischer Kupferstecher
- Agostino, Erin (* 1985), kanadische Schauspielerin
- Agostino, Giuseppe (1928–2014), italienischer Geistlicher, römisch-katholischer Erzbischof
- Agostino, Kenny (* 1992), US-amerikanischer Eishockeyspieler
- Agostino, Paul (* 1975), australischer FußballspielerPaul Agostino (* 1975)

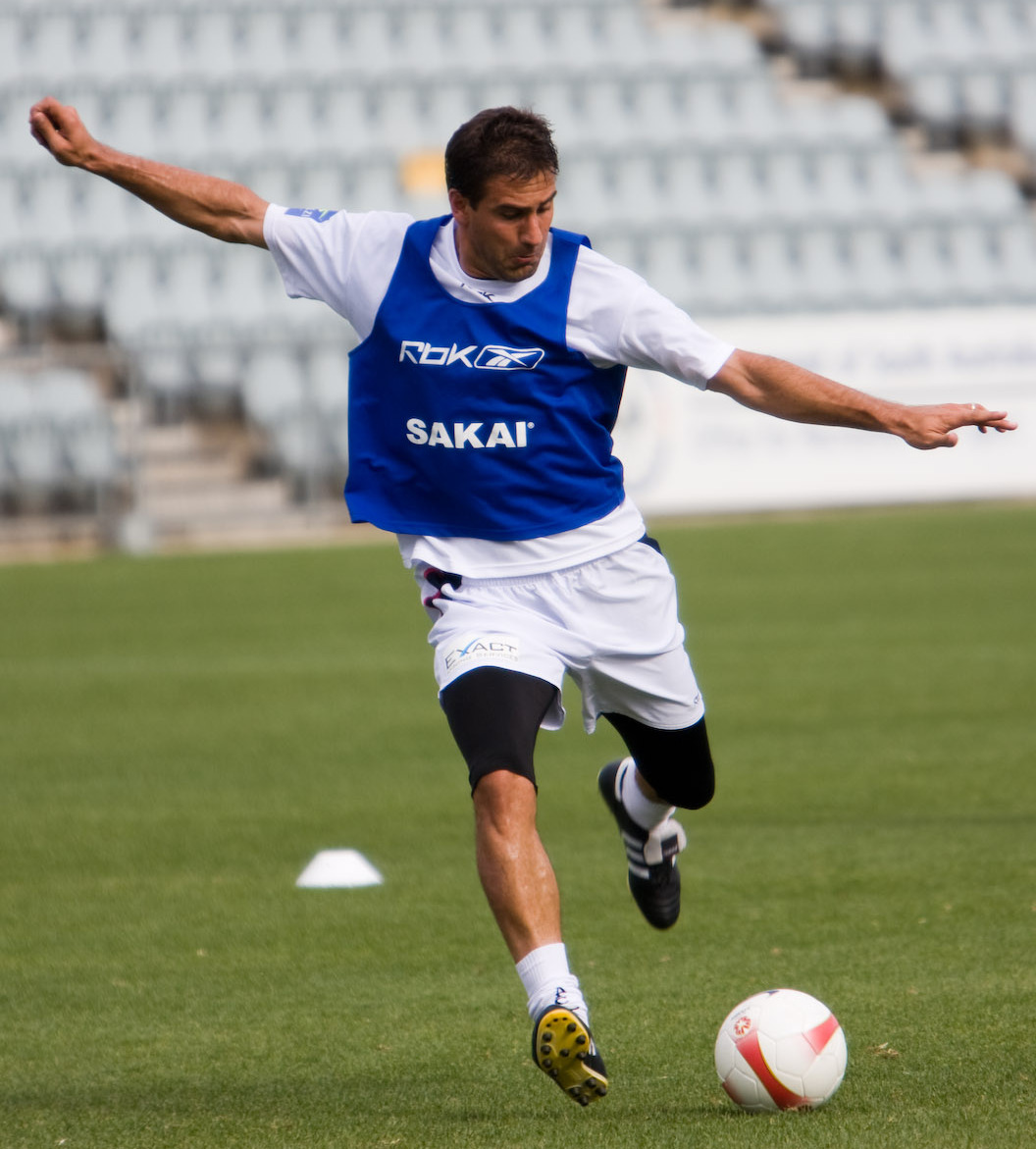
Paul Agostino (* 1975)

- Agosto Ramírez, Fabricio (* 1987), spanischer Fußballspieler
- Agosto, Benjamin (* 1982), US-amerikanischer Eiskunstläufer
- Ágoston, Marich (1883–1955), ungarischer Polizeioffizier, Sprachlehrer und Pazifist
- Ágoston, Péter (1874–1925), ungarischer Rechtswissenschaftler, Soziologe und Politiker
- Ágoston, Simon (* 1977), österreichischer Triathlet
- Ágoston-Mendelényi, Judit (1937–2013), ungarische Florettfechterin und Olympiasiegerin
- Agostoni, Carlo (1909–1972), italienischer Degenfechter
- Agostoni, Ugo (1893–1941), italienischer Radrennfahrer
- Agote, Dino (* 1996), chilenischer Fußballspieler
- Agote, Luis (1868–1954), argentinischer Mediziner
- Agou, Christophe (1969–2015), französischer Fotograf
- Agouazi, Laurent (* 1984), französisch-algerischer Fußballspieler
- Agougil, Oualid (* 2005), niederländischer Fußballspieler
- Agoult, Marie d’ (1805–1876), französische Adlige und SchriftstellerinMarie d’Agoult (1805–1876)

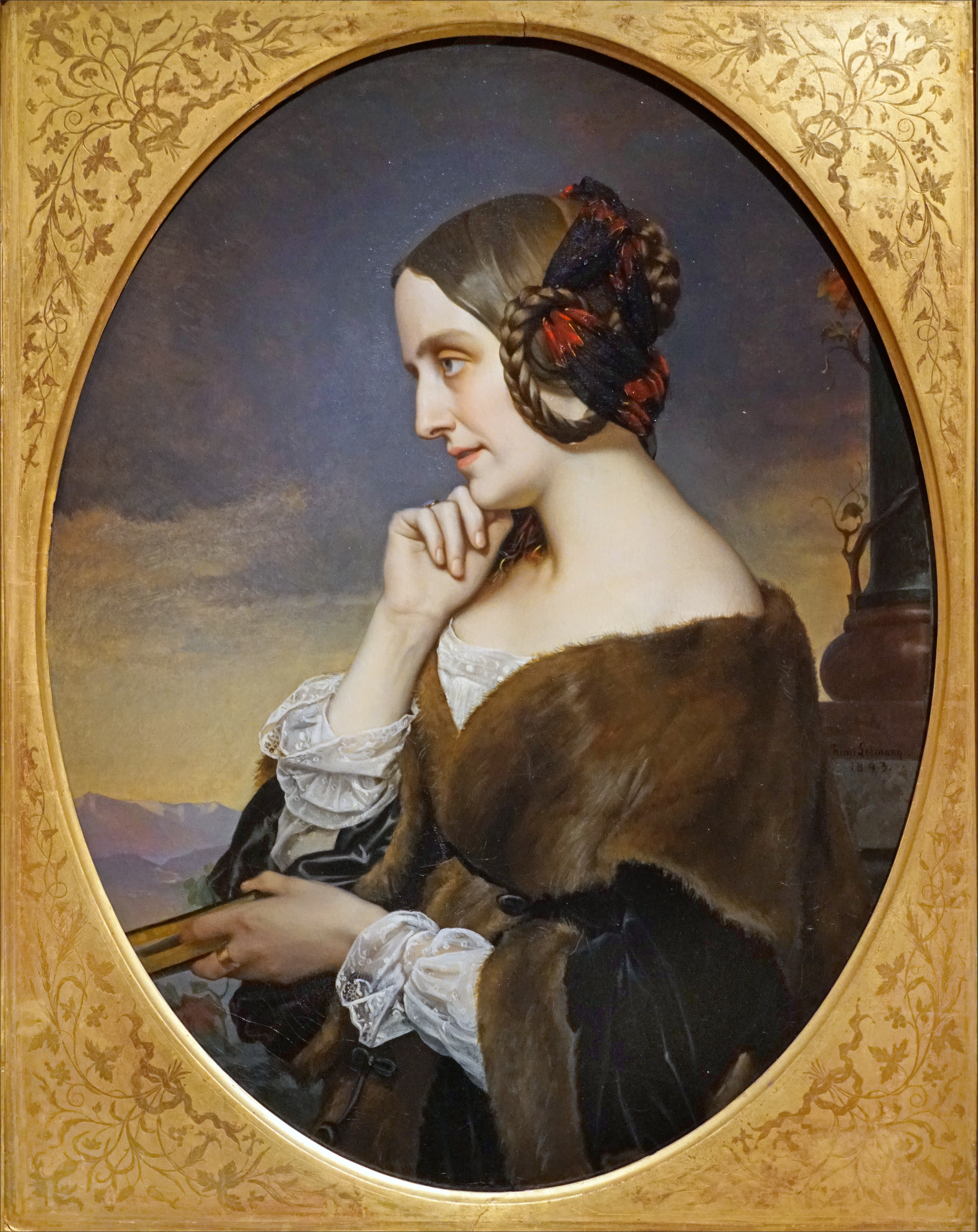
Marie d’Agoult (1805–1876)

- Agoumé, Lucien (* 2002), kamerunisch-französischer Fußballspieler
- Agouzoul, Saad (* 1997), marokkanischer Fußballspieler
- Agovaka, Peter Shanel (* 1959), salomonischer Politiker
- Agoye, Edith Olumide (* 1976), nigerianischer Fußballspieler und -trainer
- Agozzino, Andrew (* 1991), kanadischer Eishockeyspieler

### Agr
- Agrafiotis, Alexis (* 1970), griechischer Komponist, Dirigent und Pianist
- Agrafiotis, Dimitri (* 1932), griechischer Dirigent, Bratschist und Komponist
- Agrafiotis, Nikolas (* 2000), niederländisch-serbischer Fußballspieler
- Ağralı, Fuat (1877–1957), türkischer Politiker
- Agrama, Frank (1930–2023), ägyptischer Film- und Fernsehproduzent sowie Filmregisseur
- Agramont i Quintana, Antoni (1851–1906), katalanischer Flügelhornist, Cobla-Dirigent und Sardana-Komponist
- Agramonte, Ferdy (* 1996), dominikanischer Leichtathlet
- Agramonte, Ignacio (1841–1873), kubanischer Politiker und Revolutionär
- Agramonte, Roberto (1904–1995), kubanischer Philosoph und Politiker
- Agramunt Font de Mora, Pedro (1951–2024), spanischer Politiker
- Agranat, Schimon (1906–1992), israelischer Richter, Präsident des Obersten Gerichts Israels
- Agranow, Jakow Saulowitsch (1893–1938), sowjetischer Geheimdienstgeneral
- Agras, Tellos (1880–1907), griechischer Guerillakämpfer
- Agrasot y Juan, Joaquin (1836–1919), spanischer Maler
- Agrate, Marco d’, italienischer Bildhauer
- Agravanis, Dimitrios (* 1994), griechischer Basketballspieler
- Agrawal, Govind P. (* 1951), indisch-US-amerikanischer Physiker
- Agrawal, Manindra (* 1966), indischer Mathematiker
- Agrawal, Omprakesh (1955–1994), indischer Snookerspieler
- Agrawal, Parag (* 1984), indisch-US-amerikanischer Softwareingenieur und ManagerParag Agrawal (* 1984)

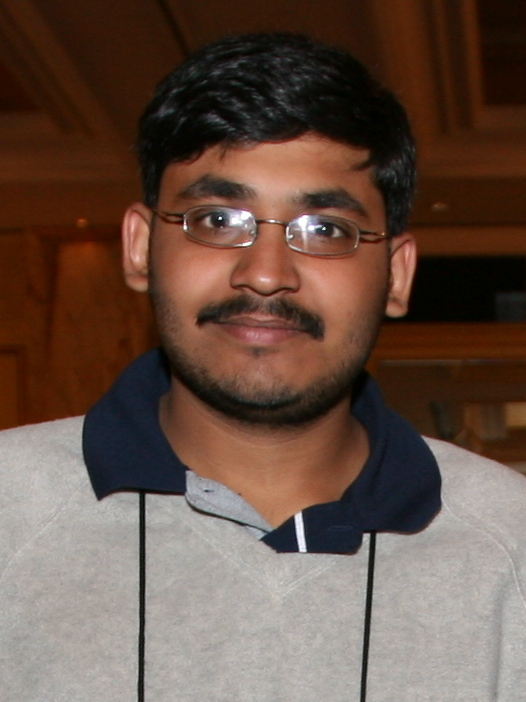
Parag Agrawal (* 1984)

- Agrawal, Roma (* 1983), indisch-britische Ingenieurin und Wissenschaftsautorin
- Agraz, Cecilia (* 1991), US-amerikanische Volleyball-, Beachvolleyball- und Beachhandballspielerin
- Agré, Bernard (1926–2014), ivorischer Geistlicher, Erzbischof von Abidjan, Kardinal der römisch-katholischen Kirche
- Agre, Peter (* 1949), US-amerikanischer Molekularbiologe und Nobelpreisträger für Chemie
- Agre, Philip E., amerikanischer Computerwissenschaftler
- Agrebi, Hammadi (1951–2020), tunesischer Fußballspieler
- Ágreda, Sebastián (1795–1875), bolivianischer Präsident und General
- Agreiter, Anton (1934–2003), italienischer römisch-katholischer Priester
- Agreiter, Debora (* 1991), italienische Skilangläuferin
- Agreiter, Richard (* 1941), österreichischer Bildhauer
- Agrell, Alfhild (1849–1923), schwedische Schriftstellerin
- Agrell, Johan (1701–1765), schwedischer Komponist und Kapellmeister
- Agrell, Sigurd (1881–1937), schwedischer Slawist, Poet, Übersetzer und Hochschullehrer
- Agrell, Wilhelm (* 1950), schwedischer Politologe und Autor
- Agrelo Martínez, Santiago (* 1942), spanischer Ordensgeistlicher, emeritierter römisch-katholischer Erzbischof von Tanger
- Ågren, Erik (1916–1985), schwedischer Boxer
- Ågren, Erik (1924–2008), finnlandschwedischer Schriftsteller
- Ågren, Gösta (1936–2020), finnischer Schriftsteller schwedischer Sprache, Dichter, Essayist und Literaturwissenschaftler
- Ågren, Janet (* 1949), schwedische Schauspielerin
- Ågren, Jennifer (* 1993), schwedische Taekwondoin
- Ågren, Leo (1928–1984), finnlandschwedischer Schriftsteller
- Ågren, Morgan (* 1967), schwedischer Fusionmusiker (Schlagzeug)
- Agren, Sigrid (* 1991), französisches Model
- Agrenew-Slawjanski, Dmitri Alexandrowitsch (1834–1908), russischer Sänger und Chorleiter
- Agrenewa-Slawjanskaja, Olga Christoforowna (1847–1920), russische Volkskundlerin, Ethnographin und Komponistin
- Agrest, Evgeny (* 1966), schwedischer Schachspieler
- Agrest, Matest Mendelejewitsch (1915–2005), russischer Mathematiker
- Agresta, Maria (* 1978), italienische Opern- und Konzertsängerin in der Stimmlage Sopran
- Agresta, Nelson (* 1955), uruguayischer Fußballspieler
- Agresti, Livio (1505–1579), italienischer Maler
- Agrež, Sara (* 2000), slowenische Fußballspielerin
- Agri, Antonio (1932–1998), argentinischer klassischer und Tangoviolinist
- Agricius, Mathias (1545–1613), deutscher Humanist, Dichter, Schriftsteller und Geschichtsschreiber
- Agricola, britischer Theologe
- Agricola von Bologna, Heiliger der römisch-katholischen Kirche
- Agricola, Adam Christian (1593–1645), deutscher reformierter Hofprediger in Berlin und Königsberg
- Agricola, Aegidius (1578–1646), deutscher Jurist und Professor
- Agricola, Alexander († 1506), franko-flämischer Komponist und Sänger der Renaissance
- Agricola, Alfred (1824–1901), deutscher Reichsgerichtsrat
- Agricola, Bartholomäus († 1621), deutscher Franziskaner-Minorit und Komponist
- Agricola, Benedetta Emilia (1722–1780), italienische Opernsängerin (Sopran) in Berlin
- Agricola, Boetius Georgius († 1569), Pastor, Hofprediger und Propst
- Agricola, Christoph Ludwig (1665–1724), deutscher Landschaftsmaler
- Agricola, Daniel, Franziskanerprediger und Autor
- Agricola, Eduard (1800–1877), deutscher Landschaftsmaler
- Agricola, Erhard (1921–1995), deutscher Sprachwissenschaftler und Schriftsteller
- Agricola, Esther (* 1989), deutsche Schauspielerin
- Agricola, Filippo (1795–1857), italienischer Maler
- Agricola, Franz († 1621), deutscher katholischer Kontroverstheologe
- Agricola, Georg († 1584), Bischof von Lavant
- Agricola, Georg († 1575), deutscher Pädagoge und Mediziner
- Agricola, Georg (1554–1630), sächsischer Pfarrer und Historiker
- Agricola, Georg Andreas (1670–1738), deutscher Arzt und Botaniker
- Agricola, Georg Ludwig (1643–1676), deutscher Komponist und Kapellmeister
- Agricola, Georgius (1494–1555), deutscher MineralogeGeorgius Agricola (1494–1555)

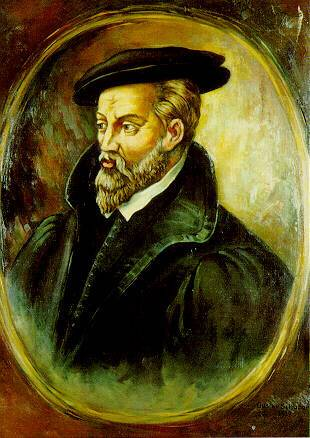
Georgius Agricola (1494–1555)

- Agricola, Herbert (1912–1998), deutscher Maler, Grafiker und Plakatkünstler
- Agricola, Hieronymus Otto (1571–1627), deutscher Geistlicher und Bischof von Brixen
- Agricola, Ignaz (1661–1729), deutscher Historiker, Philosoph, Theologe und Jesuit
- Agricola, Ilka (* 1973), deutsche Mathematikerin
- Agricola, Johann (1496–1570), deutscher Mediziner
- Agricola, Johann († 1590), evangelischer Theologe
- Agricola, Johann, deutscher Komponist
- Agricola, Johann (1590–1668), deutscher Arzt, Alchemist und Salinenfachmann
- Agricola, Johann Friedrich (1720–1774), deutscher Musiker, Komponist und Musikschriftsteller
- Agricola, Johann Georg (1558–1633), deutscher Mediziner
- Agricola, Johannes, franko-flämischer Komponist der frühen Renaissance
- Agricola, Johannes (1494–1566), deutscher Reformator
- Agricola, Karl (1779–1852), österreichischer Kupferstecher und Maler
- Agricola, Kaspar († 1597), deutscher Jurist und Hochschullehrer
- Agricola, Katharina (1719–1776), deutsche Haushälterin und Opfer der Justiz
- Agricola, Kurt (1889–1955), deutscher Generalleutnant im Zweiten Weltkrieg
- Agricola, Ludwig, deutscher Theologe und Reformator
- Agricola, Magnus († 1605), deutscher lutherischer Theologe
- Agricola, Martin († 1556), deutscher Musiktheoretiker, Musikpädagoge und Komponist der Renaissance
- Agricola, Mikael († 1557), finnischer Theologe und ReformatorMikael Agricola († 1557)

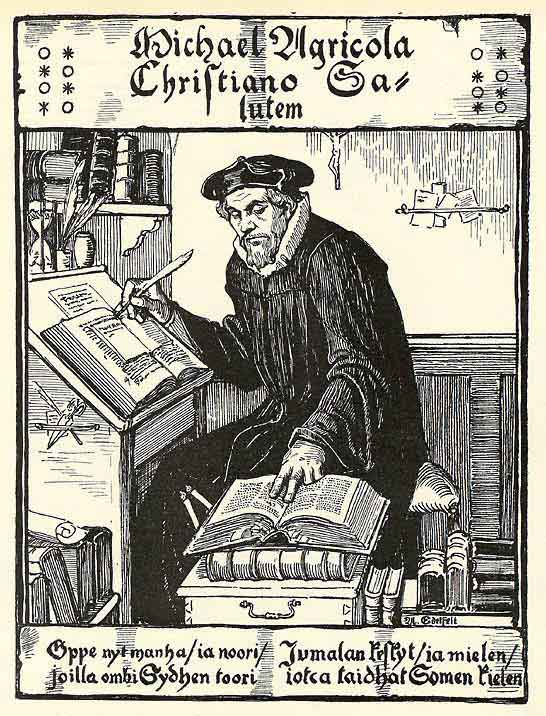
Mikael Agricola († 1557)

- Agricola, Otto (1829–1902), deutscher Beamter, Landrat und Reichstagsabgeordneter
- Agricola, Peter (1525–1585), deutscher Staatsmann und Humanist
- Agricola, Rudolf († 1485), niederländischer frühhumanistischer Schriftsteller und Gelehrter
- Agricola, Rudolf (1490–1521), deutscher Drucker und Autor
- Agricola, Rudolf (1900–1985), deutscher Wirtschaftswissenschaftler, Journalist und Politiker (DDP, SPD, SAP, KPD), MdV, MdL
- Agricola, Rudolf Alexander (1912–1990), deutscher Bildhauer
- Agricola, Sandro (* 1987), deutscher Eishockeytorwart
- Agricola, Stephan († 1547), deutscher Theologe und Reformator
- Agricola, Wolfgang Christoph, deutscher Komponist
- Agrifoglio, Mario (1877–1972), italienischer Maler und Bildhauer
- Agrikola, Christel (* 1953), deutsche Ruderin
- Agrikola, Georg (* 1959), deutscher Ruderer
- Agriolidis (1785–1828), osmanischer General (Seraskier)
- Agrippa, antiker Astronom
- Agrippa, antiker skeptischer Philosoph
- Agrippa Postumus (12 v. Chr.–14), römischer Patrizier
- Agrippa von Nettesheim, Heinrich Cornelius (1486–1535), Universalgelehrter, Theologe, Jurist, Arzt und PhilosophHeinrich Cornelius Agrippa von Nettesheim (1486–1535)

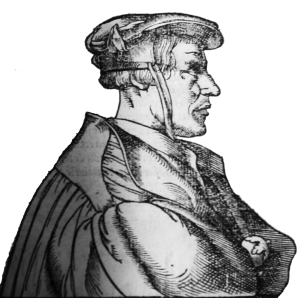
Heinrich Cornelius Agrippa von Nettesheim (1486–1535)

- Agrippa, Camillo, italienischer Fechtmeister, Architekt, Ingenieur und Mathematiker
- Agrippa, Giovanni Guido, venezianischer Medailleur
- Agrippi, Quirin (* 2001), Schweizer Kinderdarsteller
- Agrippina die Ältere (14 v. Chr.–33), Tochter des Marcus Vipsanius Agrippa und der Julia, Tochter des Augustus
- Agrippina die Jüngere († 59), Römerin, Mutter von NeroAgrippina die Jüngere († 59)

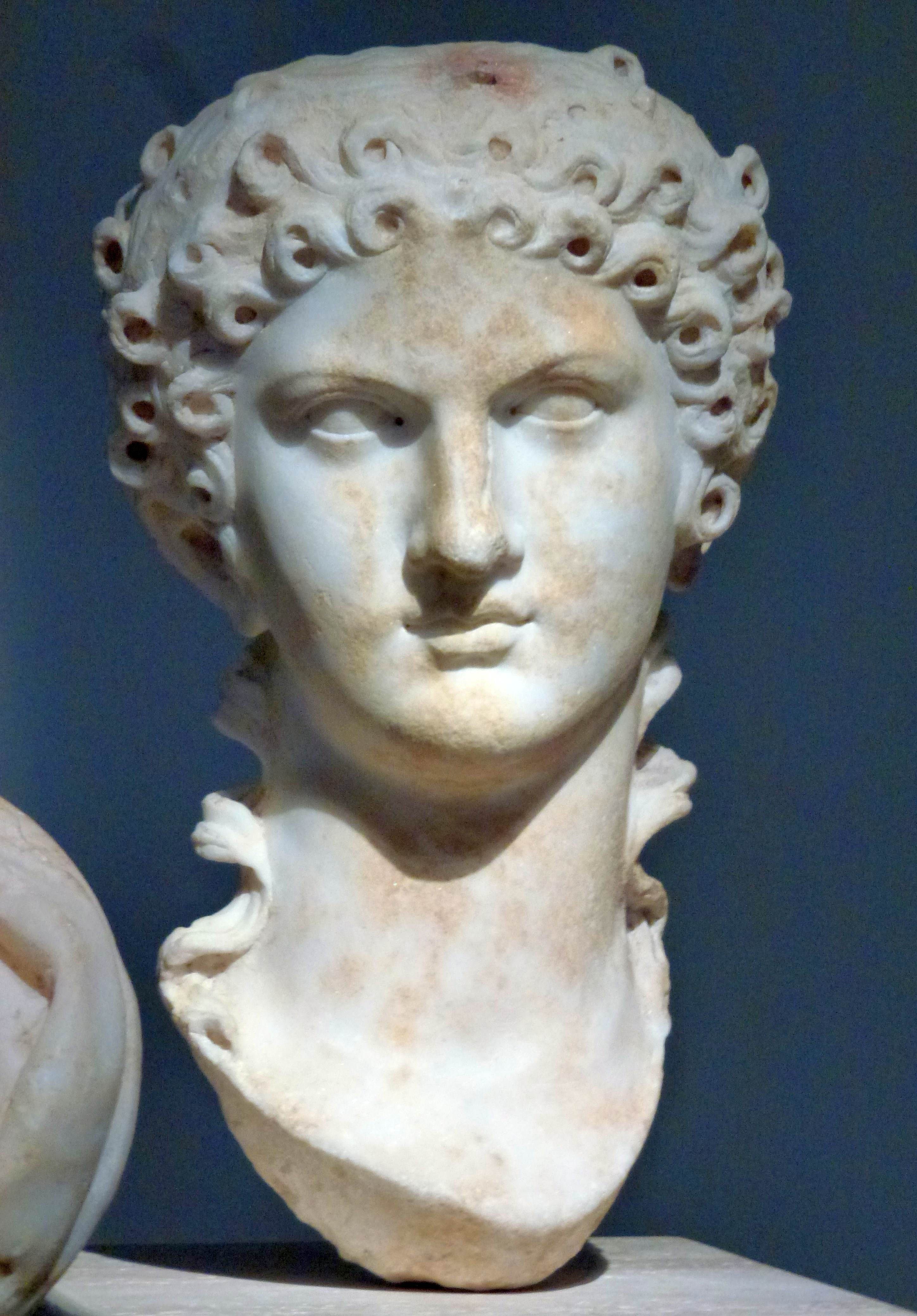
Agrippina die Jüngere († 59)

- Agrippinus, Bischof von Alexandria
- Agrippinus, weströmischer Offizier (magister militum)
- Agrippinus von Neapel, Bischof von Neapel
- Agris, Peter von (1900–1953), deutscher Politiker (CDU), Landrat
- Ağrıs, Zeliha (* 1998), türkische Taekwondoin
- Agritis, Anestis (* 1981), griechischer Fußballspieler
- Agritius, Bischof von Trier
- Agro, Thomas (1931–1987), US-amerikanischer Mobster
- Agroecius, galloromanischer Bischof
- Agron, illyrischer König in der Antike
- Agron, Dianna (* 1986), US-amerikanische Sängerin und Schauspielerin
- Agront, Laura (* 1965), puerto-ricanische Leichtathletin
- Agrotis, Spiros (* 1961), zyprischer Radrennfahrer
- Agrusti, Andrea (* 1995), italienischer Leichtathlet

### Ags
- Agsamow, Georgi Tadschijewitsch (1954–1986), sowjetischer Schachspieler
- Agsten, Rainer (1944–2020), deutscher Ingenieur und Professor für Heizungs-, Lüftungs- und Klimatechnik; Dekan und Prorektor
- Agsten, Rudolf (1926–2008), deutscher LDPD-Funktionär, MdV, MdL
- Agster, Alfred (1858–1904), deutscher Apotheker und Politiker, MdR
- Agsteribbe, Estella (1909–1943), niederländische Kunstturnerin
- Agsteribbe, Frank (* 1968), belgischer Dirigent, Cembalist, Komponist und Dozent
- Agstner, Arthur (1922–1991), österreichischer Diplomat
- Agstner, Rudolf (1951–2016), österreichischer Diplomat und Autor

### Agt
- Agt, Dries van (1931–2024), niederländischer Politiker (KVP, CDA, Ministerpräsident 1977–1982), Rechtswissenschaftler und Diplomat
- Agt, Sacha van (* 1994), niederländische Leichtathletin
- Agte, Claus Robert (1926–2018), deutscher Unternehmer und Stifter
- Agte, Rudi (1891–1971), deutscher Fußballspieler, -trainer und -funktionär
- Agthe, Adam Georg von (1777–1826), russischer General
- Agthe, Adolf (1775–1832), russischer Bergbauingenieur
- Agthe, Arend (* 1949), deutscher RegisseurArend Agthe (* 1949)

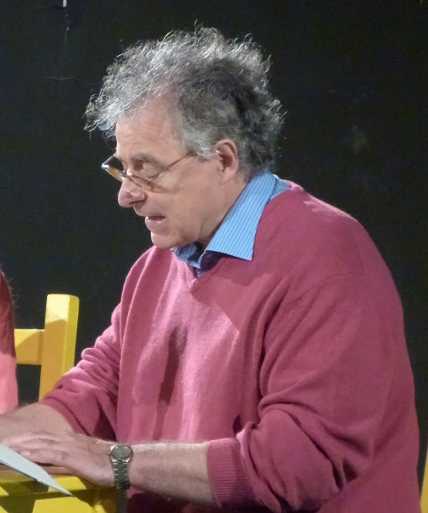
Arend Agthe (* 1949)

- Agthe, August Wilhelm (1795–1867), Violinist, Klarinettist an der Hofkapelle und Stadt- und Hofmusikus in Weimar
- Agthe, Carl (1806–1876), deutscher lutherischer Geistlicher und Lehrer
- Agthe, Carl Christian (1762–1797), deutscher Komponist und Organist
- Agthe, Curt (1862–1943), deutscher Genre- und Landschaftsmaler
- Agthe, Friedrich Wilhelm (1796–1830), deutscher Komponist und Kreuzkantor in Dresden (1822–1828)
- Agthe, Johann Andreas (1733–1806), deutschbaltischer Organist
- Agthe, Johann Friedrich (1788–1840), Stadtmusiker in Weimar
- Agthe, Johanna (1941–2005), deutsche Ethnologin
- Agthe, Kai (* 1970), deutscher Schriftsteller
- Agthe, Klaus Erich (* 1930), deutschamerikanischer Geschäftsmann und Autor
- Agthe, Wilhelm (1790–1873), deutscher Musikpädagoge und Komponist
- Agtmaal, Peter van (* 1982), niederländischer Radrennfahrer

### Agu

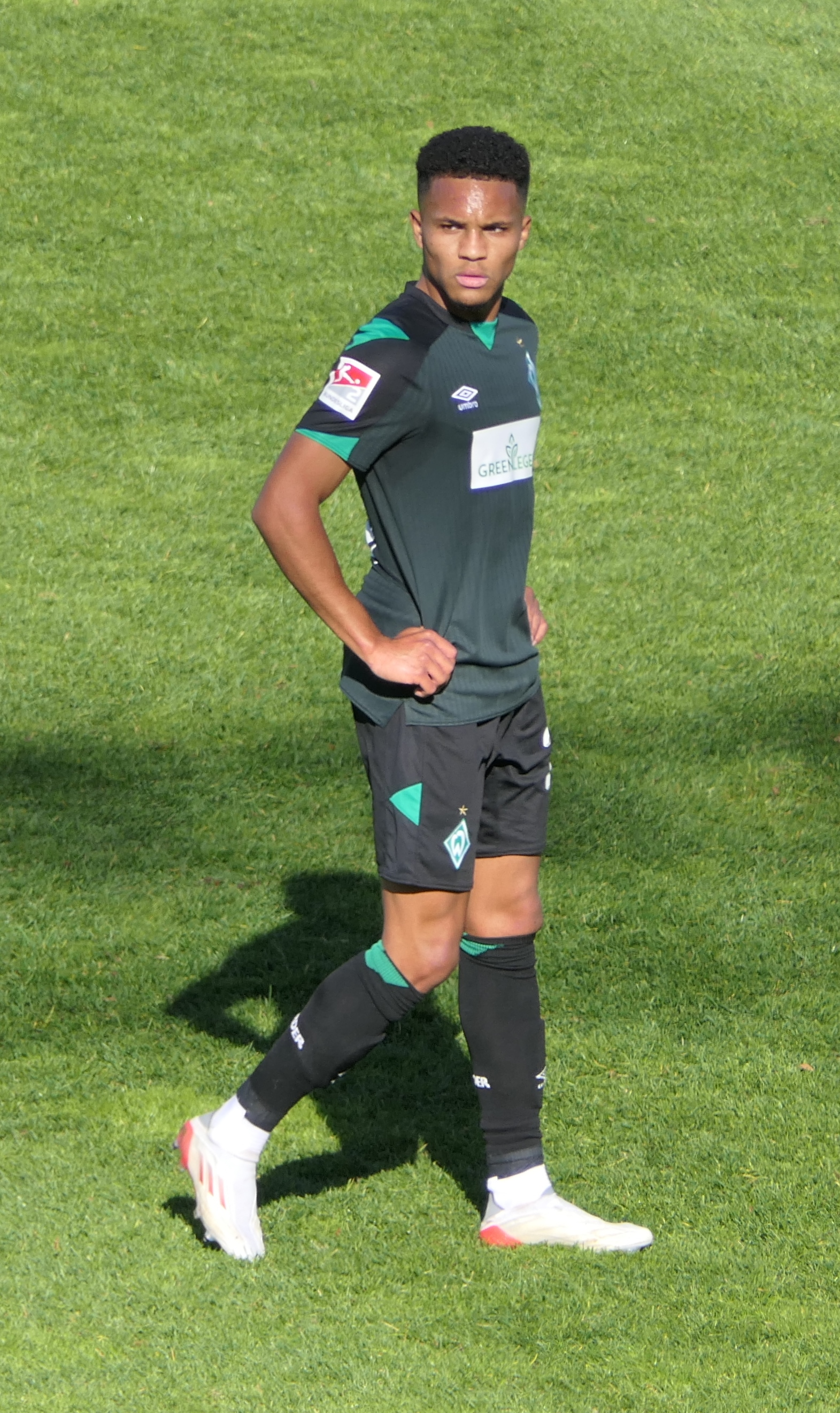
Felix Agu (* 1999)

- Agu, Donald (* 1975), nigerianischer Fußballspieler
- Agu, Felix (* 1999), deutscher FußballspielerFelix Agu (* 1999)
- Agu, Festus (* 1975), nigerianischer Fußballspieler
- Agu, Gabriel (* 1985), nigerianischer Fußballspieler
- Agu, Mikel (* 1993), nigerianischer Fußballspieler

#### Agua
- Aguabella, Francisco (1925–2010), kubanischer Jazz-Schlagzeuger und Perkussionist
- Aguado Arriazu, Tarsicio (* 1994), spanischer Fußballspieler
- Aguado Cuesta, Pedro (* 1957), spanischer römisch-katholischer Ordensgeistlicher, Bischof von Huesca uns Jaca
- Aguado Molina, Maria Teresa (* 1976), spanisch-deutsche Biologin, Hochschullehrerin und Museumsleiterin
- Aguado Simón, Tarsicio (* 1968), spanischer Fußballspieler
- Aguado, Alexandre (1784–1842), spanischer Politiker und Bankier
- Aguado, Dionisio (1784–1849), spanischer Gitarrist und Komponist
- Aguado, Lorenzo (* 2002), spanischer Fußballspieler
- Aguado, Víctor Manuel (* 1960), mexikanischer Fußballtorhüter und -trainer
- Agualimpia, Pedro (* 1997), kolumbianischer Leichtathlet
- Agualusa, José Eduardo (* 1960), angolanischer Schriftsteller
- Aguardela, João (1969–2009), portugiesischer Musiker
- Águas, José (1930–2000), portugiesischer Fußballspieler
- Águas, Rui (* 1960), portugiesischer Fußballspieler und -trainer
- Águas, Rui (* 1972), portugiesischer Autorennfahrer
- Aguavil, Diana (* 1983), ecuadorianische indigene Führungspersönlichkeit, erste weibliche Gouverneurin der Tsáchila
- Aguayo Ramírez, Pedro (1979–2015), mexikanischer Wrestler
- Aguayo, Agustin (* 1971), US-amerikanischer Militär und Kriegsdienstverweigerer
- Aguayo, Albert (* 1934), argentinisch-kanadischer Neurowissenschaftler
- Aguayo, Juan (* 1997), mexikanischer Fußballspieler
- Aguayo, Matias (* 1973), deutsch-chilenischer Technoproduzent und Liveact
- Aguayo, Omar (* 1982), mexikanischer Fußballspieler
- Aguayo, Roberto (* 1994), US-amerikanischer American-Football-Spieler
- Aguayo-Krauthausen, Raúl (* 1980), deutscher BehindertenaktivistRaúl Aguayo-Krauthausen (* 1980)

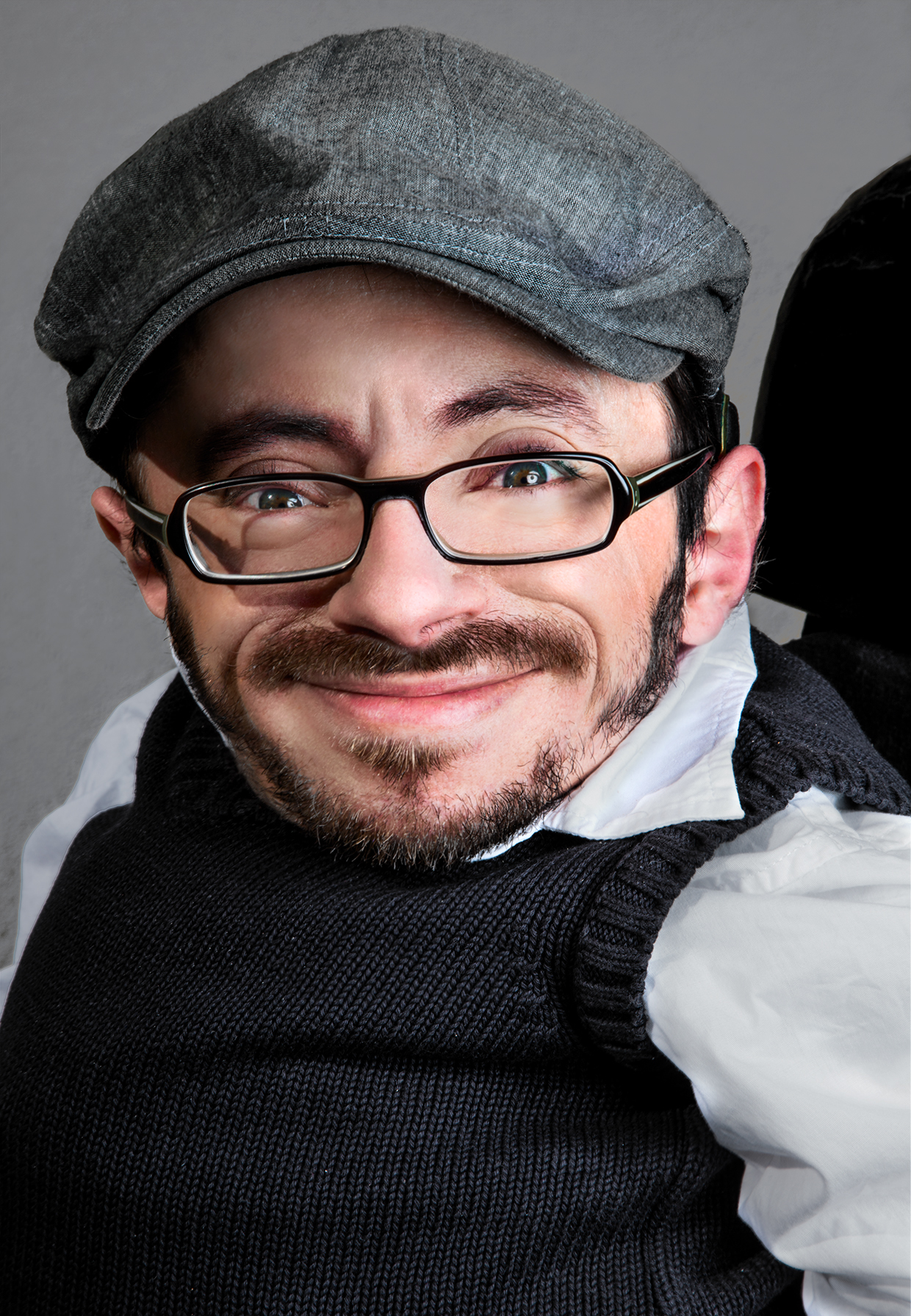
Raúl Aguayo-Krauthausen (* 1980)

#### Aguc
- Agucchi, Giovanni Battista (1570–1632), italienischer Bischof, Diplomat und Schriftsteller
- Agucchi, Girolamo (1555–1605), italienischer Kardinal

#### Agud
- Aguda, Akinola (1923–2001), nigerianischer Jurist und Chief Justice (Generalstaatsanwalt) von Botswana
- Agudelo, Hipólito Leopoldo (1864–1933), kolumbianischer römisch-katholischer Geistlicher, Bischof von Pasto
- Agudelo, Jhonatan (* 1992), kolumbianischer Fußballspieler
- Agudelo, Juan (* 1992), US-amerikanischer Fußballspieler
- Agudelo, Palmenia (* 1992), kolumbianische Leichtathletin
- Agudio, Tommaso (1827–1893), italienischer Ingenieur
- Agudo Gonzalez, Norisbeth Isais (* 1992), venezolanische Beachvolleyballspielerin
- Agudo, David (* 1988), spanischer Fußballspieler
- Agudong, Siena (* 2004), US-amerikanische SchauspielerinSiena Agudong (* 2004)

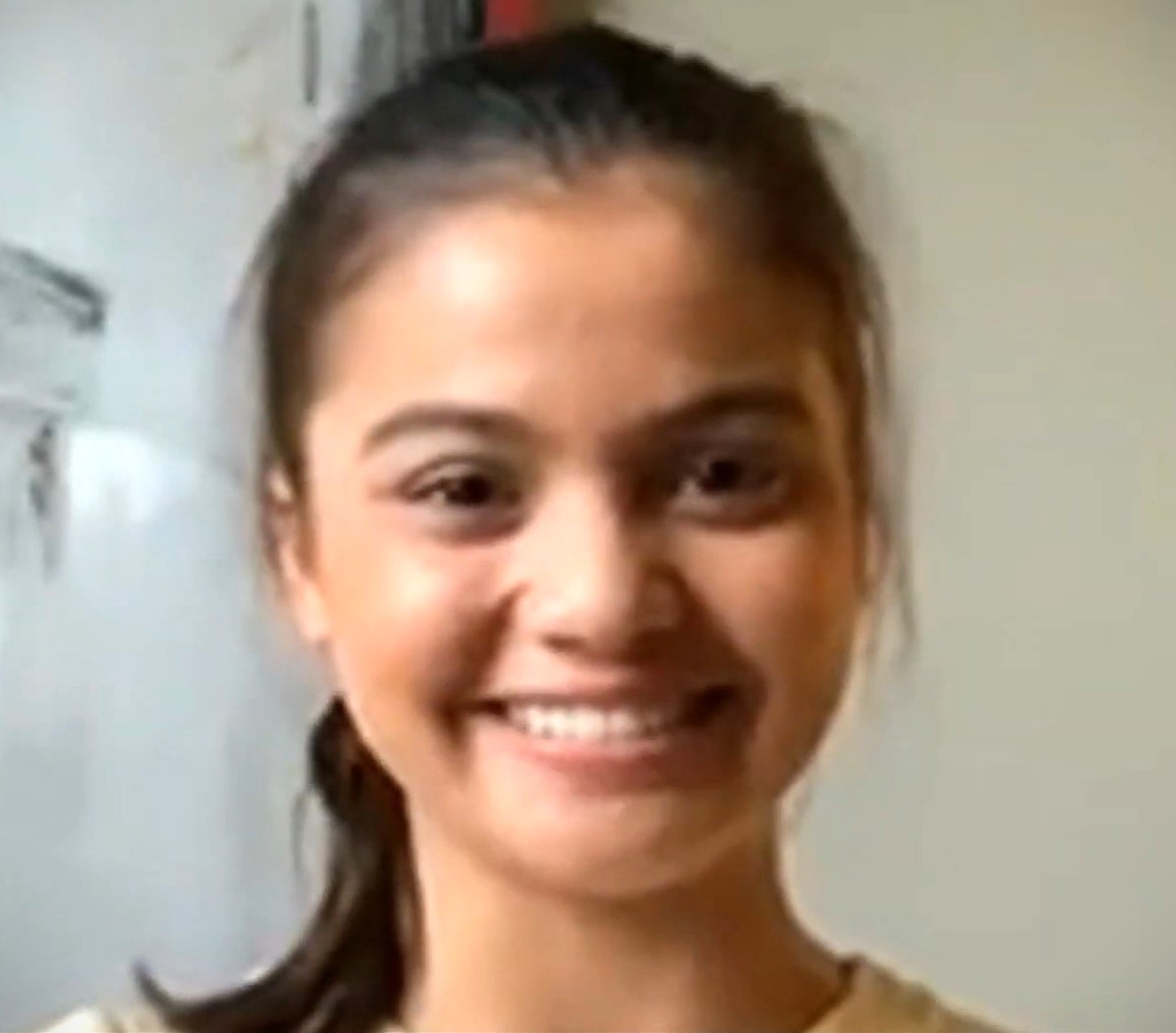
Siena Agudong (* 2004)

- Agudong, Sydney (* 2000), US-amerikanische Schauspielerin und Musikerin

#### Ague
- Agueh, Eric (* 1972), beninischer Sprinter
- Agueh, Maxime (* 1978), beninisch-französischer Fußballspieler
- Aguéli, Ivan (1869–1917), schwedischer Maler, Autor und Sufi
- Aguemon, Jason (* 1992), französischer American-Football-Spieler
- Aguer Alic, James, Aktivist gegen Sklaverei in Sudan
- Aguer, Héctor Rubén (* 1943), argentinischer Geistlicher und emeritierter Erzbischof von La Plata
- Aguerd, Nayef (* 1996), marokkanischer Fußballspieler
- Agüero Rocha, Fernando Bernabé (1920–2011), nicaraguanischer Politiker, Mitglied einer Regierungsjunta (1972–1973)
- Agüero y Barreras, Gaspar (1873–1951), kubanischer Musikforscher, Musikpädagoge und Komponist
- Agüero, Brenda (* 1995), argentinische Krankenschwester und Serienmörderin
- Agüero, Carolina (* 1975), argentinische Balletttänzerin
- Agüero, Diego de (1511–1544), spanischer Konquistador und Forschungsreisender
- Agüero, Juan Bautista (1935–2018), paraguayischer Fußballspieler
- Agüero, Sergio (* 1988), argentinischer FußballspielerSergio Agüero (* 1988)

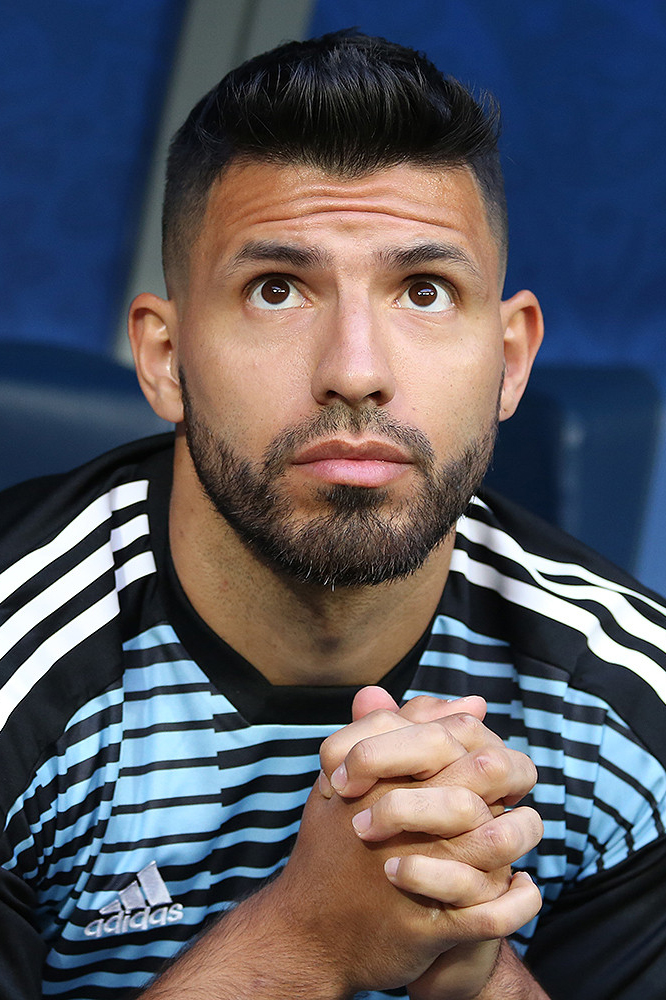
Sergio Agüero (* 1988)

- Agüero, Sergio (* 1994), argentinisch-malaysischer Fußballspieler
- Agüero, Taismary (* 1977), kubanisch-italienische Volleyballspielerin
- Aguerre, Antonio († 1942), uruguayischer Fußballspieler
- Aguerre, Bernardo (1953–2022), uruguayischer Gitarrist, Komponist und Arrangeur
- Aguerre, Enrique (* 1964), uruguayischer Videoregisseur, Videokünstler und Museumsdirektor
- Aguerre, Fernando (* 1957), argentinischer Unternehmer, Surfer und Surf-Funktionär
- Aguerre, Mariano (* 1969), argentinischer Polospieler
- Aguerre, Roberto (* 1939), uruguayischer Bildhauer, Historiker, Architekt und Filmregisseur
- Aguerre, Rómulo (1919–2002), uruguayischer Fotograf
- Aguerre, Tabaré (* 1957), uruguayischer Politiker
- Aguerre, Wálter (* 1941), uruguayischer Fußballspieler
- Aguerre, Washington (* 1993), uruguayischer Fußballspieler
- Aguesseau, Henri François d’ (1668–1751), französischer Politiker, Jurist und Redner
- Aguesseau, Henri-Cardin-Jean-Baptiste d’ (1747–1826), französischer Jurist, Politiker, Diplomat und Mitglied der Académie française
- Aguessy, Frédéric (* 1956), französischer Pianist und Musikpädagoge
- Aguet, Pierre (* 1938), Schweizer Politiker
- Agüete, Sergio (* 1993), uruguayischer Fußballspieler
- Aguettand, Lucien (1901–1989), französischer Filmarchitekt
- Agüeybaná († 1510), Cacique (Häuptling) der Taínos in Puerto Rico
- Agüeybaná II. († 1511), puerto-ricanischer Häuptling der Taínos

#### Agui
- Aguiar Ramírez, Nelson (* 1945), kubanischer Dissident
- Aguiar Retes, Carlos (* 1950), mexikanischer Geistlicher und römisch-katholischer Erzbischof von Mexiko
- Aguiar, Aloisio Milanez (1943–2016), brasilianischer Jazzmusiker
- Aguiar, Antônio Rodrigues de (1768–1818), brasilianischer Geistlicher, römisch-katholischer Prälat von Goiás
- Aguiar, Fred (* 1948), US-amerikanischer Politiker
- Aguiar, Joana (* 1998), portugiesische Schauspielerin
- Aguiar, João (1943–2010), portugiesischer Schriftsteller
- Aguiar, Joaquim António de (1792–1884), portugiesischer Politiker
- Aguiar, Luis (1939–2022), uruguayischer Ruderer
- Aguiar, Luis (* 1985), uruguayischer Fußballspieler
- Aguiar, Manuel Albuquerque Gonçalves de (1909–1981), portugiesischer Offizier, Kolonialverwalter und Politiker
- Aguiar, Mayra (* 1991), brasilianische Judoka
- Aguiar, Perla (* 1932), kubanisch-mexikanische Schauspielerin
- Aguiar, Severino Mariano de (1903–1995), brasilianischer Geistlicher, römisch-katholischer Bischof von Pesqueira
- Aguigah, René (* 1974), deutscher Kulturjournalist und ModeratorRené Aguigah (* 1974)

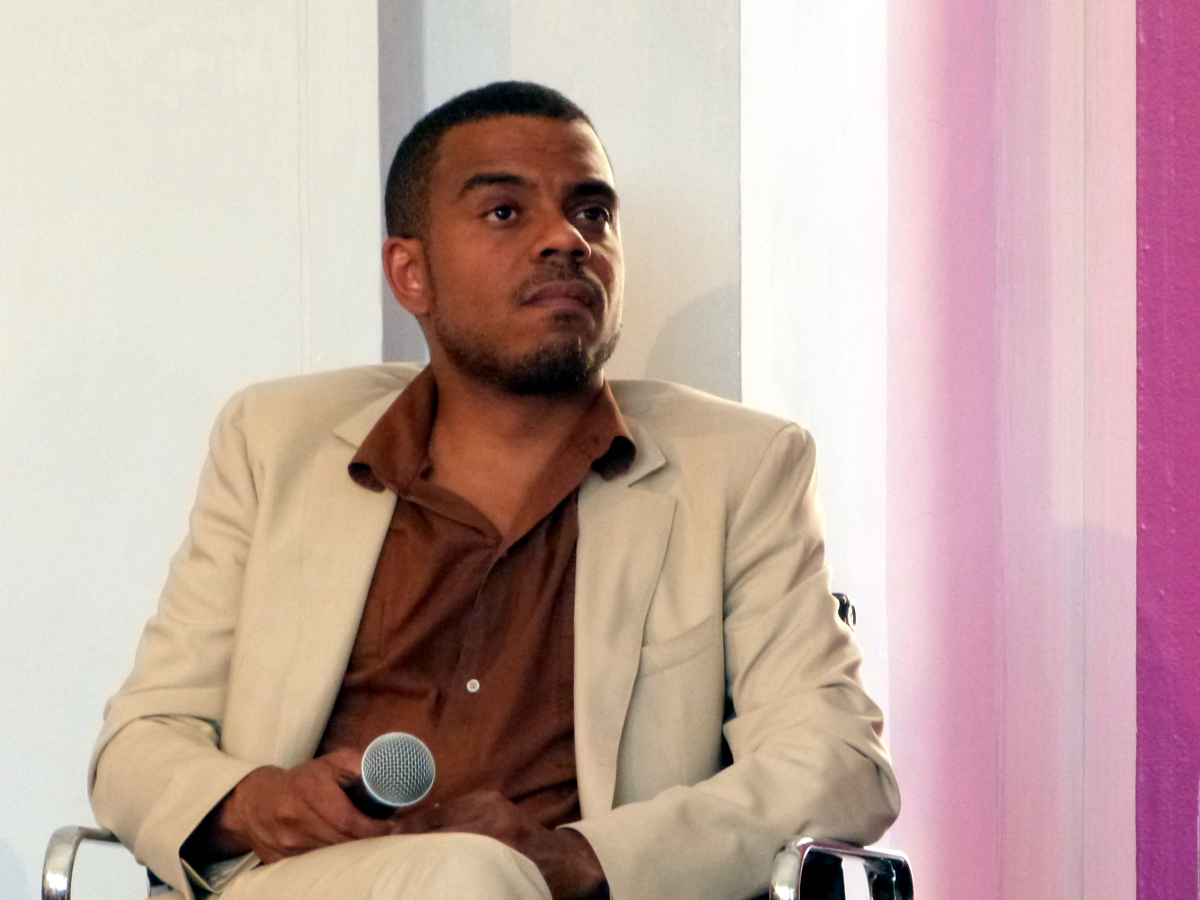
René Aguigah (* 1974)

- Águila, Alfredo del (1935–2018), mexikanischer Fußballspieler
- Águila, Gorki (* 1968), kubanischer Punkrocker und Dissident
- Águila, Héctor (* 1979), chilenischer Fußballspieler
- Águila, Raúl (1930–2016), chilenischer Fußballspieler
- Aguila, Yayo (* 1967), philippinische Schauspielerin
- Aguilaniu, Aude (* 1988), französisch-belgische Skisportlerin
- Aguilar Ahumada, Miguel (1931–2019), chilenischer Komponist und Musikpädagoge
- Aguilar Álvarez, José (1902–1959), mexikanischer Mediziner
- Aguilar Barquero, Francisco (1857–1924), Präsident Costa Ricas
- Aguilar Chacón, Manuel (1797–1845), Präsident Costa Ricas
- Aguilar Colio, Ignacio, mexikanischer Fußballspieler
- Aguilar Correa, Antonio (1824–1908), Regierungspräsident von Spanien
- Aguilar Elizalde, Abel (* 1929), mexikanischer Fußballschiedsrichter
- Aguilar Gonzalez Batres, Eugenio (1804–1879), Supremo Director von El Salvador
- Aguilar González, Francisco Javier (1895–1972), mexikanischer Botschafter
- Aguilar Ledesma, Víctor Alejandro (* 1965), katholischer Geistlicher, römisch-katholischer Bischof von Celaya
- Aguilar Martínez, Rodrigo (* 1952), mexikanischer Geistlicher, römisch-katholischer Bischof von San Cristóbal de Las Casas
- Aguilar Mawdsley, Andrés (1924–1995), venezolanischer Jurist und Richter am Internationalen Gerichtshof
- Aguilar Mijes, Alberto (* 1960), mexikanischer Fußballtorhüter und -trainer
- Aguilar Miranda, Miguel Angel (1939–2025), ecuadorianischer Geistlicher, römisch-katholischer Militärbischof von Ecuador
- Aguilar Piñal, Francisco (* 1931), spanischer Hispanist
- Aguilar Pulsán, José (1958–2014), kubanischer Boxer
- Aguilar Romero, Elías (* 1943), mexikanischer Fußballspieler
- Aguilar Zermeno, Enrique (* 1969), mexikanischer Ringer
- Aguilar, Abel Enrique (* 1985), kolumbianischer Fußballspieler
- Aguilar, Alberto (* 1985), venezolanischer Sprinter
- Aguilar, Alessandra (* 1978), spanische Marathonläuferin
- Aguilar, Andreas (* 1962), deutscher Kunstturner
- Aguilar, Ángela (* 2003), mexikanisch-amerikanische Sängerin
- Aguilar, Antonio (1919–2007), mexikanischer Sänger und Schauspieler
- Aguilar, Armando, Fußballspieler in Mexiko
- Aguilar, Audilio (* 1963), panamaischer Geistlicher, Bischof von Santiago de Veraguas
- Aguilar, Cristóbal († 1886), mexikanisch-amerikanischer Politiker
- Aguilar, Diego d’ (1699–1759), marranischer Finanzier und Hofjude in Wien
- Aguilar, Elisa (* 1976), spanische Basketballspielerin
- Aguilar, Elizabeth (* 1987), salvadorianische Fußballschiedsrichterassistentin
- Aguilar, Emanuel (1824–1904), englischer Pianist, Musikpädagoge und Komponist spanisch-sephardischer Herkunft
- Aguilar, Enrique (* 2007), Schweizer Fußballspieler
- Aguilar, Evelis (* 1993), kolumbianische Leichtathletin
- Aguilar, Francisco de (* 1479), spanischer Konquistador
- Aguilar, Francisco de (* 1810), Finanzminister von Honduras
- Aguilar, Freddie (1953–2025), philippinischer SängerFreddie Aguilar (1953–2025)

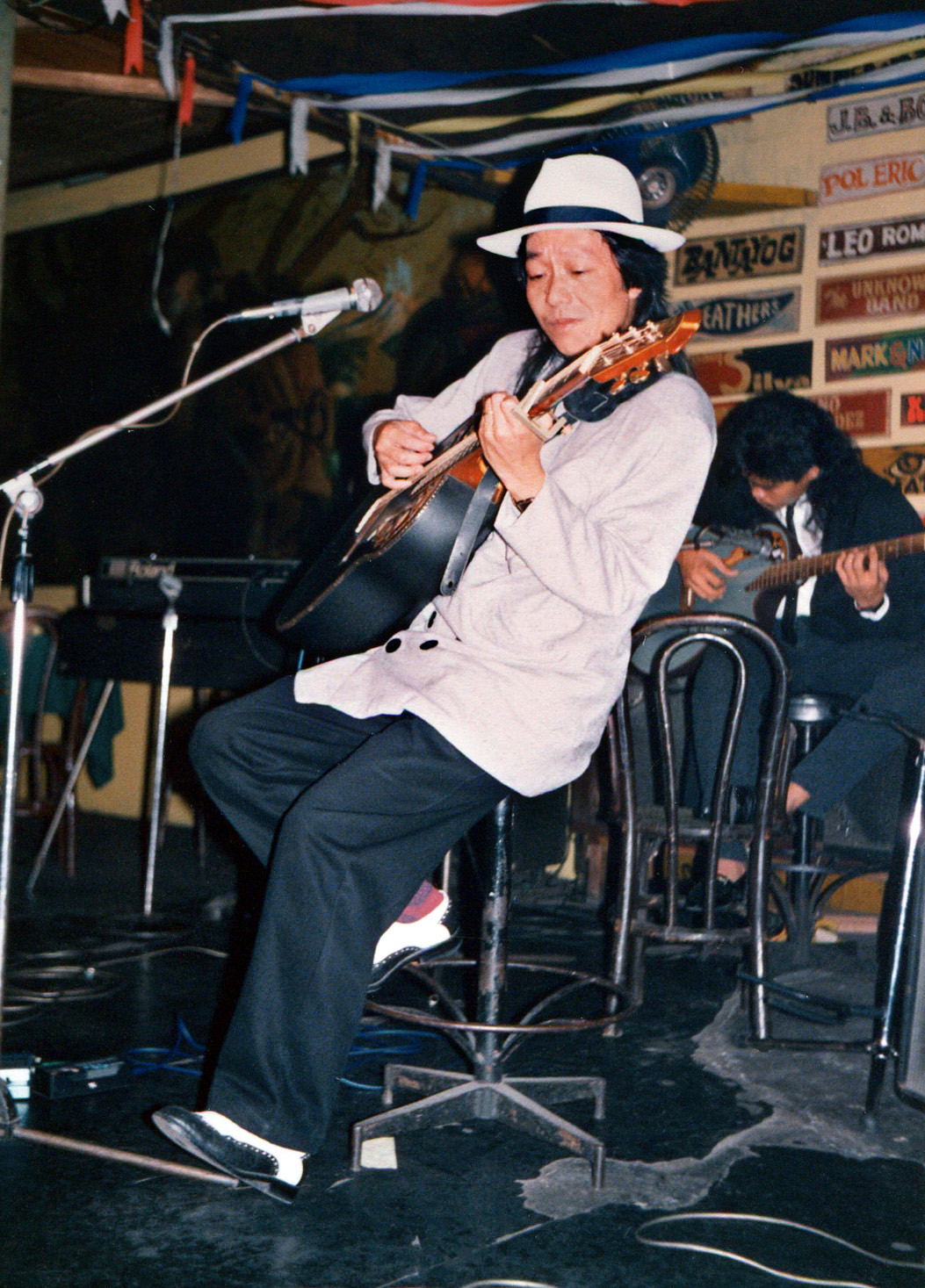
Freddie Aguilar (1953–2025)

- Aguilar, Gaspar de, spanischer Musiktheoretiker
- Aguilar, Gerónimo de (* 1489), spanischer Franziskaner in Mexiko
- Aguilar, Gonzalo (* 1987), uruguayischer Fußballspieler
- Aguilar, Grace (1816–1847), englische Schriftstellerin
- Aguilar, Héctor (* 1984), uruguayischer Radrennfahrer
- Aguilar, Ico (1949–2020), spanischer Fußballspieler
- Aguilar, Jaime Julio (* 1956), mexikanischer Fußballtorhüter
- Aguilar, Joel (* 1975), salvadorianischer Fußballschiedsrichter
- Aguilar, Joey, US-amerikanischer American-Football-Spieler
- Aguilar, Jorge (* 1985), chilenischer Tennisspieler
- Aguilar, José (* 1980), venezolanischer Radrennfahrer
- Aguilar, José (* 2001), spanischer Fußballspieler
- Aguilar, José María (1891–1951), uruguayischer Tangosänger, Gitarrist und Komponist
- Aguilar, Juan Carlos (* 1998), bolivianischer Tennisspieler
- Aguilar, Julio (* 1990), argentinischer Fußballspieler
- Aguilar, Kluiverth (* 2003), peruanischer Fußballspieler
- Aguilar, Luis (1918–1997), mexikanischer Schauspieler und Sänger
- Aguilar, Luz María (* 1936), mexikanische Schauspielerin
- Aguilar, Macarena (* 1985), spanische Handballspielerin
- Aguilar, Majo (* 1994), mexikanische Sängerin und Songwriterin
- Aguilar, María del Carmen (* 1945), argentinische Musikpädagogin und -wissenschaftlerin
- Aguilar, María Luisa (1938–2015), peruanische Astronomin und Hochschullehrerin
- Aguilar, Mazaly (* 1949), spanische Politikerin (Vox), MdEP
- Aguilar, Michael (* 1979), belizischer Hürdenläufer
- Aguilar, Natasha (1970–2016), costa-ricanische Schwimmerin
- Aguilar, Pablo (* 1973), argentinischer Schauspieler und Drehbuchautor
- Aguilar, Pablo (* 1989), spanischer Basketballspieler
- Aguilar, Pablo César (* 1987), paraguayischer Fußballspieler
- Aguilar, Paul (* 1986), mexikanischer Fußballspieler
- Aguilar, Pedro (* 1960), spanischer Fußballspieler
- Aguilar, Pepe (* 1968), amerikanisch-mexikanischer Sänger und Komponist
- Aguilar, Pete (* 1979), US-amerikanischer Politiker der Demokratischen Partei
- Aguilar, Ronnie (* 1987), amerikanischer Basketballspieler
- Aguilar, Rosa (* 1957), spanische Politikerin (IU), Bürgermeisterin von Córdoba, Umweltministerin
- Aguilar, Ruben (* 1993), französischer Fußballspieler
- Aguilar, Sandro (* 1973), portugiesischer Filmproduzent, Filmregisseur und Filmeditor
- Aguilar, Víctor (* 1990), bolivianischer Mittel- und Langstreckenläuferin
- Aguilar, Yulenmis (* 1996), kubanische Speerwerferin
- Aguilella Cueco, Ramon (* 1937), französischer Maler, Grafiker und Fotograf
- Aguilera Arroyo, Nicolás Renán (* 1972), bolivianischer Geistlicher und römisch-katholischer Bischof von Potosí
- Aguilera Bravo, Abraham (1884–1933), chilenischer Ordensgeistlicher und römisch-katholischer Bischof von San Carlos de Ancud
- Aguilera de Heredia, Sebastián († 1627), spanischer Organist und Komponist
- Aguilera García, Clara (* 1964), spanischer Politiker
- Aguilera González, Francisco María (1918–2010), mexikanischer Geistlicher, Weihbischof in Mexiko
- Aguilera Malta, Demetrio (1909–1981), ecuadorianischer Schriftsteller, Maler und Diplomat
- Aguilera Peralta, Gabriel Edgardo (* 1940), guatemaltekischer Diplomat
- Aguilera Rodríguez, José de Jesús (1931–1999), mexikanischer Geistlicher und Bischof von Huajuapan de León
- Aguilera, Antonio, mexikanischer Fußballtorhüter
- Aguilera, Belén (* 1995), spanische Popmusikerin und Pianistin
- Aguilera, Brandon (* 2003), costa-ricanischer Fußballspieler
- Aguilera, Carlos (* 1964), uruguayischer Fußballspieler
- Aguilera, Carlos (* 1969), spanischer Fußballspieler
- Aguilera, Christina (* 1980), US-amerikanische SängerinChristina Aguilera (* 1980)

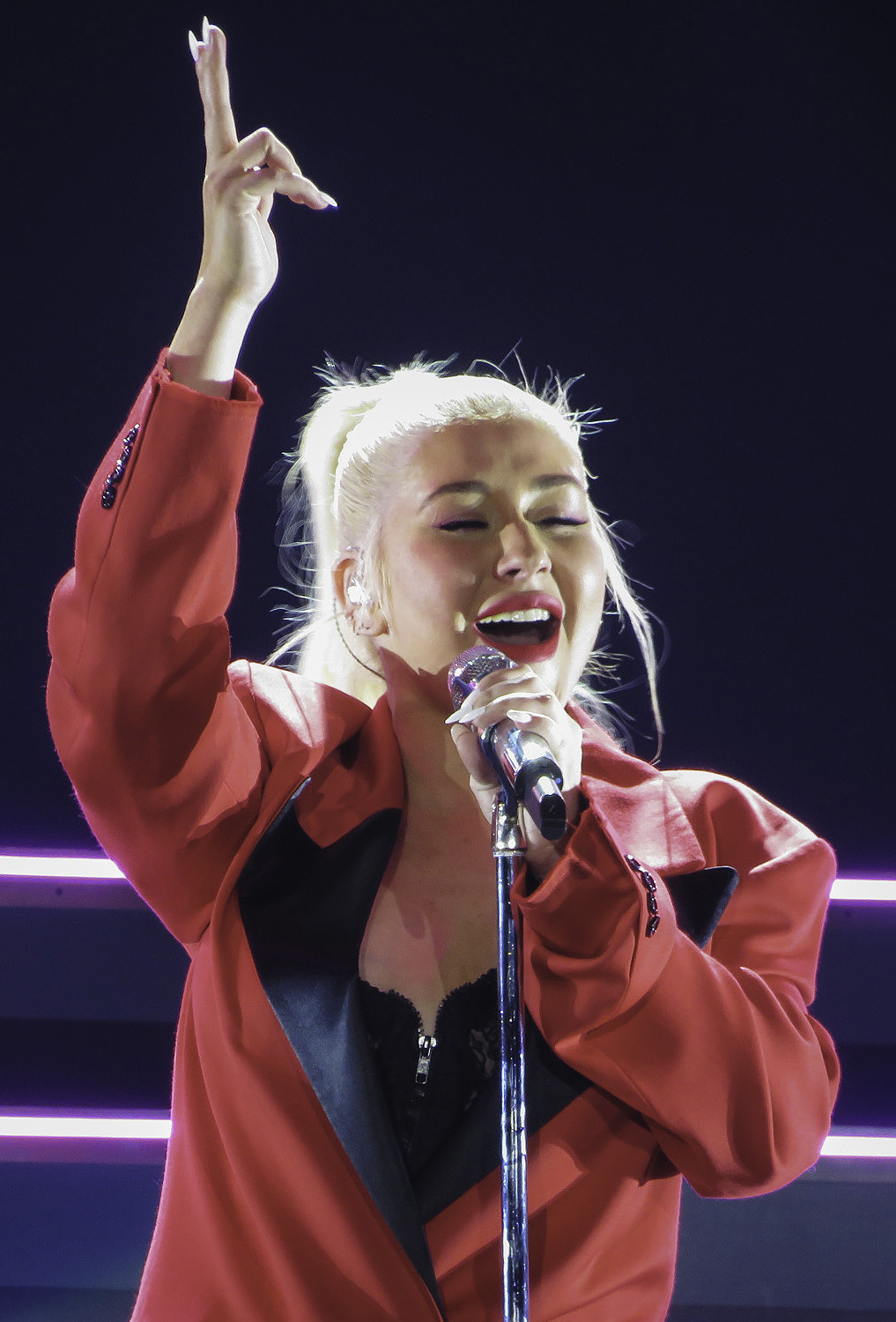
Christina Aguilera (* 1980)

- Aguilera, Daniel (* 1988), chilenischer Fußballspieler
- Aguilera, Emiliano (* 2003), mexikanischer Tennisspieler
- Aguilera, Florencio (* 1947), spanischer Maler, Kunstsammler und Musikveranstalter
- Aguilera, Jacqueline (* 1976), venezolanisches Model und Miss World 1995
- Aguilera, Jorge (* 1966), kubanischer Leichtathlet
- Aguilera, José (* 2000), chilenischer Fußballspieler
- Aguilera, Juan (1908–1972), chilenischer Fußballspieler
- Aguilera, Juan (1962–2025), spanischer Tennisspieler
- Aguilera, Patricio (* 1987), chilenischer Fußballspieler
- Aguilera, Rubén († 2016), chilenischer Fußballspieler
- Aguilera, Santiago (* 1969), spanischer Beachvolleyballspieler
- Aguillón, Dania (* 1996), mexikanische Leichtathletin
- Aguiló i Forteza, Tomàs (1812–1884), mallorquinischer Dichter
- Aguiló i Fuster, Marià (1825–1897), katalanischer Dichter und Philologe
- Aguiló i Miró, Àngel (1875–1947), katalanischer Archivar und Bibliothekar
- Aguiló i Pinya, Joan (1860–1924), spanischer Pfarrer, Amateurarchäologe und Autor
- Aguilonius, Franciscus (1567–1617), Mathematiker und Physiker, Jesuit
- Aguinaga, Álex (* 1969), ecuadorianischer Fußballspieler
- Aguiñaga, Marcela (* 1973), ecuadorianische Politikerin, Umweltministerin und Präfektin
- Aguinagalde Akizu, Gurutz (* 1977), spanischer Handballspieler
- Aguinagalde, Julen (* 1982), spanischer Handballspieler
- Aguinaldo, Amani (* 1995), philippinischer Fußballspieler
- Aguinaldo, Baldomero (1869–1915), philippinischer General
- Aguinaldo, Emilio (1869–1964), philippinischer General, Nationalheld und Unabhängigkeitsführer innerhalb des KatipunanEmilio Aguinaldo (1869–1964)

Emilio Aguinaldo (1869–1964)

- Aguinis, Marcos (* 1935), argentinischer Neurochirurg und Schriftsteller
- Aguirre Bancud, Sofronio (* 1948), philippinischer Ordensgeistlicher, römisch-katholischer Bischof von Cabanatuan
- Aguirre Cerda, Pedro (1879–1941), chilenischer Politiker
- Aguirre de Meneses, Francisco de (1507–1581), spanischer Konquistador, der an den Eroberungszügen gegen Chile, Peru, Argentinien und Bolivien teilnahm
- Aguirre Franco, Felipe (* 1934), mexikanischer Geistlicher, Alterzbischof von Acapulco
- Aguirre García, Dida (* 1953), peruanische Dichterin
- Aguirre Garcia, Lino (1895–1975), mexikanischer Geistlicher, Bischof von Culiacán
- Aguirre Gomensoro, Martín (1937–2016), uruguayischer Journalist
- Aguirre Muñoz, Juan-José (* 1954), spanischer Geistlicher, Bischof von Bangassou
- Aguirre Pinto, Luis (1907–1997), chilenischer Komponist
- Aguirre Salaberría, José María (1919–2009), spanischer Überlebender der Konzentrationslager Mauthausen und Ebensee, Zeitzeuge
- Aguirre y García, Gregorio María (1835–1913), spanischer Kardinal und Erzbischof von Toledo
- Aguirre y Ramos, Agustín (1867–1942), mexikanischer Geistlicher und Bischof von Sinaloa
- Aguirre y Salinas, Osmín (1889–1977), salvadorianischer Politiker, Präsident von El Salvador
- Aguirre, Daniel (* 1995), kolumbianischer Hammerwerfer
- Aguirre, Daniel (* 1999), mexikanisch-amerikanischer Fußballspieler
- Aguirre, Diego (* 1965), uruguayischer Fußballspieler und -trainer
- Aguirre, Emiliano (1925–2021), spanischer Paläontologe und Paläoanthropologe
- Aguirre, Érick (* 1997), mexikanischer Fußballspieler
- Aguirre, Esperanza (* 1952), spanische Politikerin (PP)
- Aguirre, Felipe (* 1976), kolumbianischer Dirigent
- Aguirre, Francisca (1930–2019), spanische Dichterin und Autorin
- Aguirre, Francisco (* 1907), paraguayischer Fußballspieler
- Aguirre, Francisco (* 1977), argentinischer Fußballspieler
- Aguirre, Ginés Andrés de, spanischer Maler
- Aguirre, Giorginho (* 1993), uruguayischer Fußballspieler
- Aguirre, Gonzalo (1940–2021), uruguayischer Rechtsanwalt, Journalist, Politiker und Vizepräsident
- Aguirre, Humberto (1908–1983), chilenischer Politiker, Abgeordneter, Senator und Minister
- Aguirre, Ignacio (1900–1990), mexikanischer Maler und Grafiker
- Aguirre, Javier (* 1958), mexikanischer Fußballtrainer und FußballspielerJavier Aguirre (* 1958)

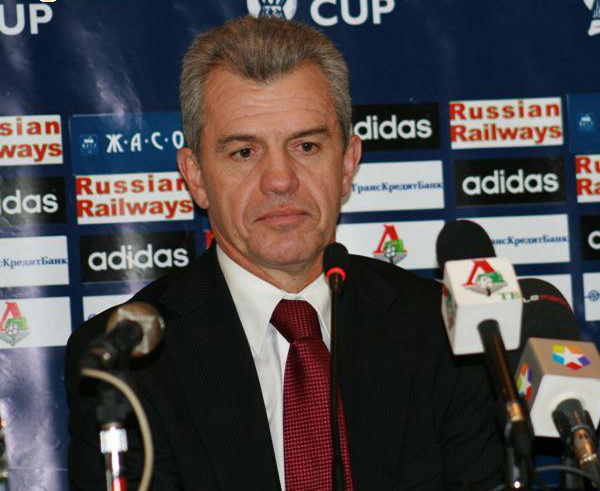
Javier Aguirre (* 1958)

- Aguirre, Jeinkler (* 1990), kubanischer Wasserspringer
- Aguirre, Joaquín (* 1991), uruguayischer Fußballspieler
- Aguirre, Jorge (1925–2005), mexikanischer Weitspringer und Dreispringer
- Aguirre, José Antonio (1904–1960), baskischer Politiker
- Aguirre, Jose Antonio (* 1975), mexikanischer Boxer im Strohgewicht
- Aguirre, José Carlos de (1880–1973), brasilianischer Geistlicher, römisch-katholischer Bischof von Sorocaba
- Aguirre, José Ramón (* 1988), mexikanischer Straßenradrennfahrer
- Aguirre, José Saenz d’ (1630–1699), spanischer Benediktiner, Theologe, Abt, Kardinal
- Aguirre, Juan (* 1965), spanischer Musiker, Gitarrist der Band Amaral
- Aguirre, Julián (1868–1924), argentinischer Komponist, Pianist und Musikpädagoge
- Aguirre, Lope de († 1561), baskisch-spanischer Eroberer in Südamerika
- Aguirre, Manuel Bernardo (1908–1999), mexikanischer Politiker
- Aguirre, Marcelo (* 1993), paraguayischer Tischtennisspieler
- Aguirre, Marcos (* 1984), argentinischer Fußballspieler
- Aguirre, María Paulina (* 1958), ecuadorianische Juristin
- Aguirre, Mark (* 1959), US-amerikanischer Basketballspieler
- Aguirre, Mason (* 1987), US-amerikanischer Snowboarder
- Aguirre, Maximo (1951–2020), deutsch-peruanischer Karambolagespieler und Weltmeister
- Aguirre, Nataniel (1843–1888), bolivianischer Dichter, Dramaturg und Politiker
- Aguirre, Pablo (* 1961), argentinischer Komponist und Pianist
- Aguirre, Pepe († 1988), chilenischer Tangosänger
- Aguirre, Raúl Gustavo (1927–1983), argentinischer Literaturkritiker und Lyriker
- Aguirre, Rodrigo (* 1994), uruguayischer Fußballspieler
- Aguirre, Unai (* 2002), spanischer Wasserballspieler
- Aguirre-Sacasa, Roberto (* 1975), nicaraguanisch-US-amerikanischer Drehbuchautor, Fernsehproduzent und Comicautor
- Aguirregabiria, Martín (* 1996), spanischer Fußballspieler
- Aguirregaray, Matías (* 1989), uruguayischer Fußballspieler
- Aguirregaray, Óscar (* 1959), uruguayischer Fußballspieler und -trainer
- Aguirresarobe, Javier (* 1948), spanischer Kameramann
- Aguirrezabala, Ignacio (1909–1979), spanischer Fußballspieler
- Aguirrezabalaga García, Mikel (* 1984), spanischer Handballspieler
- Aguirrezabalaga, Alberto (* 1988), spanischer Handballspieler
- Aguiyi-Ironsi, Johnson (1924–1966), nigerianischer Politiker und 1966 Staatspräsident von Nigeria

#### Aguj
- Agujari, Lucrezia (1743–1783), italienische Opernsängerin
- Agujetas, Manuel (1939–2015), spanischer Flamenco-Sänger

#### Agul
- Agulhon, Maurice (1926–2014), französischer Historiker
- Agulló i Vidal, Ferran (1863–1933), katalanischer Dichter und Journalist
- Agulló Pelegrin, Paula María (* 2005), spanische Handballspielerin

#### Agum
- Agum I., babylonischer Herrscher
- Agum II. Kakrime, kassitischer König von Babylon
- Agum III., kassitischer König von Babylonien

#### Agun
- Agúndez, Gabriela (* 2000), mexikanische Wasserspringerin
- Agung, Wahyu (* 1976), indonesischer Badmintonspieler

#### Agur
- Agura, Dimitar (1849–1911), bulgarischer Historiker und Dozent
- Agura, Georgi (1853–1915), Generalmajor der Streitkräfte im Zarentum Bulgarien
- Agurejewa, Jekaterina Maximowna (* 2009), russische Tennisspielerin
- Agurew, Siegfried (1939–2007), deutscher Fußballspieler
- Agurski, Michail Samuilowitsch (1933–1991), sowjetisch-israelischer Maschinenbauingenieur, Kybernetiker, Publizist und Hochschullehrer
- Agurto Iturra, Juan Andrés (* 1984), chilenischer Biathlet
- Agurto, Francisco Antonio de (1640–1702), Statthalter der spanischen Niederlande, Vizekönig von Katalonien

#### Agus
- Agus, Agustinus (* 1949), indonesischer Geistlicher, römisch-katholischer Erzbischof von Pontianak
- Agus, Gianni (1917–1994), italienischer Schauspieler
- Agus, Milena (* 1959), italienische Schriftstellerin
- Ágúst Bjarni Garðarsson (* 1987), isländischer Politiker (Fortschrittspartei)
- Ágúst Elí Björgvinsson (* 1995), isländischer Handballspieler
- Ágúst Guðmundsson (* 1947), isländischer Regisseur, Produzent und Drehbuchautor
- Ágúst H. Bjarnason (1875–1952), isländischer Philosoph und Psychologe
- Ágúst Hauksson (* 1960), isländischer Fußballspieler
- Ágúst Már Jónsson (* 1960), isländischer Fußballspieler
- Ágúst Ólafur Ágústsson (* 1977), isländischer Politiker (Allianz)
- Ágúst Þór Jóhannsson (* 1977), isländischer Handballtrainer
- Ágústa Edda Björnsdóttir (* 1977), isländische Radsportlerin und Handballspielerin
- Ágústa Eva Erlendsdóttir (* 1982), isländische Schauspielerin und Sängerin
- Agusta, Giovanni (1879–1927), italienischer Unternehmer, Erfinder und Luftfahrtpionier
- Agusta, Riccardo (1950–2018), italienischer Unternehmer und Autorennfahrer
- Agustiani, Sri Wahyuni (* 1994), indonesische Gewichtheberin
- Agustiawati, Dwi (* 1989), indonesische Badmintonspielerin
- Agustien, Kemy (* 1986), niederländischer Fußballspieler
- Agustín Marozzi, José (1908–2000), argentinischer Geistlicher
- Agustina de Aragón († 1857), spanische Unabhängigkeitskämpferin während der Napoleonischen Kriege
- Agustini, Delmira (1886–1914), uruguayische Dichterin
- Agustinus, Rony (* 1978), indonesischer Badmintonspieler
- Agustoni, Gilberto (1922–2017), Schweizer Geistlicher, Kurienkardinal der römisch-katholischen Kirche
- Agustoni, Ima (1935–2017), italienische Schauspielerin, Moderatorin und Autorin
- Agustoni, Lazaro (1570–1642), Schweizer Architekt des Frühbarock
- Agustoni, Luigi (1917–2004), Schweizer Theologe, Kirchenmusiker und Professor
- Agustoni, Mario (1902–1982), Schweizer Politiker (FDP) und Jurist
- Agustoni, Paul (1934–2012), Schweizer Bildhauer
- Agustoni, Prisca (* 1975), Schweizer Schriftstellerin, Übersetzerin und Dichterin
- Agustoni, Roland (* 1955), Schweizer Politiker (SP, glp)

#### Agut
- Aguta, Lameck (* 1971), kenianischer Marathonläufer
- Agutin, Leonid Nikolajewitsch (* 1968), russischer Sänger und Musiker
- Aguto, Antonio (* 1966), US-amerikanischer Offizier, Generalleutnant der US-Army
- Agutte, Georgette (1867–1922), französische Malerin in der Belle ÉpoqueGeorgette Agutte (1867–1922)

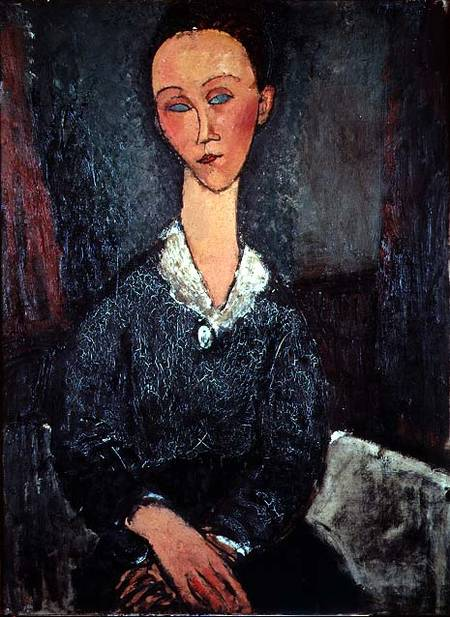
Georgette Agutte (1867–1922)

- Agutter, Jenny (* 1952), britische Schauspielerin

#### Aguz
- Agüzüm, Alpaslan (* 1977), deutscher Boxer
- Aguzzi, Adriano (* 1960), italienisch-schweizerischer Mediziner
- Aguzzi, Daniela (* 1986), argentinische Handballspielerin

### Agv
- Agva, Mahir (* 1996), deutscher Basketballspieler
- Agvaantseren, Bayarjargal (* 1969), mongolische Umweltschützerin
- Agvadish, Omer (* 2000), israelischer Fußballspieler

### Agw
- Agwanda, Enock (* 1994), kenianischer Fußballspieler
- Agwi, Michael (* 2003), irischer Tennisspieler
- Agwu, Nkechi (* 1962), amerikanische Mathematikerin und Hochschullehrerin
- Agwunedu, Ndidi (* 2000), deutsche Handballspielerin

### Agy
- Agyao, Manuel, philippinischer Politiker
- Agyapong, Finette (* 1997), britische Sprinterin
- Agyei, Samuel Owusu, Minister für die Reform des öffentlichen Dienstes in Ghana
- Agyekum, Emil (* 1999), deutscher Leichtathlet
- Agyekum, Joel (* 2005), deutsch-ghanaischer Fußballspieler
- Agyekum, Lawrence (* 2003), ghanaischer Fußballspieler
- Agyeman, Freema (* 1979), britische SchauspielerinFreema Agyeman (* 1979)

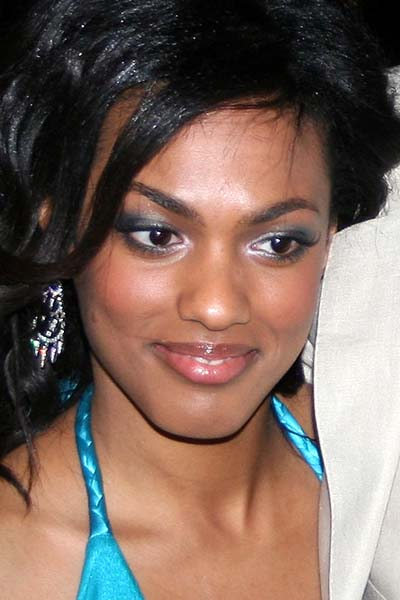
Freema Agyeman (* 1979)

- Agyeman, Nana Akwasi († 2020), ghanaischer Politiker, Bürgermeister von Kumasi
- Agyemang Badu, Emmanuel (* 1990), ghanaischer Fußballspieler
- Agyemang, Emmanuel (* 2004), ghanaischer Fußballspieler
- Agyemang, Eric (* 1980), ghanaischer Fußballspieler
- Agyemang, Mabel (* 1962), ghanaische Juristin und Chief Justice von Gambia
- Agyemang, Michelle (* 2006), englische Fußballspielerin
- Agyemang, Opoku (* 1989), ghanaischer Fußballspieler
- Agyenta, Alfred (* 1959), ghanaischer Geistlicher und Bischof von Navrongo-Bolgatanga
- Agyepong, Francis (* 1965), britischer Dreispringer
- Agyepong, Thomas (* 1996), ghanaischer Fußballspieler